# Kreuzblütler
Die Kreuzblütler (Brassicaceae oder Cruciferae), auch Kreuzblütengewächse und Kruziferen genannt, sind eine Pflanzenfamilie in der Ordnung der Kreuzblütlerartigen (Brassicales). Die Familie enthält weltweit etwa 336 bis 419 Gattungen mit etwa 3000 bis über 4000 Arten. Sie ist durch viele Kulturpflanzen von großer wirtschaftlicher Bedeutung.

## Nutzung
Zur Familie der Kreuzblütler zählen viele wichtige Kulturpflanzen. So zählen vom Menschen entwickelte Kulturformen des Gemüsekohls (Brassica oleracea), wie beispielsweise Weißkohl, Rotkohl, Brokkoli, Blumenkohl, Rosenkohl und Kohlrabi dazu. Schwarzer Senf (Brassica nigra), Indischer Senf (Brassica juncea), Pak Choi, Chinakohl (Brassica rapa subsp. chinensis), Weiße Rübe (Brassica rapa subsp. rapa), Steckrübe (Brassica napus subsp. rapifera), Rübse (Brassica rapa subsp. oleifera) und Raps (Brassica napus subsp. napus) gehören auch zur Gattung Brassica. Rettich und Radieschen sind Vertreter der Gattung Raphanus. Bekannt sind des Weiteren Weißer Senf (Sinapis alba), Meerrettich (Armoracia rusticana), auch Kren genannt, die Kresse und der Wasabi (Eutrema japonicum). Einige Gattungen enthalten also Kulturpflanzen, die Öllieferanten und Gewürzpflanzen sind oder als Gemüse und Salate gegessen werden.
Angebaut werden einige Arten dieser Familie auch als Grün- und Trockenfutter. Einige Arten werden zur Gründüngung verwendet.
Die Familie enthält auch einige bekannte Zierpflanzen wie beispielsweise Goldlack, Blaukissen, Nachtviole, Levkojen und Färberpflanzen wie den Färberwaid.

## Beschreibung

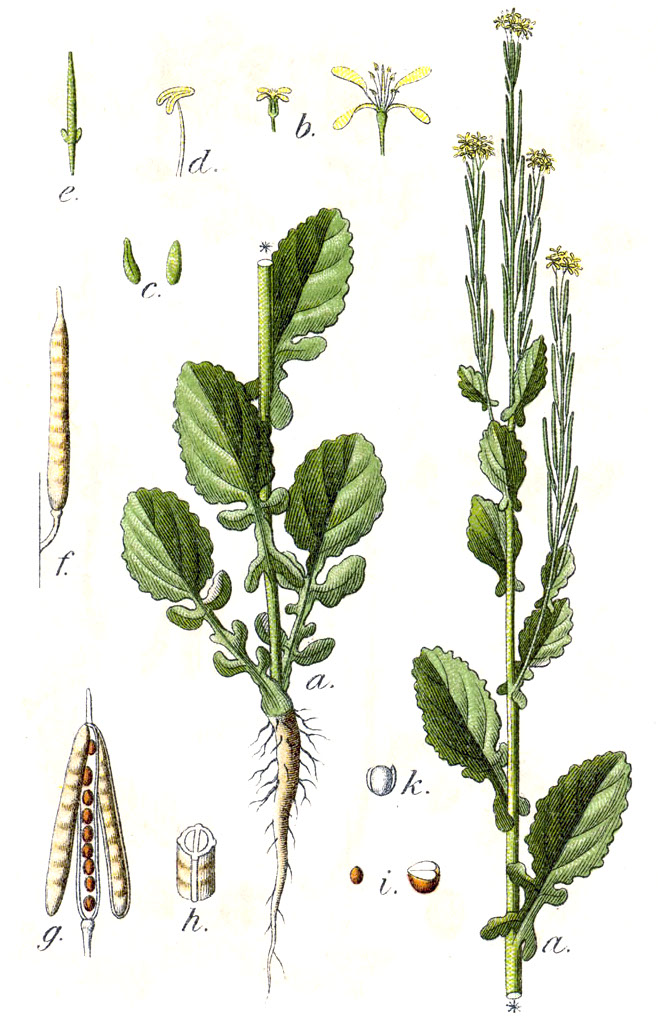
Illustration von Barbarea stricta

### Erscheinungsbild und Blätter
Die Arten in dieser Familie wachsen meist als ein-, zweijährige und ausdauernde krautige Pflanzen. Nur wenige Arten verholzen und wachsen als Sträucher (Alyssum spinosum oder die südafrikanische Heliophila glauca); Heliophila scandens bildet Lianen.
Die meist wechselständig und spiralig in einer grundständigen Blattrosette oder am Stängel verteilt angeordneten Laubblätter sind ungeteilt oder zusammengesetzt. Meist sind die Blätter borstig behaart. Die Form und Dichte der stets einzelligen Haare (Trichome) sind wichtige Bestimmungsmerkmale; sie sind unverzweigt oder besitzen eine Fülle von unterschiedlichen Verzweigungstypen. Der Blattgrund besitzt Blattöhrchen oder ist stängelumfassend. Nebenblätter fehlen.

### Blütenstände und Blüten
Der traubige oder doppeltraubige, selten trugdoldige Blütenstand enthält meist keine Tragblätter.

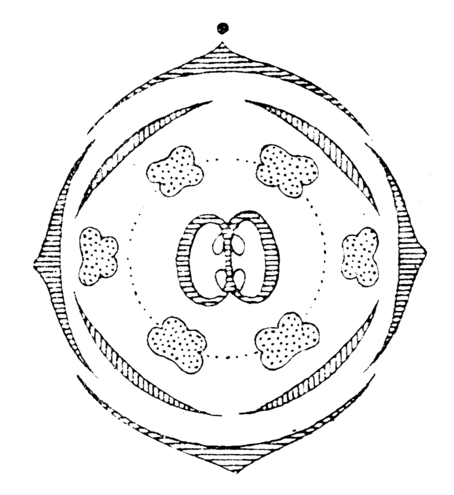
Blütendiagramm von Brassica

Die zwittrigen Blüten sind vierzählig und aufgrund der ungleichen Staubblätter meist disymmetrisch selten zygomorph. Der Name der Kreuzblütler leitet sich von der kreuzförmigen Anordnung der vier Kronblätter der Blüte ab. Sie stehen in der Form eines Kreuzes, wobei oft eines der Kronblätter etwas größer als die übrigen drei ist. Die vier meist freien Kelchblätter sind in zwei Kreisen angeordnet. Es sind meist vier freie Kronblätter vorhanden, sie fehlen selten.
Ein weiteres wichtiges Erkennungsmerkmal der Kreuzblütler sind die zwei Kreise mit insgesamt sechs tetradynamischen Staubblättern. Der äußere Kreis besteht aus nur zwei kurzen, der innere Kreis aus vier langen Staubblättern. Der oberständige Fruchtknoten wird aus zwei, sehr selten drei (Lepidium sativum) oder nach anderer Meinung aus vier, dann zwei fertile und zwei reduzierte und sterile, die dann abfallen (Klappen), Fruchtblättern gebildet. Es wird bei zwei Fruchtblättern eine „falsche“, bei der Interpretation mit vier eine echte Scheidewand gebildet, die bei der reifen Frucht erhalten bleibt; besonders schön ist diese Scheidewand beim Silberblatt (Lunaria rediviva) zu sehen. Der Griffel ist mehr oder weniger reduziert und endet in ein oder zwei Narben. Die Bestäubung erfolgt meist durch Insekten (Entomophilie) oder selten durch den Wind (Anemophilie). Es sind meist Nektarien vorhanden, selten auch extraflorale.
Die Blütenformel lautet:
{\displaystyle \ K_{2+2}\;C_{4}\;A_{2+4}\;G_{\underline {(|2,3)}}} bzw. {\displaystyle G_{\underline {(||4)}}}

### Früchte und Samen
Die Früchte werden Schoten genannt, wenn sie mindestens dreimal so lang wie breit sind, oder Schötchen, wenn sie gedrungener sind. Bei manchen Taxa werden Bruchfrüchte, Gliederschoten, die in einsamige Teilfrüchte zerfallen, oder geschlossen bleibende, einsamige „Nussschötchen“ ausgebildet. Blütenansatz und Samenbildung überlappen sich oft zeitlich: Während unten schon Samen gebildet werden, blüht der obere Teil des Blütenstandes noch.
Die je nach Art viel bis kein Endosperm enthaltenden Samen sind klein bis mittelgroß; beispielsweise bei Matthiola und Isatis besitzen sie Flügel. Der Embryo ist gut ausdifferenziert. Bei einigen Arten ist die Samenschale als eine Myxotesta ausgebildet.

### Inhaltsstoffe
Es sind sogenannte Myrosinzellen vorhanden, die das Enzym Myrosinase, das ist eine Thioglukosidase, und Senfölglykoside (Glukosinolate) enthalten. Die Spaltung der Senfölglykoside erzeugt Senföle (Alkylisothiocyanate), Rhodanide (Thiocyanate), Nitrile und Goitrine (Oxazolidinthione).
Typisch ist der durch Senfölglykoside verursachte kohlartige Geruch und Geschmack.
Eine weitere Besonderheit ist, dass bekannte Nutzpflanzen wie Kohl, Broccoli und Raps, möglicherweise alle Kreuzblütler Brommethan als Gas an die Umwelt abgeben und somit einen deutlichen Beitrag zur Gesamtemission dieses Giftes beitragen. Ob es sich dabei nur um einen Abwehr- oder um einen Signalstoff handelt, bleibt noch zu klären. Etwa 15 % der weltweiten Emissionen an Brommethan sollen auf das Konto dieser Pflanzenfamilie gehen.
Das fette Öl der Rapspflanze wird zur Herstellung von Biokraftstoffen sowie (wie auch Senföl) als Speisefett verwendet.

## Entwicklungsgeschichte der Familie
Die ersten Arten, die man dieser Familie zurechnen kann, entstanden vor etwa 37 Millionen Jahren in einem warmen und feuchten Klima. Die größte adaptive Radiation innerhalb der Familie erfolgte im Oligozän, während es kühler wurde. Eine Verdopplung des Genoms verbesserte die Voraussetzung, sich an einen solchen Klimawandel anzupassen.

## Systematik und Verbreitung
Kreuzblütler können von der Dauerfrostzone bis zu den Tropen weltweit gefunden werden (Kosmopoliten). Ihren Verbreitungsschwerpunkt haben sie in den gemäßigten Zonen der Nordhalbkugel und hier wiederum in den Mittelmeerländern und in Südwest- und Zentralasien. 102 Gattungen mit 412 Arten sind in China beheimatet, davon kommen 115 nur dort vor.
Der Familienname Cruciferae wurde 1789 von Antoine-Laurent de Jussieu in Genera Plantarum, Seite 237 veröffentlicht. Der Familienname Brassicaceae wurde 1835 von Gilbert Thomas Burnett in Outlines of Botany, Seite 854, 1093 und 1123 eingeführt. Typusgattung ist (Brassica L.). Synonyme für Brassicaceae Burnett sind: Cruciferae Juss. nom. cons., Raphanaceae Horan., Stanleyaceae Nutt. und Thlaspiaceae Martinov. Am nächsten verwandt sind die Familien Cleomaceae und Kaperngewächse (Capparidaceae).

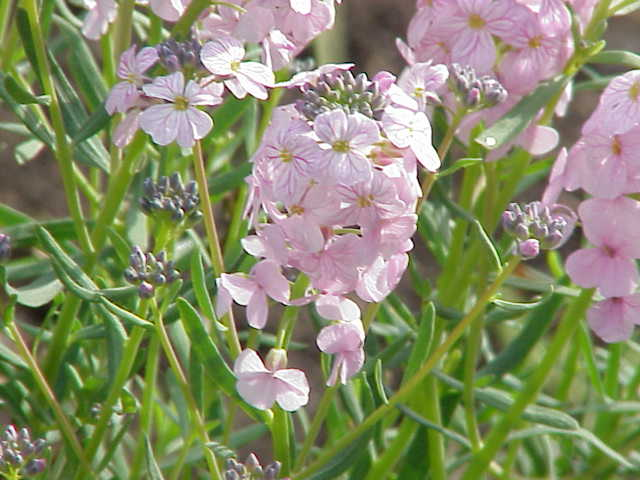
Tribus Aethionemeae: Blütenstände von Aethionema grandiflorum

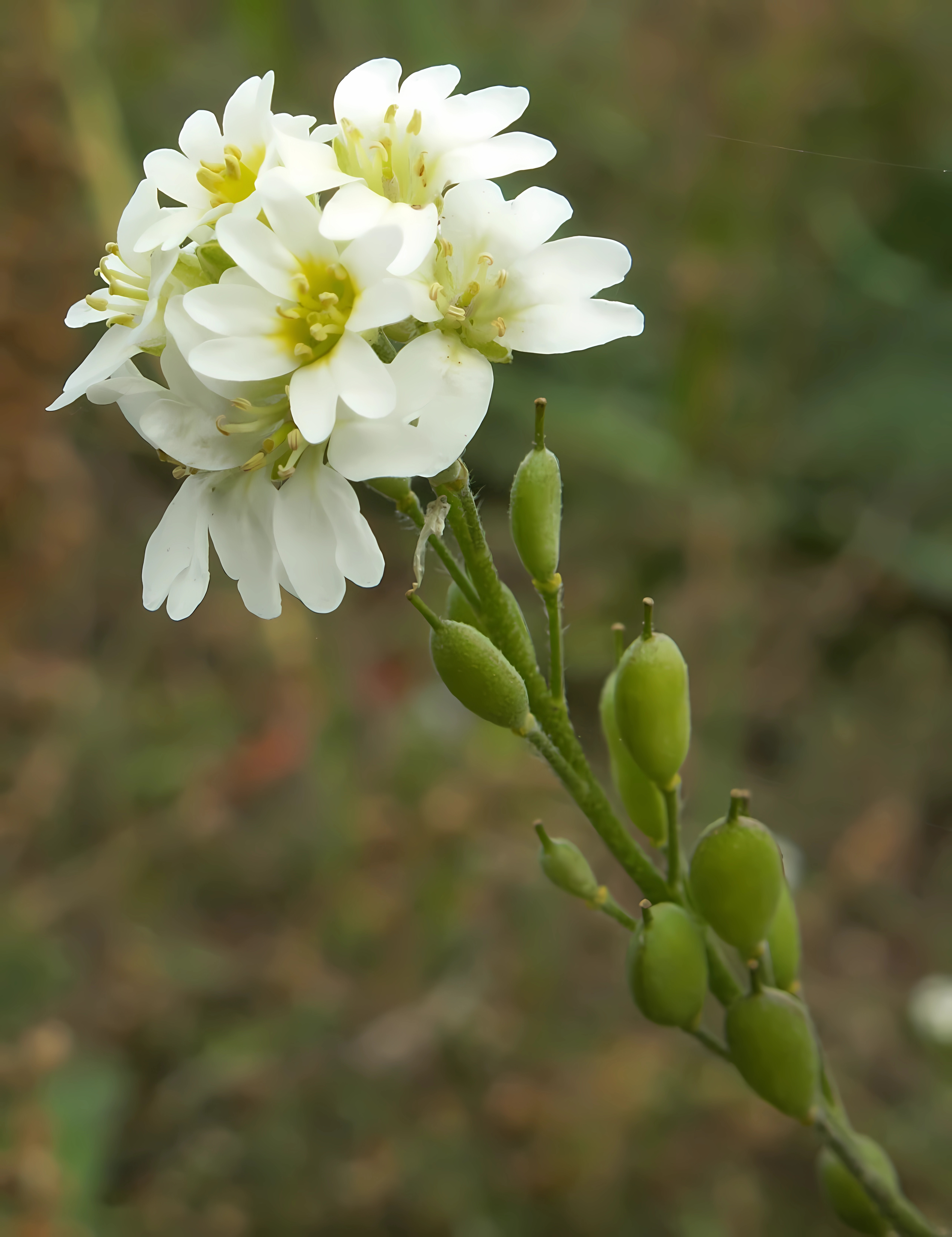
Tribus Alysseae: Blüten- und Fruchtstand der Graukresse (Berteroa incana)

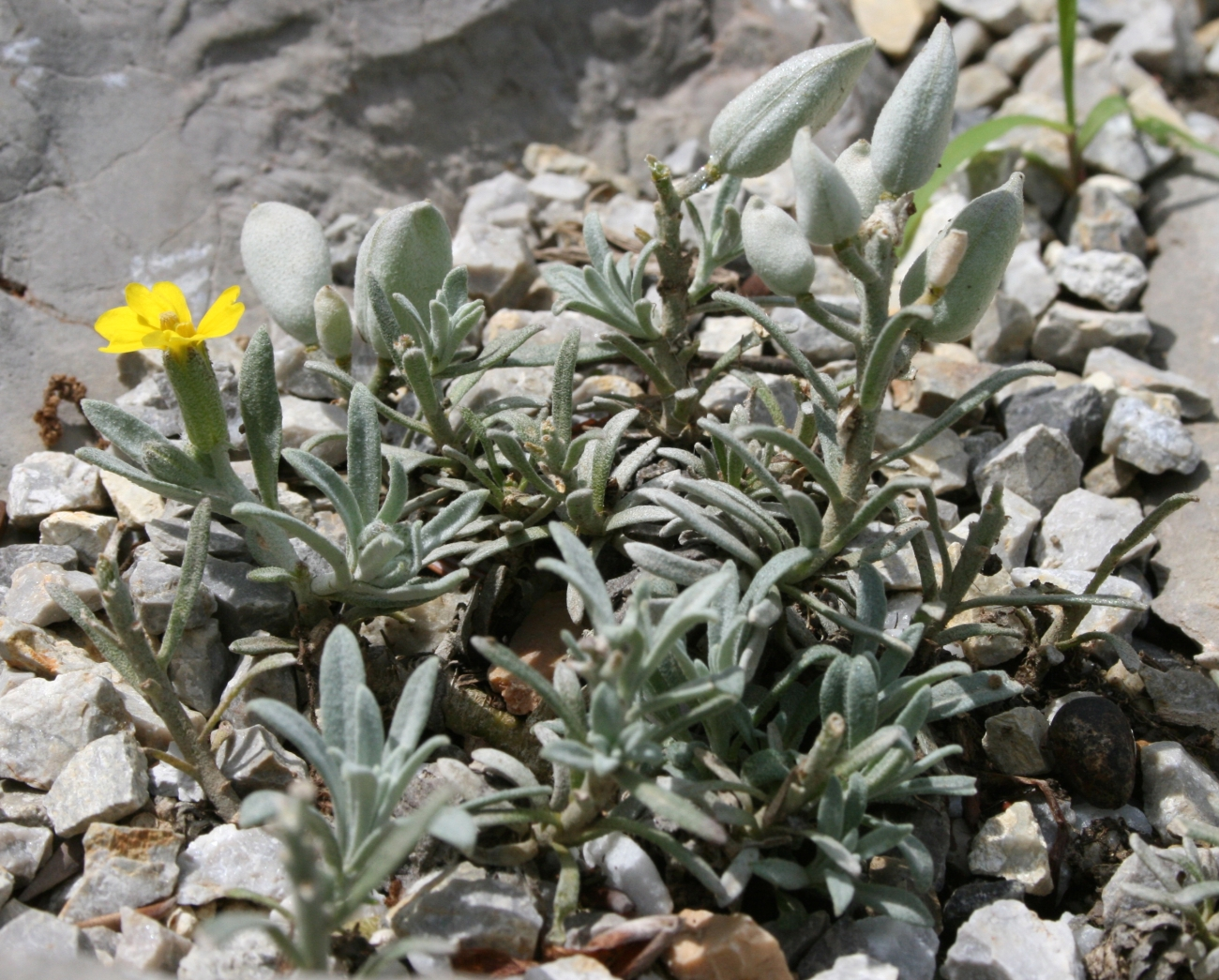
Tribus Alysseae: Habitus von Degenia velebitica

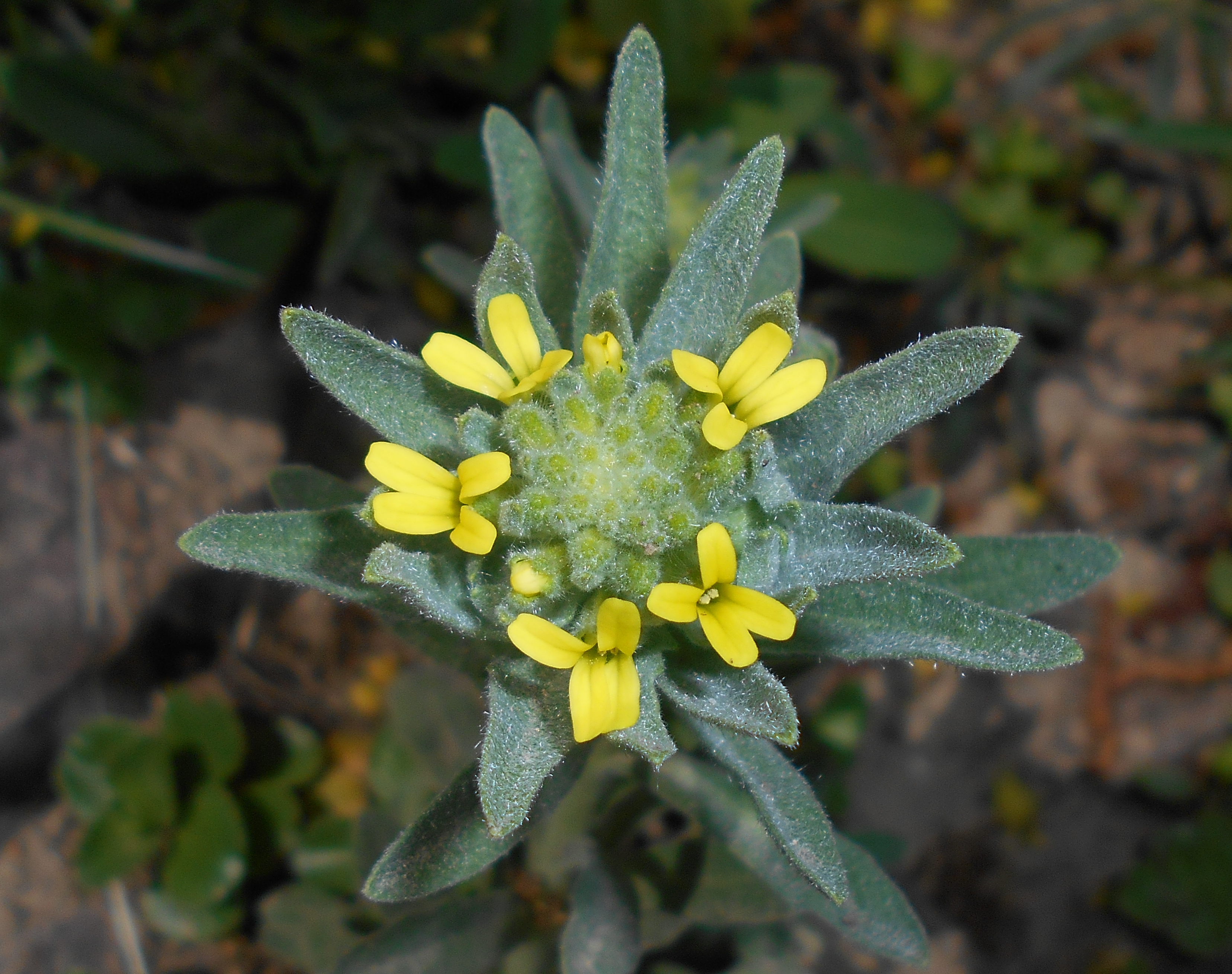
Tribus Alysseae: Schirmtraubiger Blütenstand von Fibigia clypeata

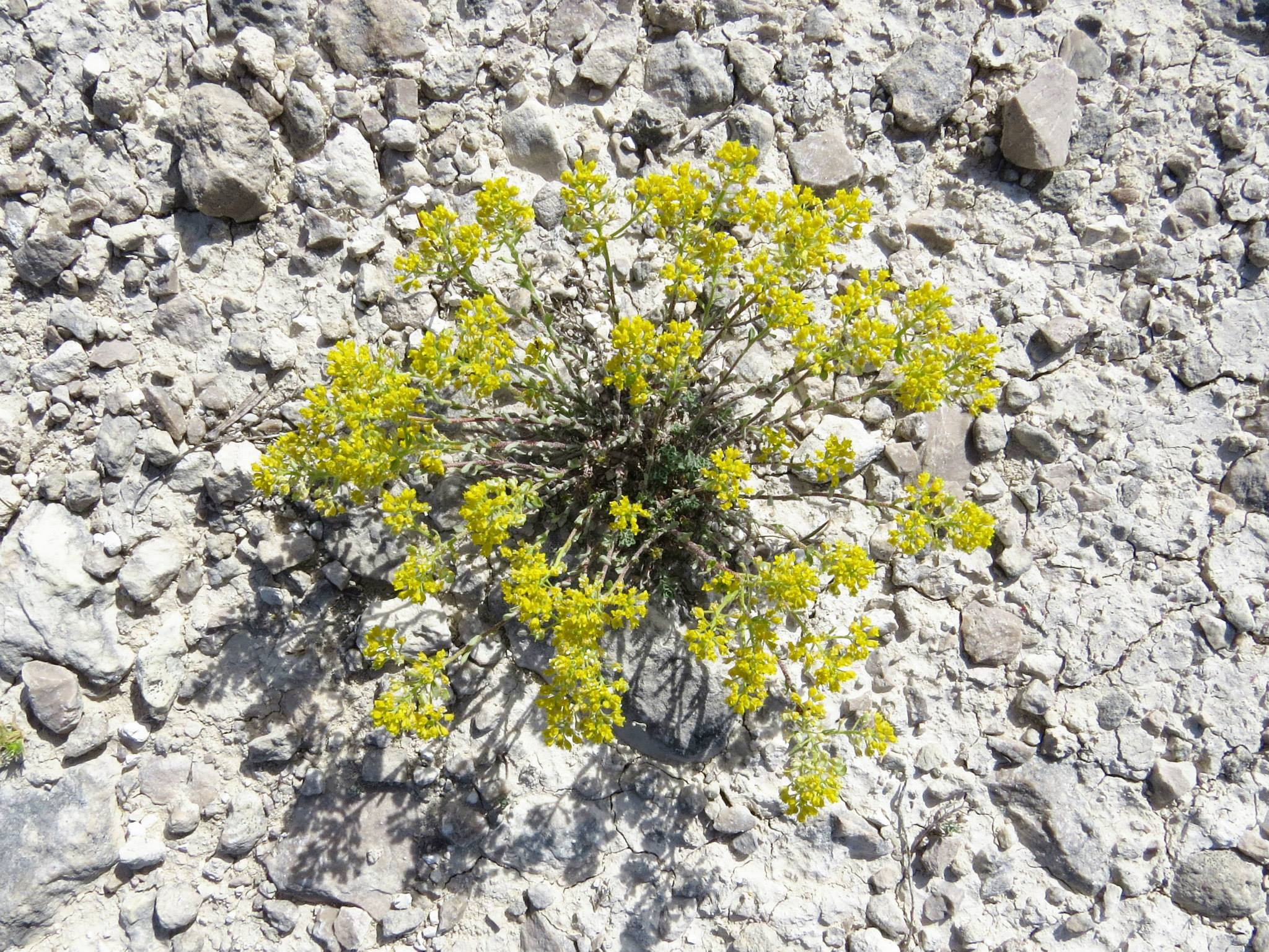
Tribus Alysseae: Habitus des Kleinblättrigen Steinkrauts (Odontarrhena serpyllifolia)

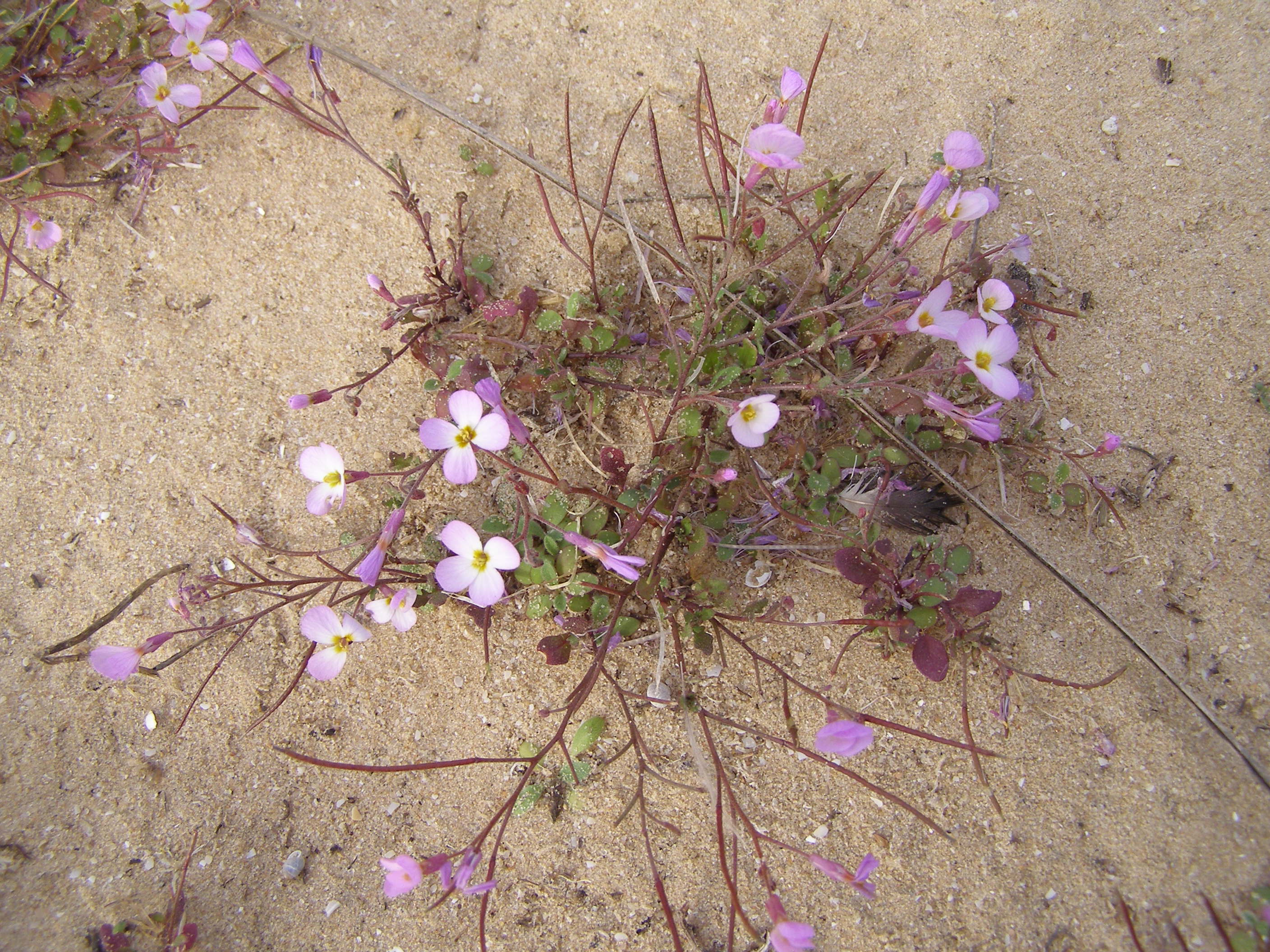
Tribus Anastaticeae: Maresia pulchella

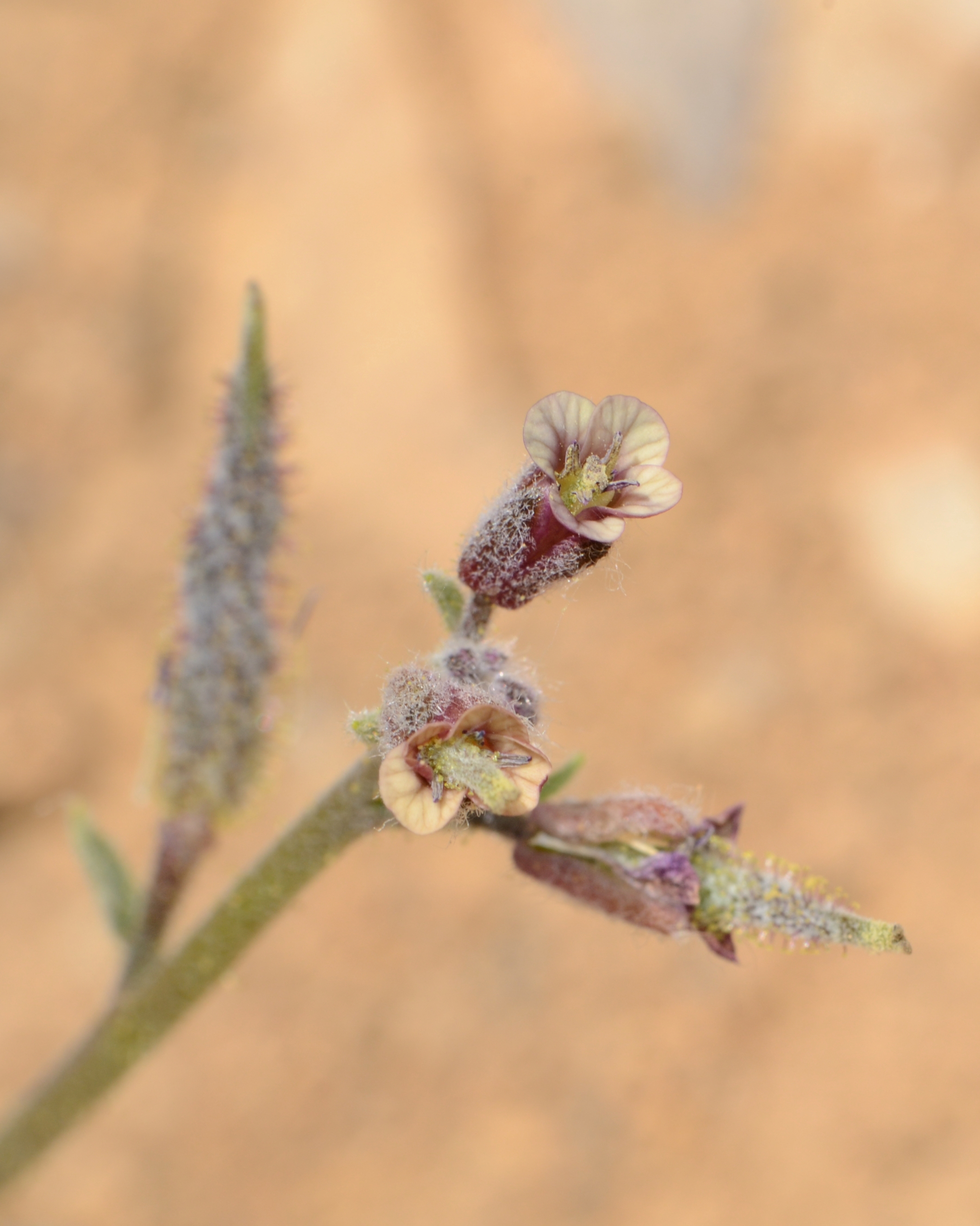
Tribus Anchonieae: Blütenstand von Anchonium billardierei

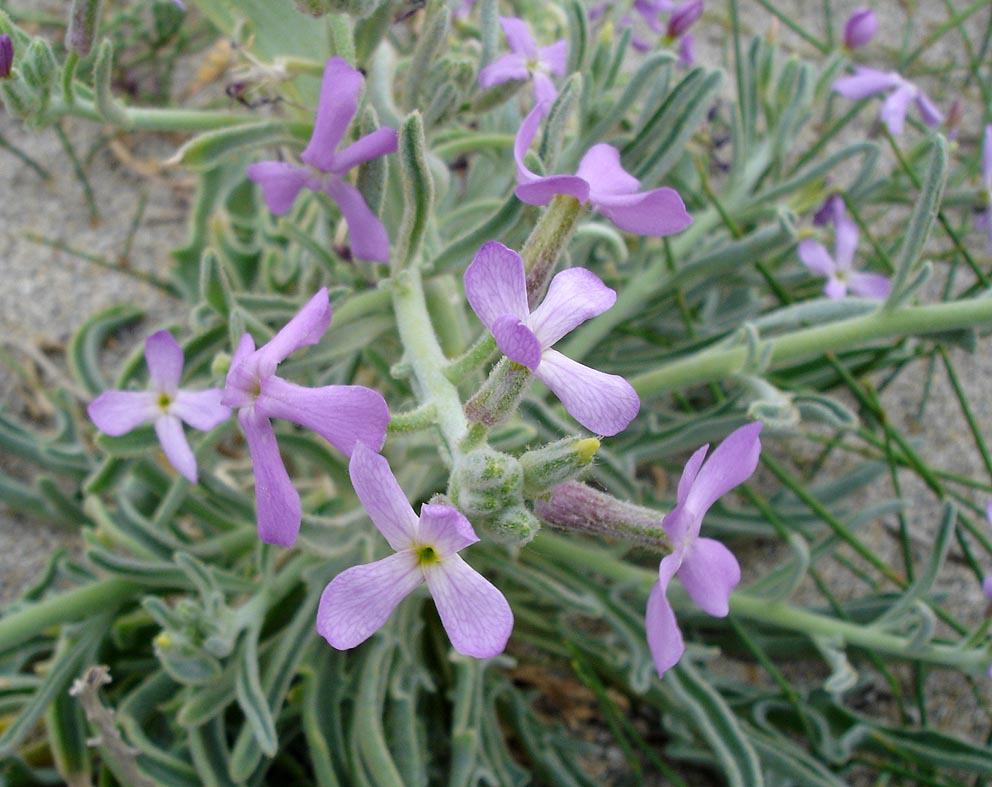
Tribus Anchonieae: Strand-Levkoje (Matthiola sinuata)

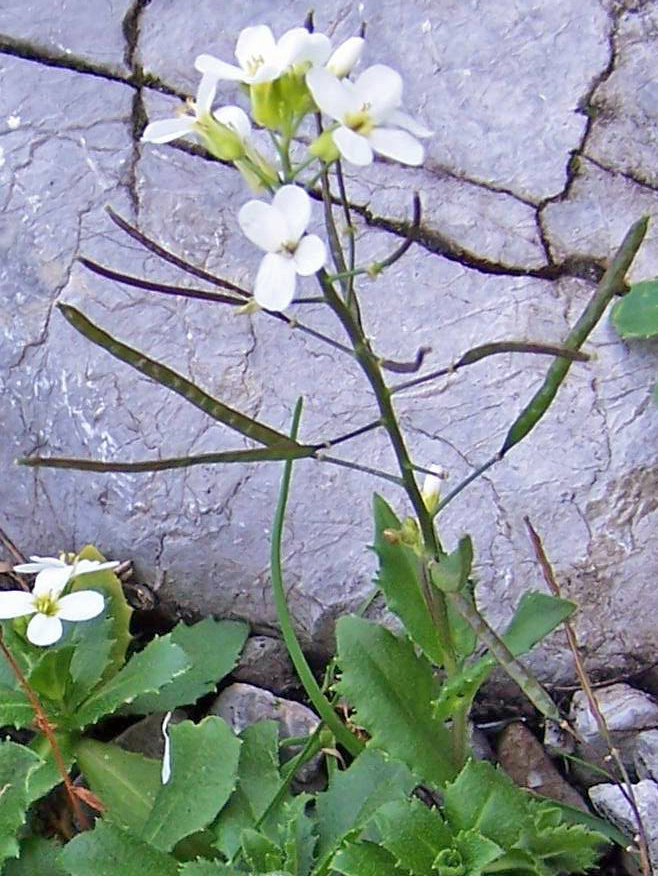
Tribus Arabideae: Alpen-Gänsekresse (Arabis alpina)

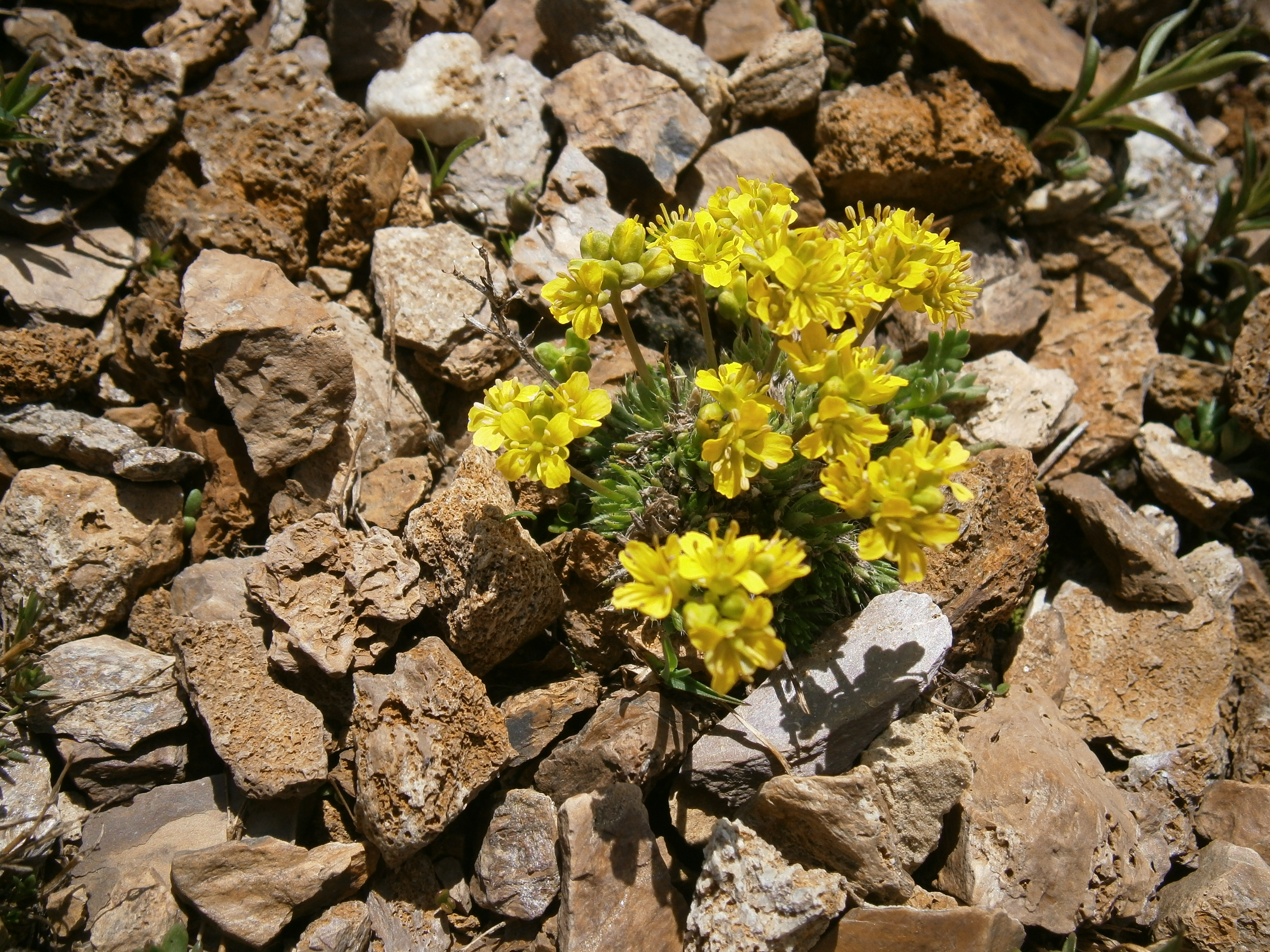
Tribus Arabideae: Hoppe-Felsenblümchen (Draba hoppeana)

In der Familie der Kreuzblütler (Brassicaceae) gibt es etwa 336 (bis 419) Gattungen mit 3000 bis 4130 Arten (die größte Anzahl an Gattungen und Arten listet Judd et al. 1999).
Die Familie wird in etwa (25 bis) 44 Tribus gegliedert, hier die Gliederung nach Marcus Koch & Ihsan Ali Al-Shehbaz 2009 und Suzanne I. Warwick, Klaus Mummenhoff, C. A. Sauder, M. A. Koch & Ihsan A. Al-Shehbaz, 2010:
- Tribus Aethionemeae Al-Shehbaz, Beilstein & E.A.Kellogg: Sie enthält nur eine Gattung:
  - Steintäschel (Aethionema W.T.Aiton, Syn.: Campyloptera Boiss., Crenularia Boiss., Eunomia DC., Iberidella Boiss., Iondra Raf., Lipophragma Schott & Kotschy ex Boiss., Moriera Boiss.): Die etwa 45 Arten kommen hauptsächlich in der Türkei vor, nur wenige Arten reichen ostwärts bis Turkmenistan und westwärts bis Spanien und Marokko.[9]

- Tribus Alysseae DC.: Sie enthält (früher 14 bis 18) seit 2015 etwa 24 Gattungen mit 260 bis über 281 Arten:[10]
  - Acuston Raf. (Syn.: Pevalekia Trinajstic): Sie enthält nur eine Art:
    - Acuston lunarioides (Willd.) Raf.: Sie kommt auf den griechischen Inseln Kreta, den Kykladen und im Dodekanes vor.[10]

  - Alyssoides Mill. (Syn.: Cistocarpium Spach, Vesicaria Adans.): Sie enthält nur noch eine Art:
    - Blasenschötchen (Alyssoides utriculata (L.) Medik.): Die zwei Unterarten sind in der Schweiz, in Italien, in Frankreich, Bosnien und Herzegowina, Kroatien, Serbien, Montenegro, Bulgarien, Rumänien, Georgien, Russland, Albanien, Nordmazedonien, Griechenland und in der Türkei verbreitet.[10]

  - Steinkräuter (Alyssum L., Syn.: Gamosepalum Hausskn., Psilonema C.A.Mey.): Sie enthält seit 2015 nur noch etwa 114 Arten.[10]
  - Aurinia Desv. (Syn.: Anodontea (DC.) Sweet): Die etwa 7 und früher bis zu 13 Arten sind in Eurasien verbreitet.[10] Darunter:
    - Felsensteinkraut (Aurinia saxatilis (L.) Desv.)

  - Graukressen (Berteroa DC., Syn.: Myopteron Spreng.): Sie enthält etwa fünf Arten.[10]
  - Bornmuellera Hausskn. (Syn.: Leptoplax O.E.Schulz, Physocardamum Hedge): Die etwa neun Arten kommen in Albanien, in Griechenland, Serbien und in der Türkei vor.[10]
  - Brachypus Ledeb.: Sie enthält nur eine Art:
    - Brachypus suffruticosus (Vent.) V.I.Dorof. (Syn.: Brachypus asper Ledeb.): Sie kommt in Armenien, Aserbaidschan, Iran, im Irak, in Turkmenistan und in der Türkei vor.[10]

  - Clastopus Bunge ex Boiss. (Syn.: Straussiella Hauskn.): Die nur zwei Arten kommen in Iran, im Irak und in der Türkei vor.[10]
  - Schildkräuter (Clypeola L.): Die etwa neun Arten sind von Europa über Nordafrika und Westasien sowie die Arabische Halbinsel bis Zentralasien und Pakistan weitverbreitet.[10] Darunter:
    - Echtes Schildkraut (Clypeola jonthlaspi)

  - Cuprella Salmerón-Sánchez, Mota & Fuertes: Sie wurde 2015 aufgestellt und enthält nur zwei Arten. Die eine Art ist ein Endemit in Marokko und die andere ist von Ägypten über Israel, Jordanien, Syrien, Saudi-Arabien, Kuwait, Irak bis Iran und Pakistan verbreitet.[10]
  - Degenia Hayek: Sie enthält nur eine Art:
    - Degenia velebitica (Degen) Hayek: Es ist ein Endemit der kroatischen Gebirgszüge Velebit und Kapela.[11][10]

  - Fibigia Medik.: Die etwa drei Arten kommen in Italien, Serbien, Bulgarien, Albanien, Nordmazedonien, Griechenland, Zypern, Armenien, Aserbaidschan, Ägypten, Georgien, Iran, im Irak, in Israel, Jordanien, Libanon, Syrien, Afghanistan, in der Ukraine und in der Türkei vor.[10]
  - Galitzkya V.V.Botschantz.: Die nur drei Arten sind von Russland über Kasachstan und die südwestliche Mongolei bis in den Nordwesten der Volksrepublik China verbreitet.[10]
  - Hormathophylla Cullen & T.R.Dudley (Syn.: Nevadensia Rivas Mart.): Seit 2015 gibt es etwa elf Arten, die in Italien, Frankreich, Spanien, Algerien und Marokko vorkommen.[10]
  - Irania Hadač & Chrtek: Die etwa fünf Arten kommen im Iran, Irak und Afghanistan vor.[10]
  - Lepidotrichum Velen. & Bornm.: Sie enthält nur eine Art:[10]
    - Lepidotrichum uechtritzianum (Bornm.) Velen. & Bornm.: Sie gedeiht nur an der Schwarzmeer-Küste Bulgariens und der Türkei.[10]

  - Lutzia Gand.: Sie enthält nur eine Art:[10]
    - Lutzia cretica (L.) Greuter & Burdet (Syn.: Lutzia fruticosa Gand. nom. illeg., Alyssum creticum L., Alyssoides cretica (L.) Medik.): Sie kommt nur auf den griechischen Inseln Kreta, Astipalea, Karpathos sowie Kasos vor.[10]

  - Meniocus Desv.: Sie enthält etwa sieben Arten. Es gibt Fundortangaben für Spanien, Bulgarien, Rumänien, Moldawien, Nordmazedonien, Armenien, Aserbaidschan, Usbekistan, Georgien, Ukraine, Russland, China, Iran, Irak, Algerien, Marokko, Israel, Libanon, Jordanien, Saudi-Arabien, Kuwait, Tadschikistan, Kasachstan, Kirgisistan, Afghanistan, Mongolei, Pakistan, Syrien, Turkmenistan sowie die Türkei.[10] Eine Art ist in Australien ein Neophyt.[10]
  - Odontarrhena C.A.Mey. ex Ledeb. (Syn.: Triplopetalum Nyár.): Sie enthält seit 2015 etwa 87 Arten. Sie gedeihen hauptsächlich in Bergregionen der Paläoarktis (mit einer Art, die im nordwestlichen Nordamerika beheimatet ist). Das Zentrum der Diversität liegt im Mittelmeerraum, auf dem Balkan und in Südwestasien.[10] Darunter:
    - Alpen-Steinkraut (Odontarrhena alpestris (L.) Ledeb.)

  - Phyllolepidum Trinajstić: Sie enthält seit 2011 etwa zwei Arten, die in Italien, Albanien, Griechenland, Nordmazedonien, Montenegro, Serbien und der Türkei vorkommen.[10]
  - Physoptychis Boiss.: Die nur zwei Arten kommen in der östlichen Türkei und im nordwestlichen Iran,[9] in Armenien, Aserbaidschan und im Irak vor.[10]
  - Pterygostemon V.V.Botschantz. (Syn.: Asterotricha V.V.Botschantz. non Kuntze nec Astrotricha DC.): Sie enthält nur eine Art:
    - Pterygostemon spathulatus (Kar. & Kir.) V.V.Botschantz.: Sie kommt im östlichen Kasachstan und im nordwestlichen China vor.[10]

  - Resetnikia Španiel, Al-Shehbaz, D.A.German & Marhold: Sie wurde 2015 aufgestellt und enthält nur eine Art:
    - Resetnikia triquetra (DC.) Španiel, Al-Shehbaz, D.A.German & Marhold (Syn.: Farsetia triquetra DC.): Dieser Endemit kommt nur an der kroatischen Adriaküste vor.[10]

  - Takhtajaniella V.E.Avet.: Sie enthält nur eine Art:[10]
    - Takhtajaniella globosa V.E.Avet.: Dieser Endemit kommt nur in der Republik Bergkarabach vor.[10]

- Tribus Alyssopsideae Al-Shehbaz, Warwick, Mummenhoff & M. A. Koch: Sie enthält nur vier Gattungen:
  - Alyssopsis Boiss.: Die etwa zwei Arten sind zwischen Iran und Zentralasien verbreitet.[9]
  - Calymmatium O.E.Schulz (Syn.: Nasturtiicarpa Gilli): Die nur zwei Arten sind in Zentralasien verbreitet.[9]
  - Dielsiocharis O.E.Schulz: Die nur zwei Arten kommen in Iran und Tadschikistan vor.[9]
  - Olimarabidopsis Al-Shehbaz, O’Kane & R.A.Price: Die etwa drei Arten kommen in Osteuropa, Südwest- und Zentralasien vor.

- Tribus Anastaticeae DC. (Syn.: Malcolmieae Al-Shehbaz & Warwick): Das Hauptverbreitungsgebiet ist der Mittelmeerraum. Sie enthält etwa acht Gattungen mit etwa 37 Arten[12]:
  - Anastatica L.: Sie enthält nur eine Art:
    - Echte Rose von Jericho (Anastatica hierochuntica L.): Sie ist von Algerien, Ägypten, Jordanien, Israel und Syrien über die Arabische Halbinsel bis Iran und Irak verbreitet.

  - Cithareloma Bunge: Die zwei bis drei Arten kommen in Zentral- und Südwestasien vor.[13]
  - Diceratella Boiss.: Die etwa elf Arten kommen im tropischen Nordostafrika und in Iran vor, darunter beispielsweise:
    - Diceratella canescens (Boiss.) Boiss.

  - Eigia Soják: Sie enthält nur eine Art:
    - Eigia longistyla (Eig) Soják: Sie kommt in Israel und im nordöstlichen Saudi-Arabien vor.[9]

  - Eremobium Boiss.: Sie enthält ein bis fünf Arten.
  - Farsetia Turra: Die etwa 27 Arten sind von Marokko bis ins nordwestliche Indien verbreitet.[9]
  - Lachnocapsa Balf. f.: Sie enthält nur eine Art:
    - Lachnocapsa spathulata Balf. f.: Dieser Endemit kommt nur auf Sokotra vor.[9]

  - Silberkräuter (Lobularia Desv.): Die etwa vier Arten kommen im Mittelmeerraum und Makaronesien vor, von den Kapverden und Kanaren bis nach Arabien. Unter ihnen:
    - Kanaren-Silberkraut (Lobularia canariensis (DC.) L.Borgen)
    - Strand-Silberkraut (Lobularia maritima (L.) Desv.)

  - Malcolmia W.T.Aiton (Syn.: Malcomia R.Br. orth. var.): Die 35 Arten kommen im Mittelmeerraum (etwa 23 Arten[14]), in Zentral- und Südwestasien vor.[13]
  - Maresia Pomel: Die etwa drei Arten kommen vom Mittelmeerraum bis zum Kaspischen Meer und Nordiran vor.[9]
  - Morettia DC.: Die etwa drei Arten kommen von Nordafrika bis Arabien vor.[9]
  - Notoceras W.T.Aiton: Sie enthält nur eine Art:
    - Notoceras bicorne (W.T.Aiton) Amo: Sie kommt vom Mittelmeerraum bis Pakistan vor.[9]

  - Parolinia Webb: Die etwa fünf Arten kommen nur auf den Kanarischen Inseln vor.

- Tribus Anchonieae DC.: Sie enthält acht bis zehn Gattungen mit über 70 Arten:
  - Anchonium DC.: Die nur ein oder zwei Arten kommen im westlichen Asien und Zentralasien vor.[9]
  - Eremoblastus Botsch.: Sie enthält nur eine Art:
    - Eremoblastus caspicus Botsch.: Sie kommt in Zentralasien vor.

  - Iskandera N.Busch: Die nur zwei Arten kommen in Zentralasien vor.[9]
  - Levkojen (Matthiola W.T.Aiton, Syn.: Mathiola W.T.Aiton, Lonchophora Durieu, Mathiolaria Chevall., Pirazzia Chiov.): Die etwa 50 Arten kommen von Natur aus in Eurasien, Nord- und Ostafrika sowie auf den Kanarischen Inseln vor.[13]
  - Microstigma Trautv.: Die zwei oder drei Arten kommen in Sibirien, in der Mongolei und in China vor.[13]
  - Oreoloma Botsch.: Die etwa drei Arten kommen in China und in der Mongolei vor.[13]
  - Petiniotia J.Léonard (wird auch zu Sterigmostemum gestellt): Sie enthält nur eine Art:
    - Petiniotia purpurascens (Boiss.) J.Léonard: Sie kommt in Iran und Afghanistan vor.[9]

  - Sterigmostemum M.Bieb.: Die etwa acht Arten kommen vom südwestlichen Asien bis Zentralasien vor und mit einer Art auch in Europa.[9]
  - Synstemon Botsch.: Die nur zwei Arten sind in China beheimatet.[13]
  - Zerdana Boiss.: Sie enthält nur eine Art:
    - Zerdana anchonioides Boiss.: Sie kommt in Iran vor.[9]

- Tribus Aphragmeae D.A.German & Al-Shehbaz: Sie enthält nur eine Gattung:
  - Aphragmus Andrz. ex DC. (Syn.: Oreas Cham. & Schltdl., Lignariella Baehni, Staintoniella H.Hara): Die etwa elf Arten sind hauptsächlich im Himalaya und angrenzenden Zentralasien verbreitet.[15]

- Tribus Arabideae DC.: Sie enthält 8 bis 17[16] Gattungen und etwa 550 Arten in Eurasien, Afrika, Nord- und Südamerika. Sie ist die artenreichste Tribus der Brassicaceae:[17][18]
  - Abdra Greene: Die nur zwei Arten kommen in den USA vor.[16][19]
  - Acirostrum Y.Z.Zhao: Sie 2012 aufgestellt und enthält nur eine Art:[16]
    - Acirostrum alaschanicum (Maxim.) Y.Z.Zhao

  - Gänsekressen (Arabis L., Syn.: Abasicarpon (Andrz. ex Rchb.) Rchb., Arabidium Spach, Arabisa Rchb., Dollineria Saut., Lomaspora (DC.) Steud., Turrita Wallr., Turritis Wallr. non L.): Sie enthält 70 bis 100 Arten.[16]
  - ArcyospermaO.E.Schulz: Sie enthält nur eine Art:[16]
    - Arcyosperma primulifolium (Thomson) O.E.Schulz: Sie kommt im Himalaya und in Pakistan vor.

  - Athysanus Greene (Syn.: Heterodraba (M.E.Jones) Greene): Die nur zwei Arten[16] sind im westlichen Nordamerika verbreitet.
  - Blaukissen (Aubrieta Adans.): Die etwa 15 bis 21 Arten[16] sind von Südeuropa bis Iran verbreitet.[9]
  - Baimashania Al-Shehbaz: Sie wurde 2000 aufgestellt. Die nur zwei Arten[16] kommen in China vor, die eine Art gedeiht nur in Höhenlagen von etwa 4100 Meter in Qinghai und die andere ist ein Endemit in Höhenlagen von 4200 bis 4600 Metern im Dêqên Xian, Baima Shan im nordwestlichen Yunnan.[13]
  - Botschantzevia Nabiev: Sie enthält nur eine Art:[16]
    - Botschantzevia karatavica (Lipsch.) Nabiev: Sie kommt in Zentralasien vor.

  - Dendroarabis (C.A.Meyer) D.A.German & Al-Shehbaz: Sie enthält nur eine Art:[16]
    - Dendroarabis fruticulosa (C.A.Meyer) D.A.German & Al-Shehbaz (Syn.: Arabis fruticulosa C.A.Meyer): Diese Art ist weit verbreitet in Afghanistan, dem Autonomen Gebiet Xinjiang in China, Kasachstan, Kirgisistan, Mongolei, Pakistan, Sibirien und Tadschikistan.[20]

  - Felsenblümchen (Draba L., Syn.: Coelonema Maxim., Dolichostylis Turcz. non Cass., Drabella Nábělek non (DC.) Fourr., Drabopsis K.Koch, Erophila DC., Holargidium Turcz. ex Ledeb., Leptonema Hook., Nesodraba Greene, Odontocyclus Turcz., Pseudobraya Korsh., Schivereckia Andrz. ex DC., Stenonema Hook., Thylacodraba (Nábelek) O.E.Schulz): Der Umfang dieser Gattung wurde kontrovers diskutiert.[19][21][22] Sie ist mit etwa 370 bis 402 Arten[16] die artenreichste Gattung der Familie Brassicaceae.
  - Drabella (DC.) Fourr. non Nábělek:[19][18] Sie enthält nur eine Art:[16]
    - Drabella muralis (L.) Fourr. (Syn.: Draba muralis L.): Sie ist von Süd- sowie Mitteleuropa und im nordwestlichen Afrika bis zur Türkei sowie dem Kaukasusraum verbreitet.[19]

  - Fourraea Greuter & Burdet: Sie enthält nur eine Art:
    - Armblütige Gänsekresse, Kohlkresse (Fourraea alpina (L.) Greuter & Burdet, Syn.: Arabis pauciflora (Grimm) Garcke, Arabis brassica (Leers) Rauschert): Sie kommt in Europa von den Pyrenäen und Italien bis Mitteldeutschland und den Karpaten vor.[14]

  - Pachyneurum Bunge: Sie enthält nur eine Art:[16]
    - Pachyneurum grandiflorum (C.A.Mey.) Bunge: Sie kommt vom südlichen Sibirien und in Xinjiang vor.[13]

  - Parryodes Jafri:[23] Sie enthält nur eine Art:[16]
    - Parryodes axilliflora Jafri (Syn.: Arabis axilliflora (Jafri) H.Hara): Sie kommt nur im südlichen Tibet und in Bhutan vor.[13]

  - Pseudodraba Al-Shehbaz, D.A.German & M.Koch: Sie wurde 2011 aufgestellt und enthält nur eine Art:[16]
    - Pseudodraba hystrix (Hook. f. & Thomson) Al-Shehbaz, D.A.German & M.Koch

  - Scapiarabis M.Koch et al.: Sie wurde 2011 aufgestellt und enthält etwa vier Arten.[16]
  - Sinoarabis R.Karl, D.A.German, M.Koch & Al-Shehbaz: Sie wurde 2012 aufgestellt und enthält nur eine Art:[16][24]
    - Sinoarabis setosifolia ((Al-Shehbaz) R.Karl, D.A.German, M.Koch & Al-Shehbaz)

  - Tomostima (Raf.) O.E.Schulz: Die etwa sechs Arten kommen in der Neuen Welt vor.[19][16]

Tribus Heliophileae: Ausschnitt eines Blütenstandes, Blüte mit vier blauen Kronblättern von Heliophila africana

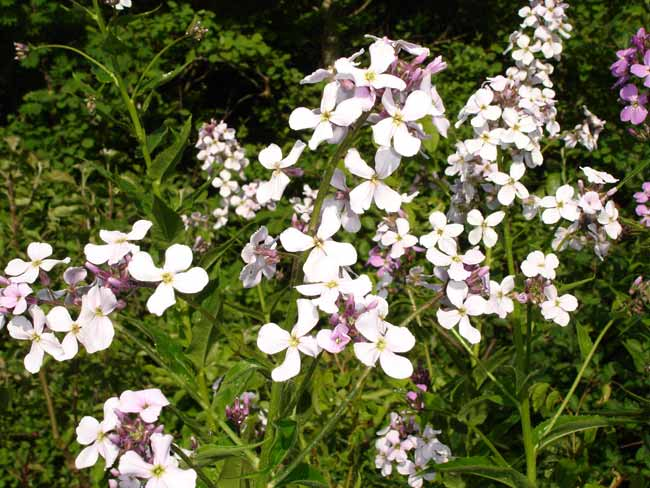
Tribus: Hesperideae: Hesperis matronalis

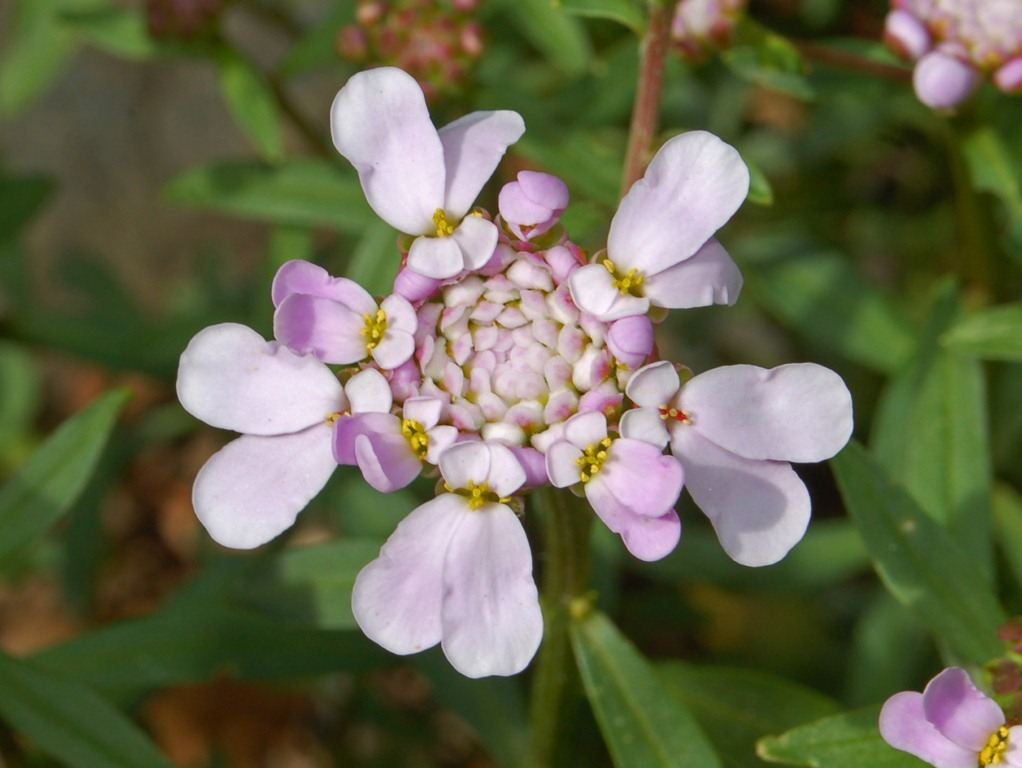
Tribus Iberideae: Blütenstand mit zygomorphen Blüten von Iberis umbellata

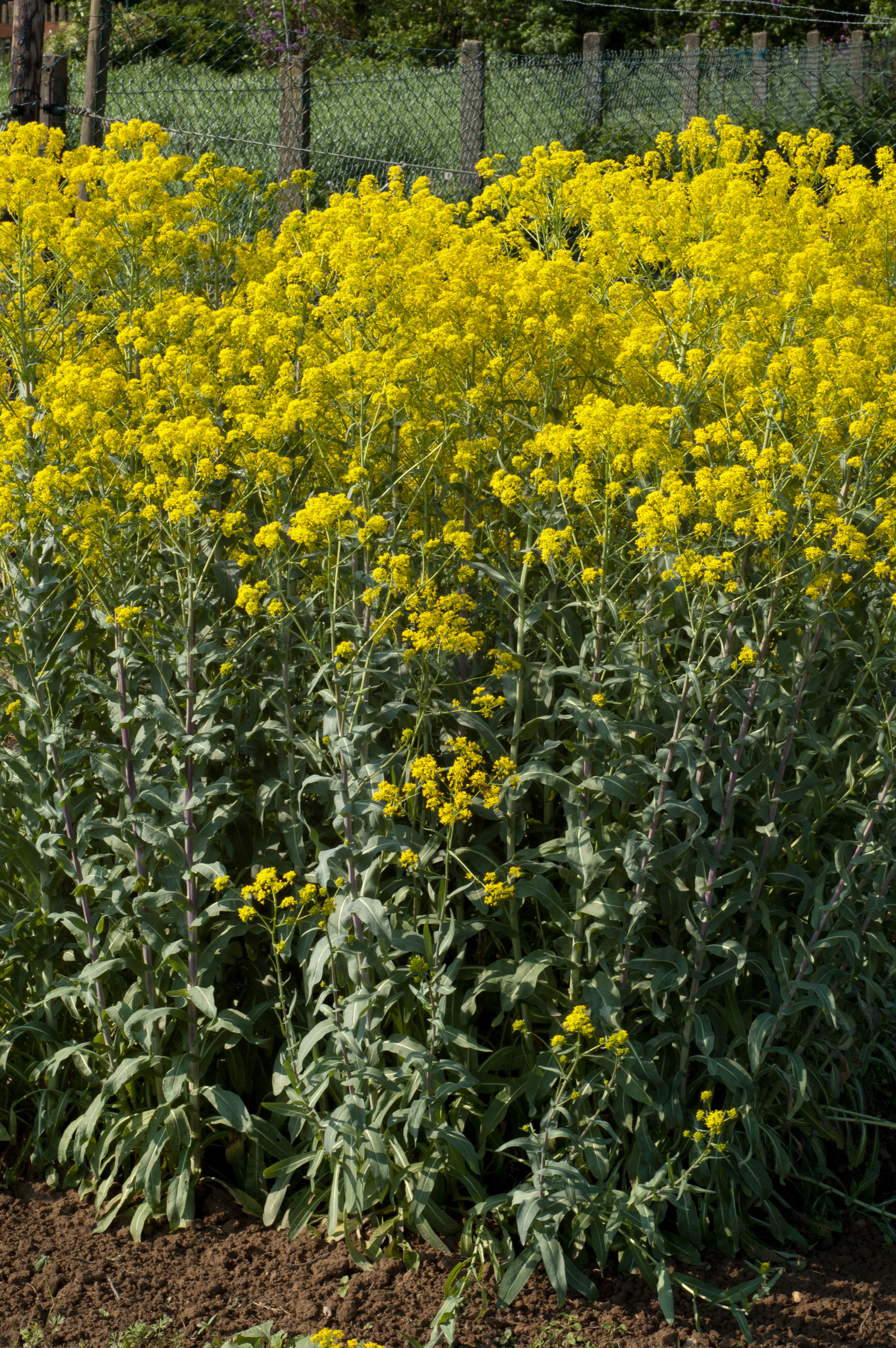
Tribus Isatideae: Färberwaid (Isatis tinctoria)

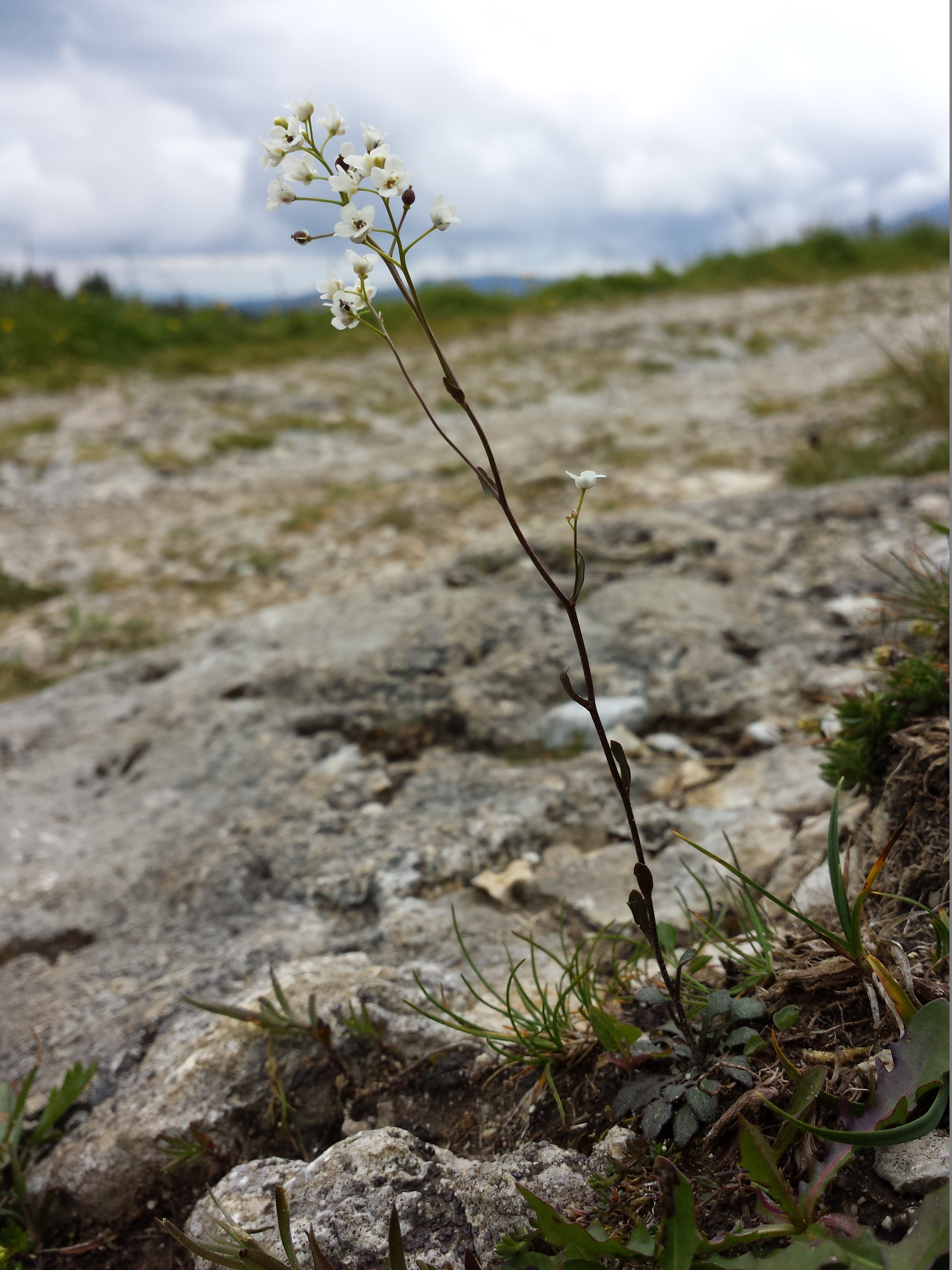
Tribus Kernereae: Felsen-Kugelschötchen (Kernera saxatilis)

- Tribus Asteae: Sie enthält nur eine Gattung:
  - Asta Klotzsch ex O.E.Schulz: Die nur zwei Arten kommen in Mexiko vor.[9]

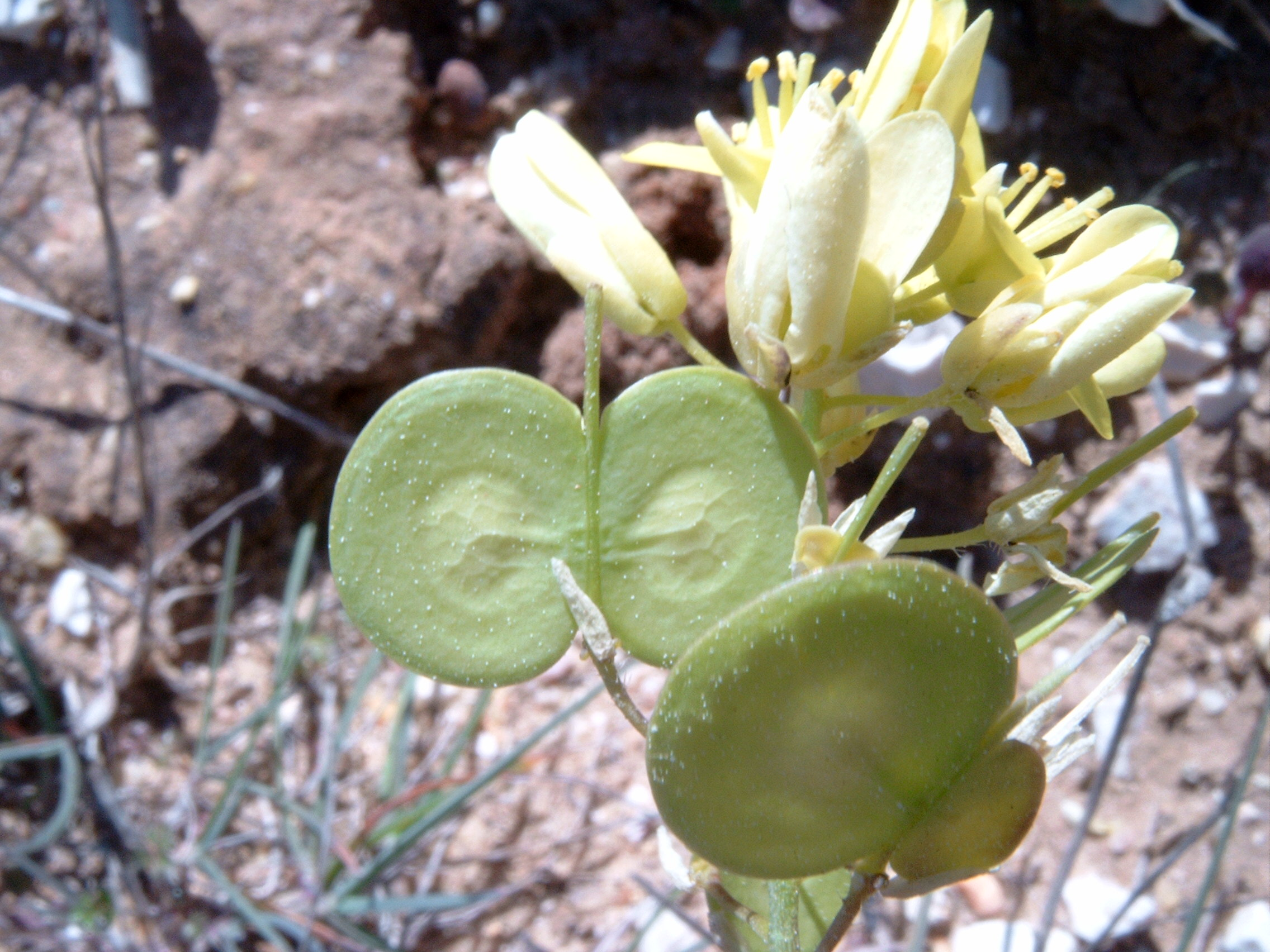
Tribus Biscutelleae: Blüten und Früchte von Biscutella vicentina

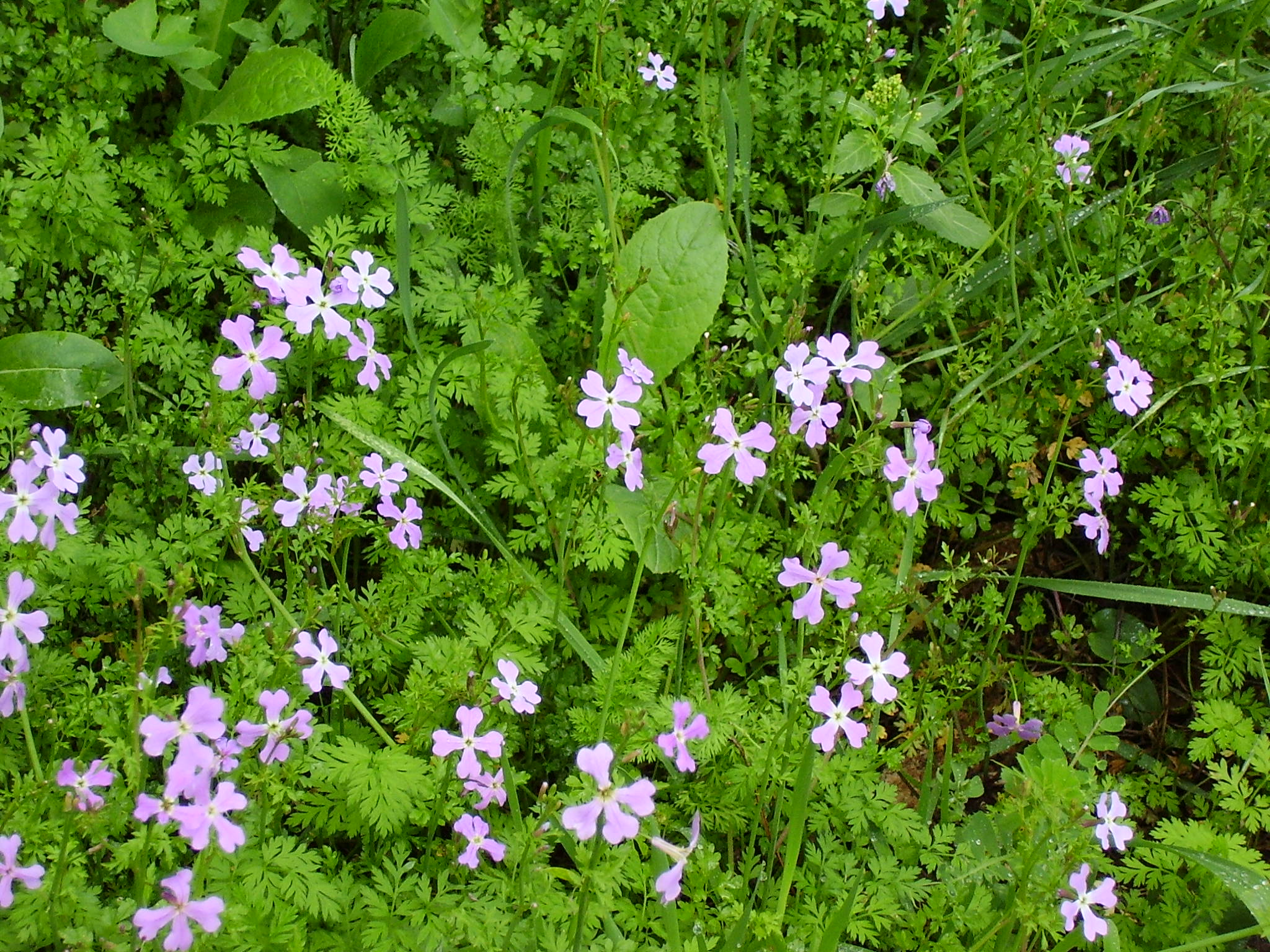
Tribus Biscutelleae: Ricotia lunaria

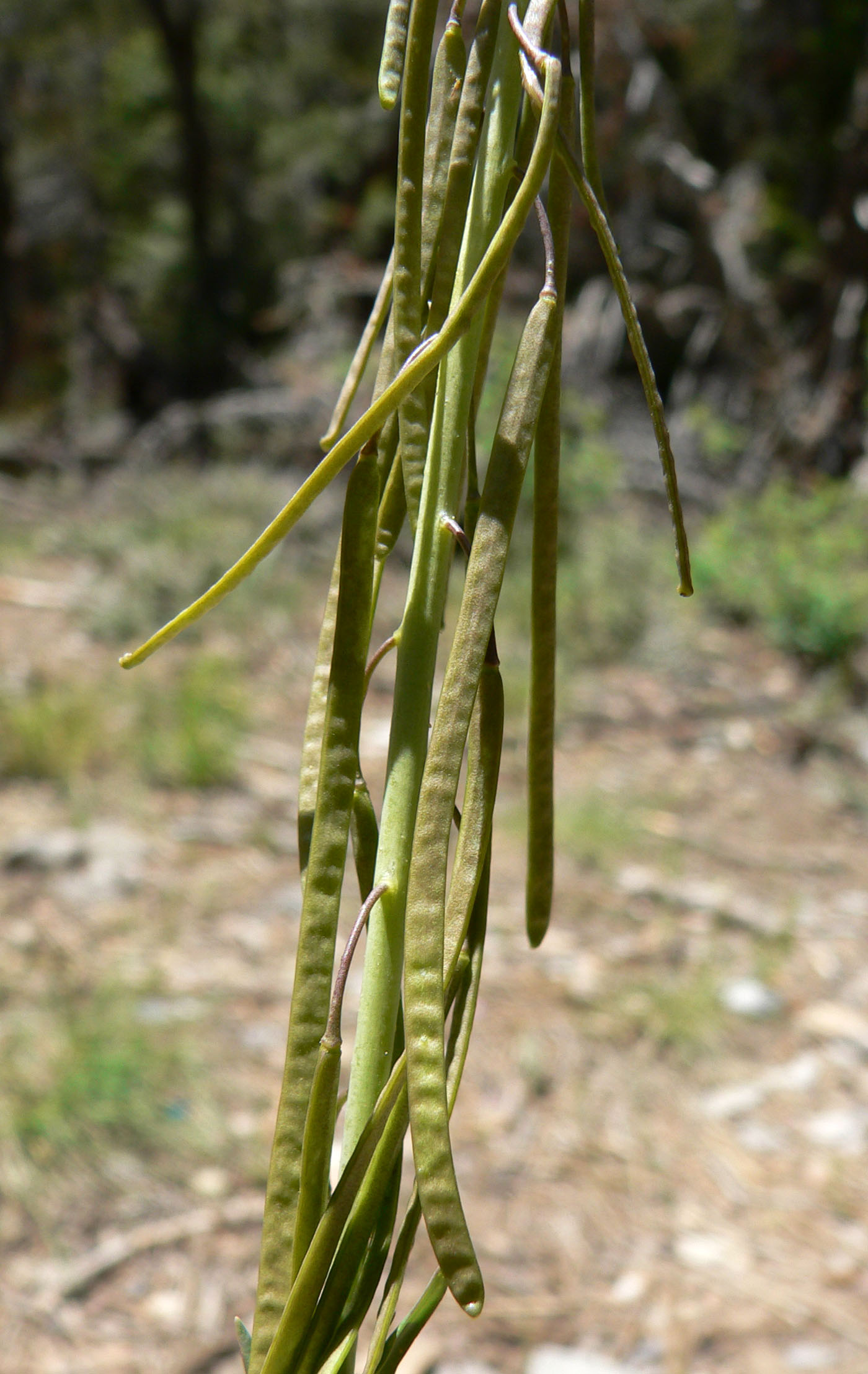
Tribus Boechereae: Schoten von Boechera holboellii

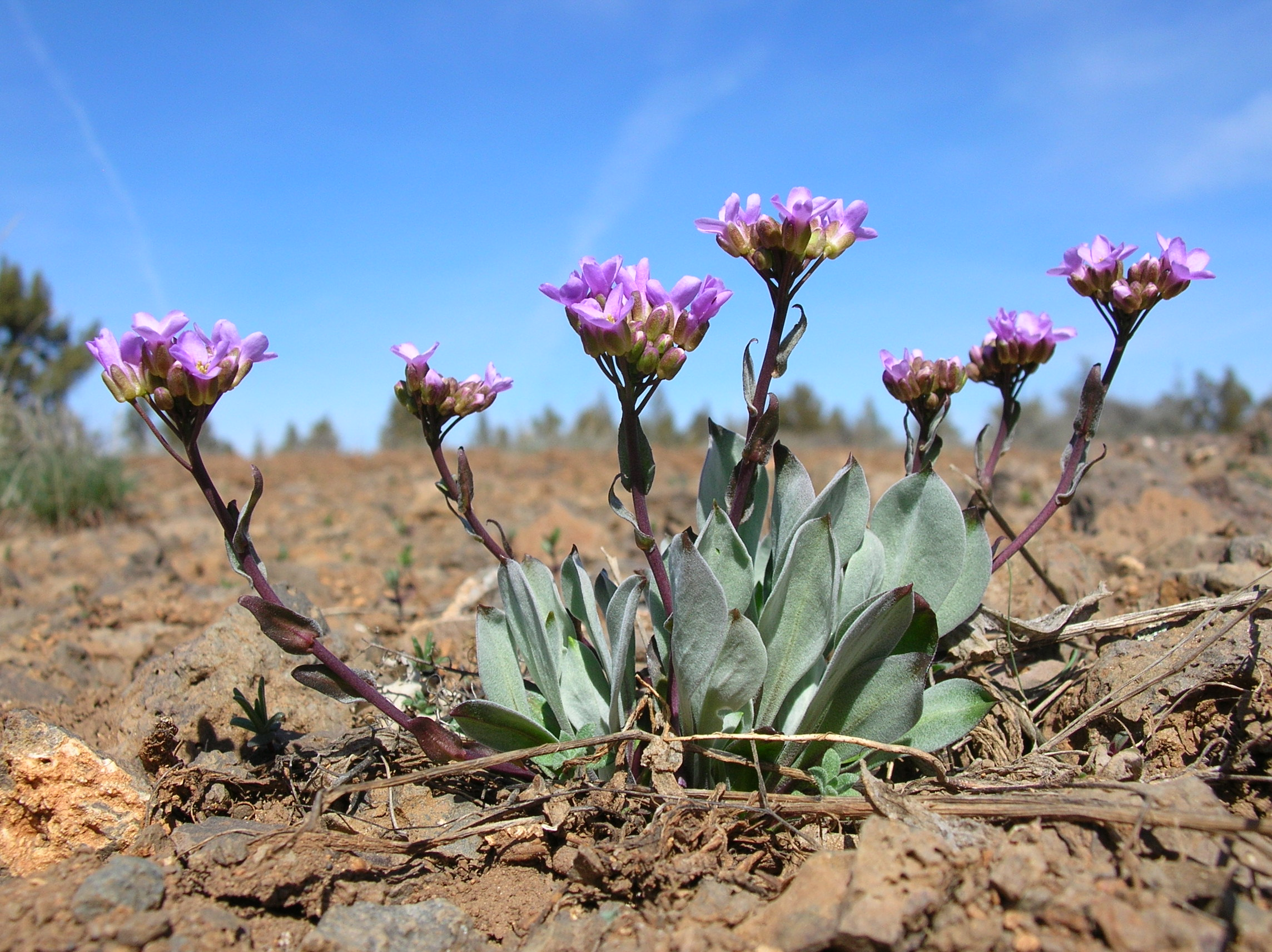
Tribus Boechereae: Habitus und Blütenstände von Phoenicaulis cheiranthoides

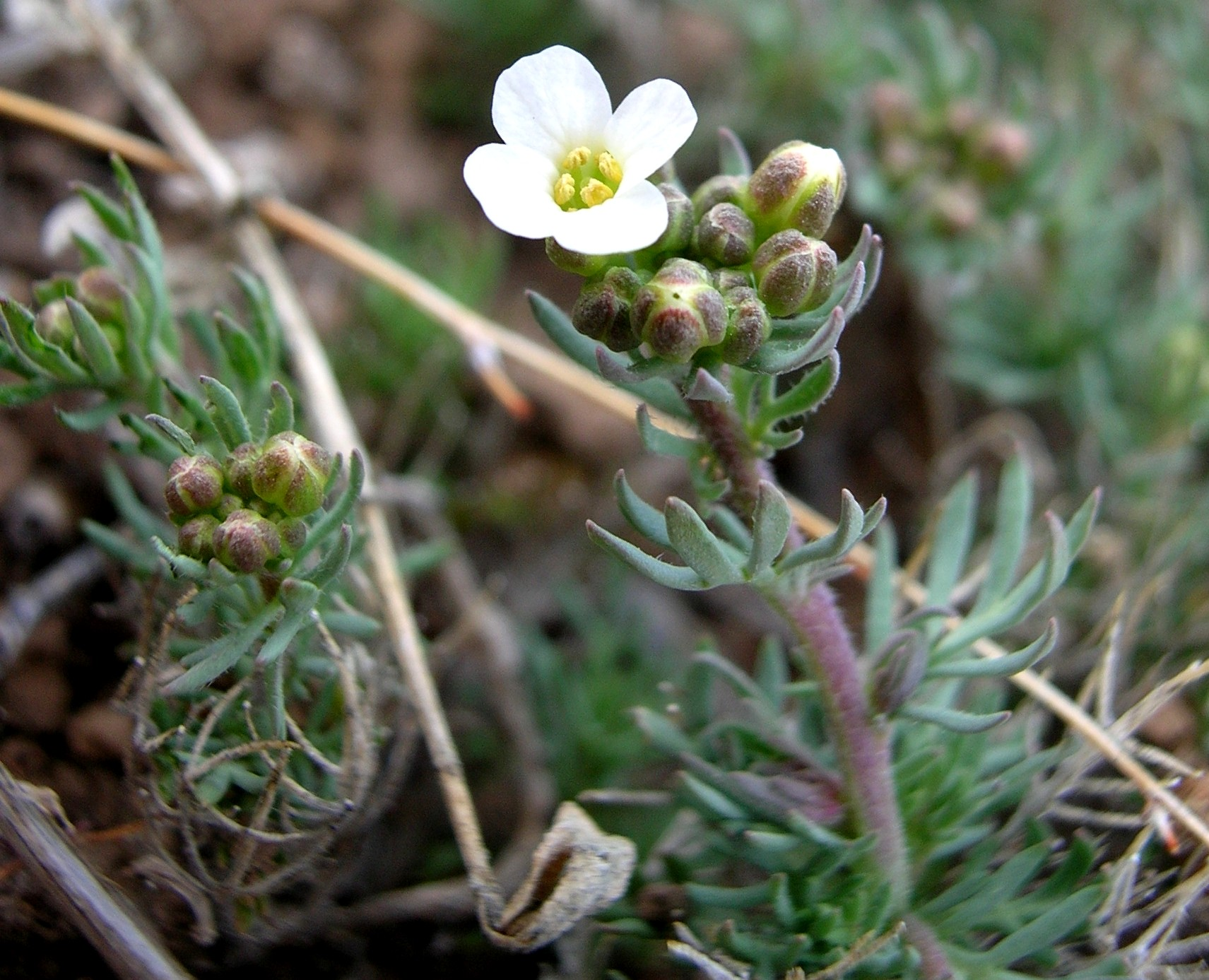
Tribus Boechereae: Polyctenium fremontii var. fremontii

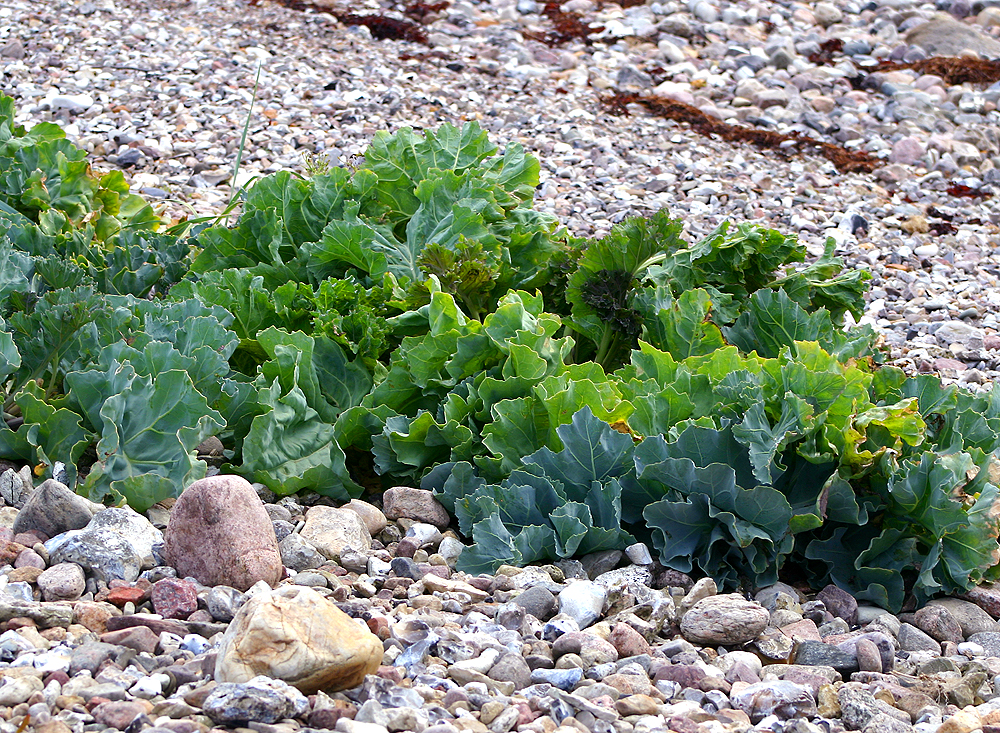
Tribus Brassiceae: Gewöhnlicher Meerkohl (Crambe maritima)

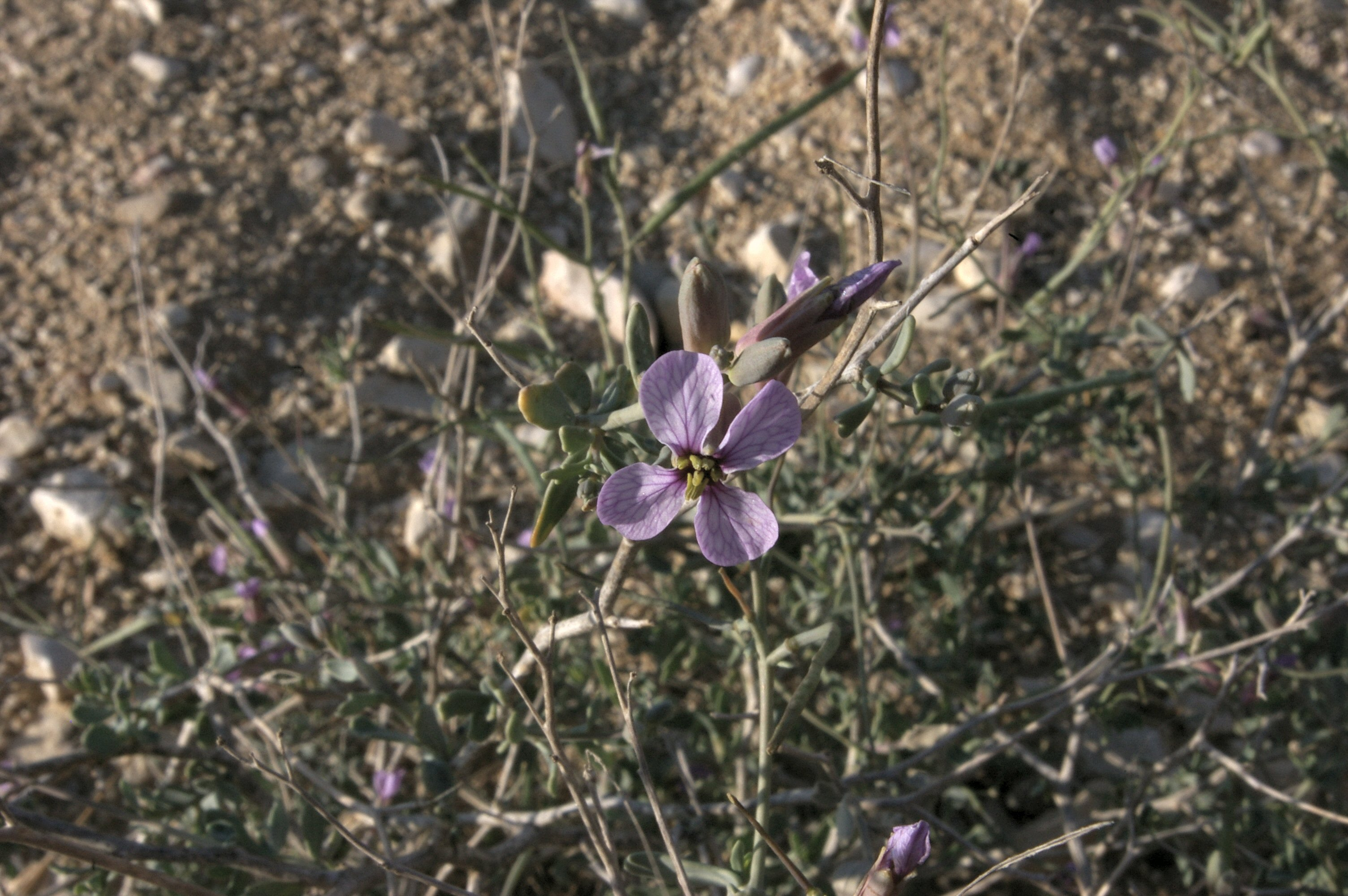
Tribus Brassiceae: Moricandia nitens

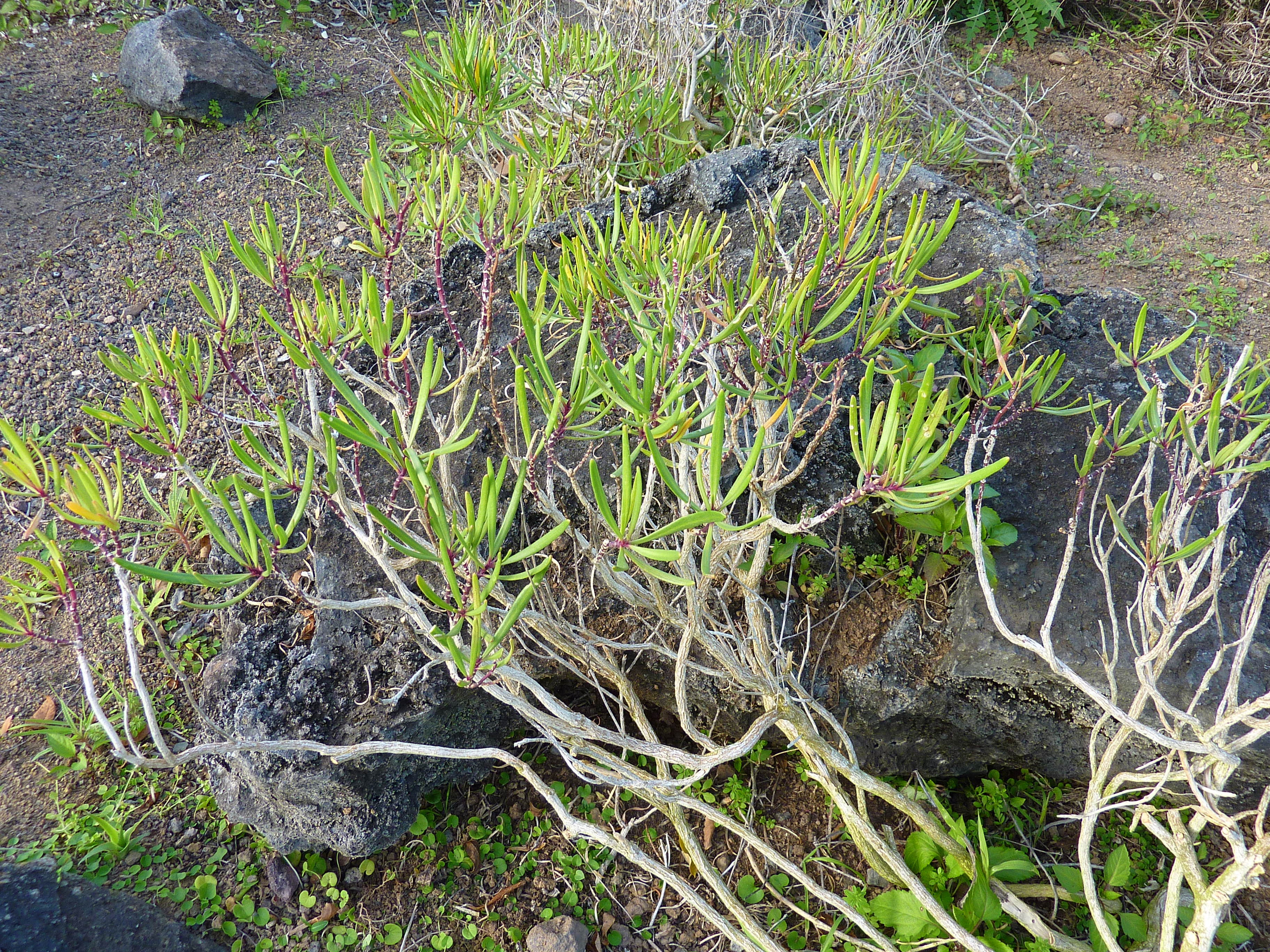
Tribus Brassiceae: Sinapidendron angustifolium

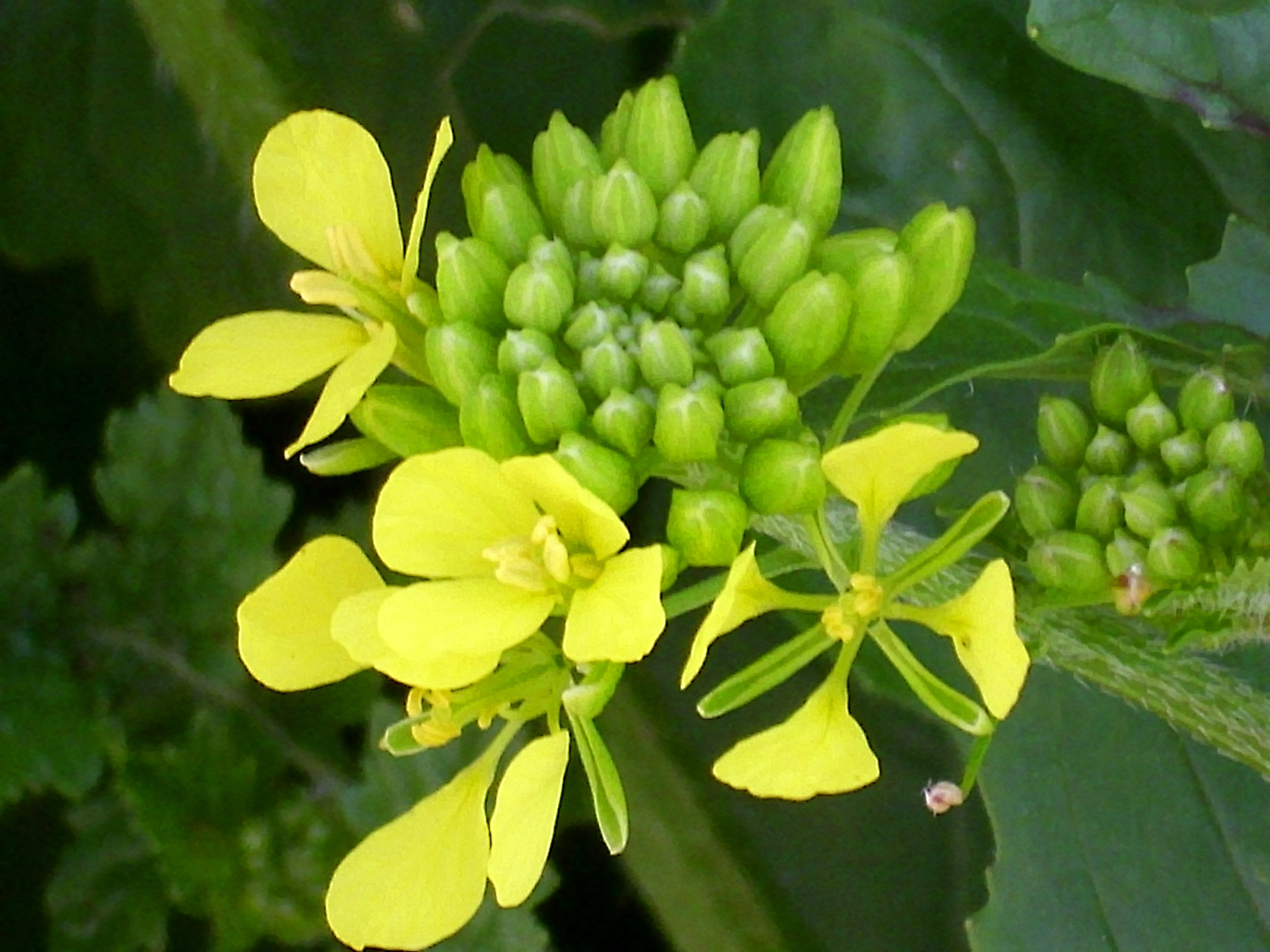
Tribus Brassiceae: Blütenstand des Weißen Senfs (Sinapis alba)

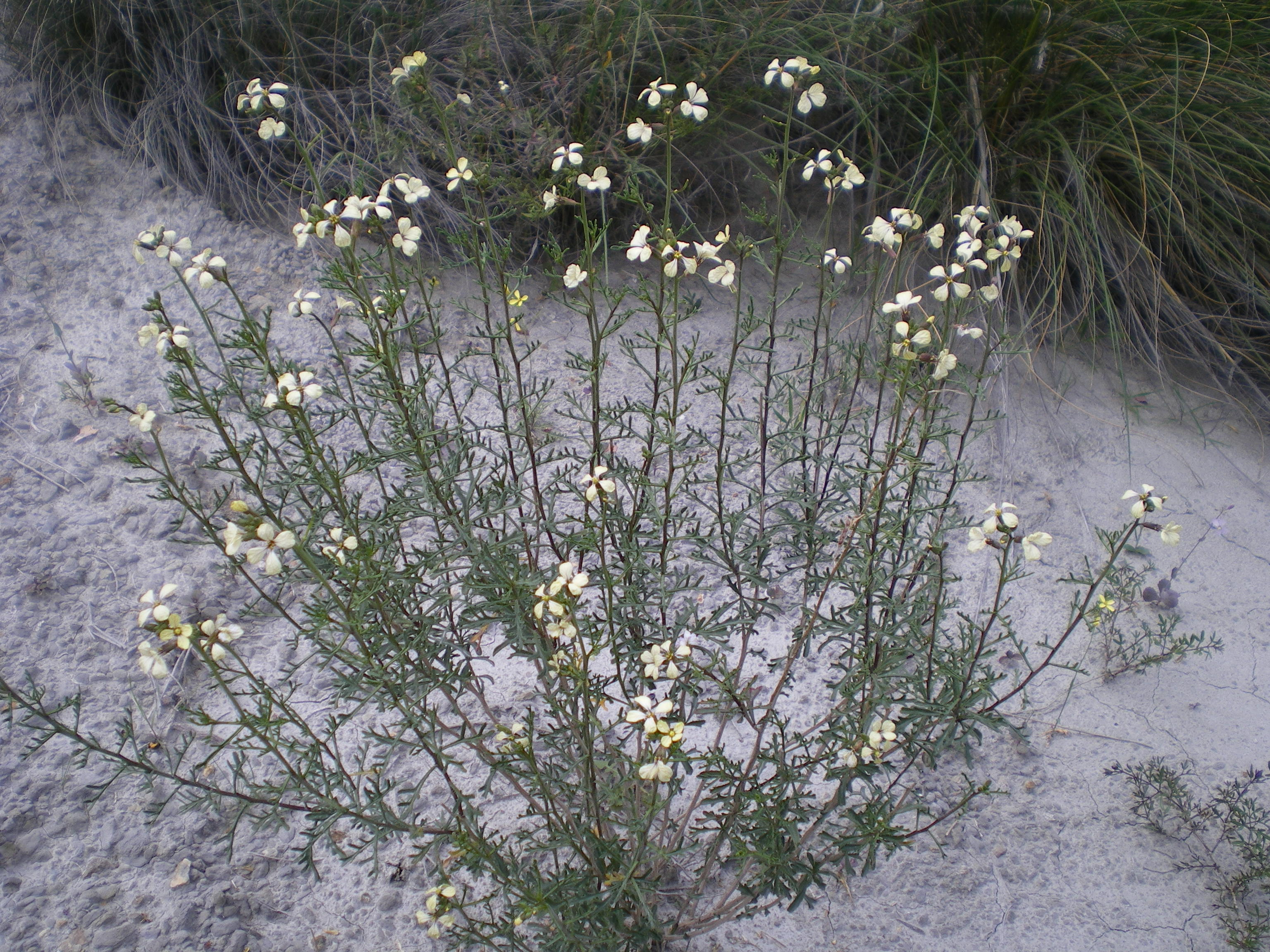
Tribus Brassiceae: Vella bourgaeana

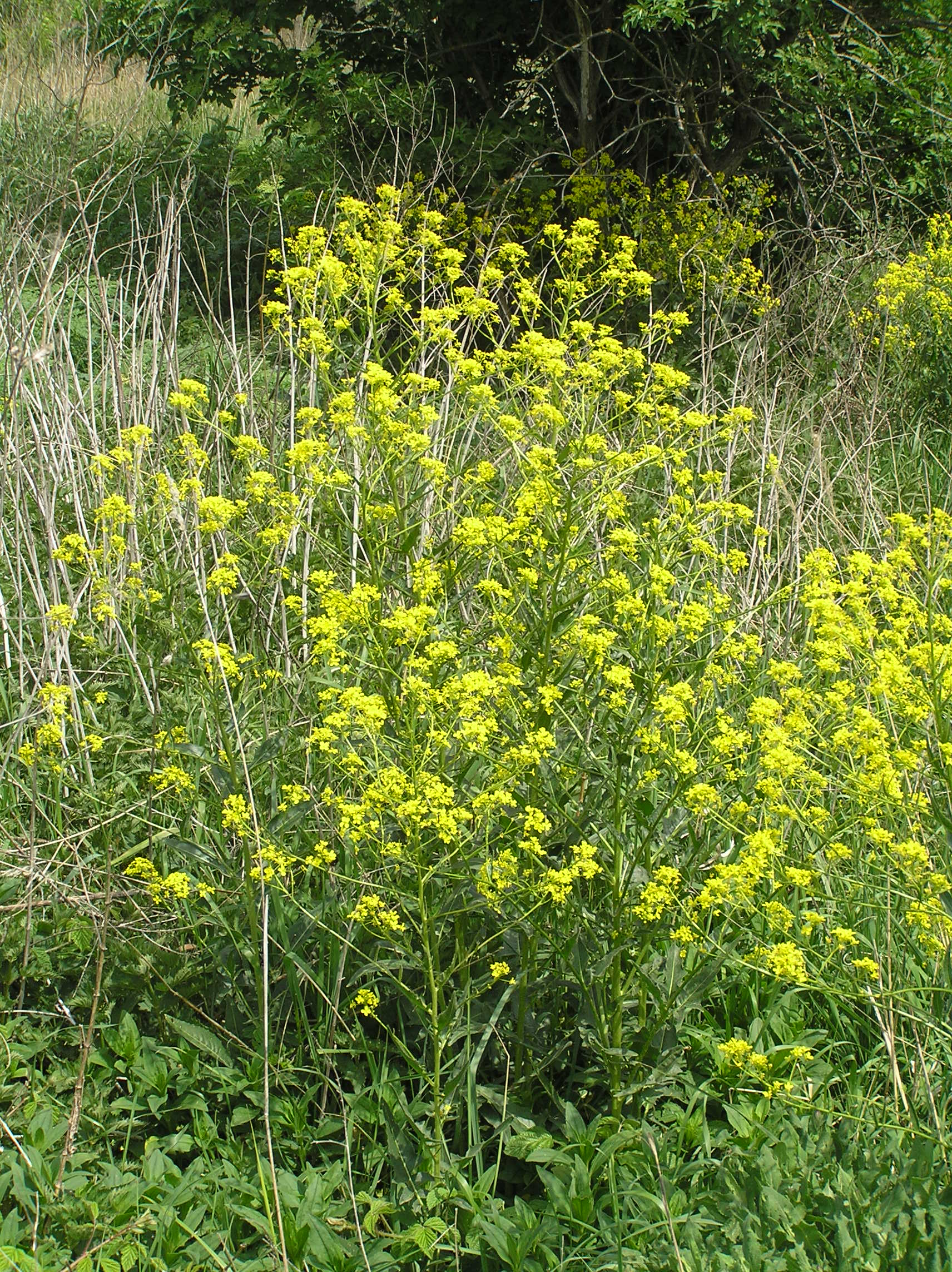
Tribus Buniadeae: Orientalisches Zackenschötchen (Bunias orientalis)

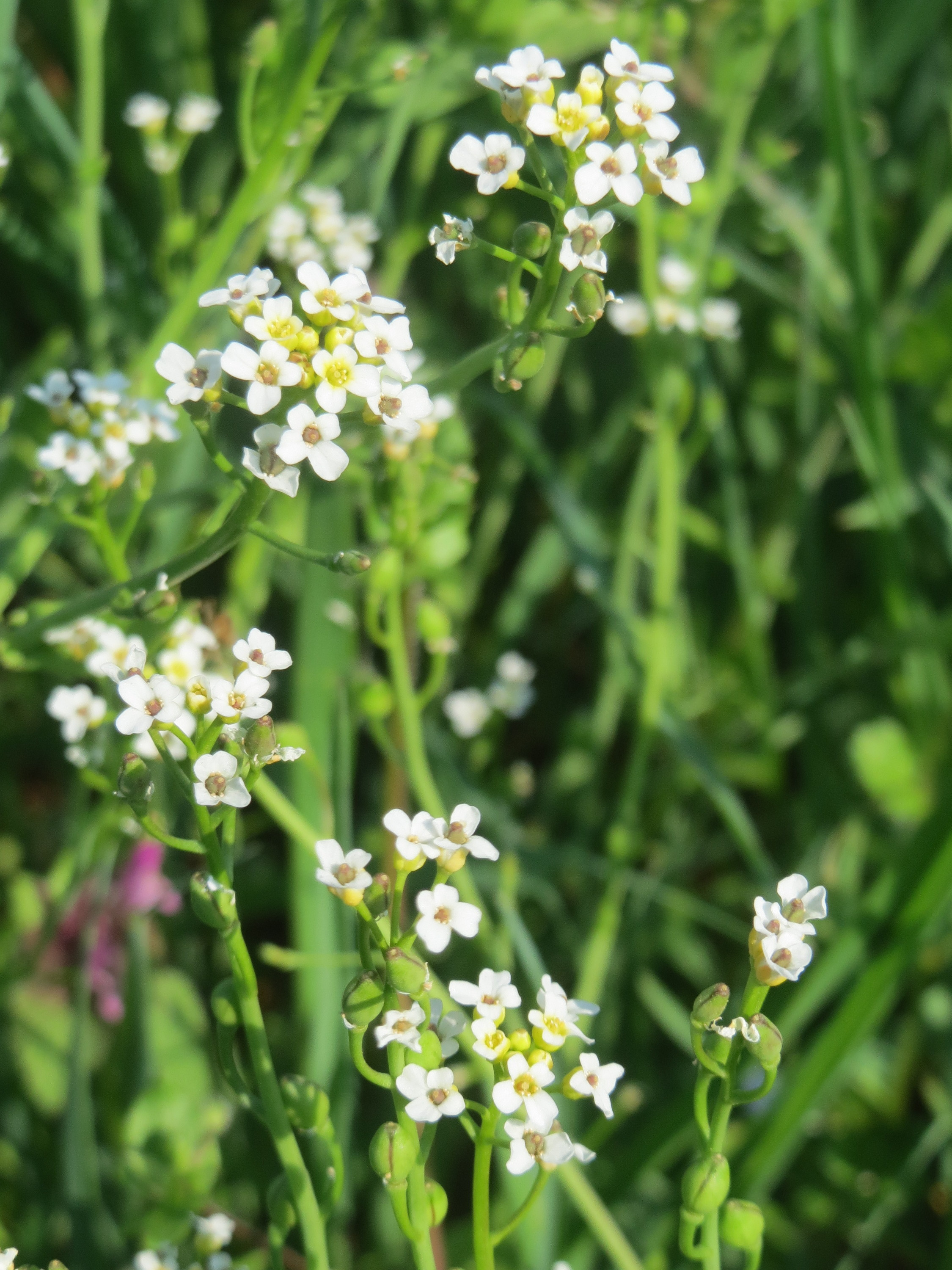
Tribus Calepineae: Wendich (Calepina irregularis)

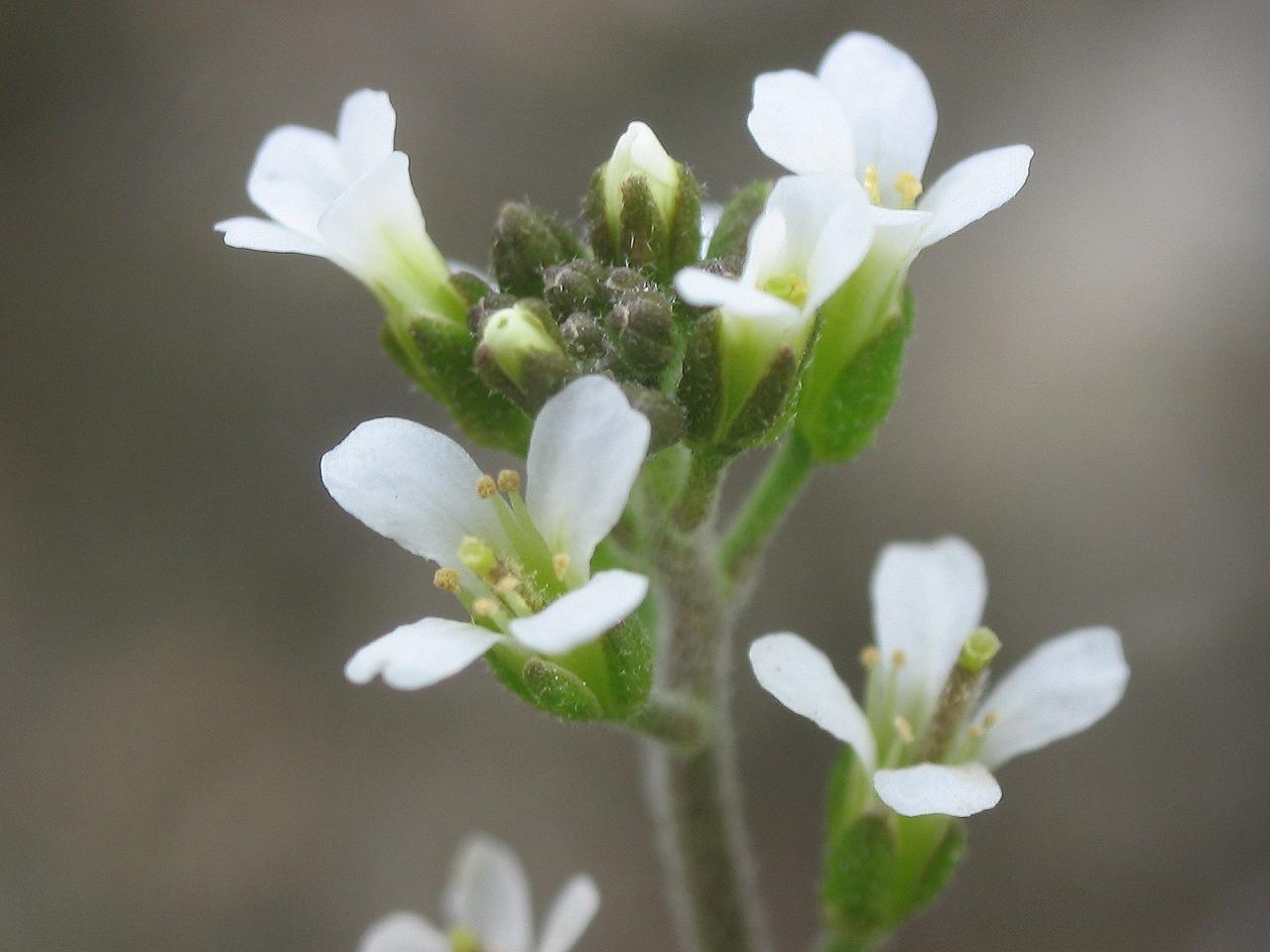
Tribus Camelineae: Blütenstand von Acker-Schmalwand (Arabidopsis thaliana)

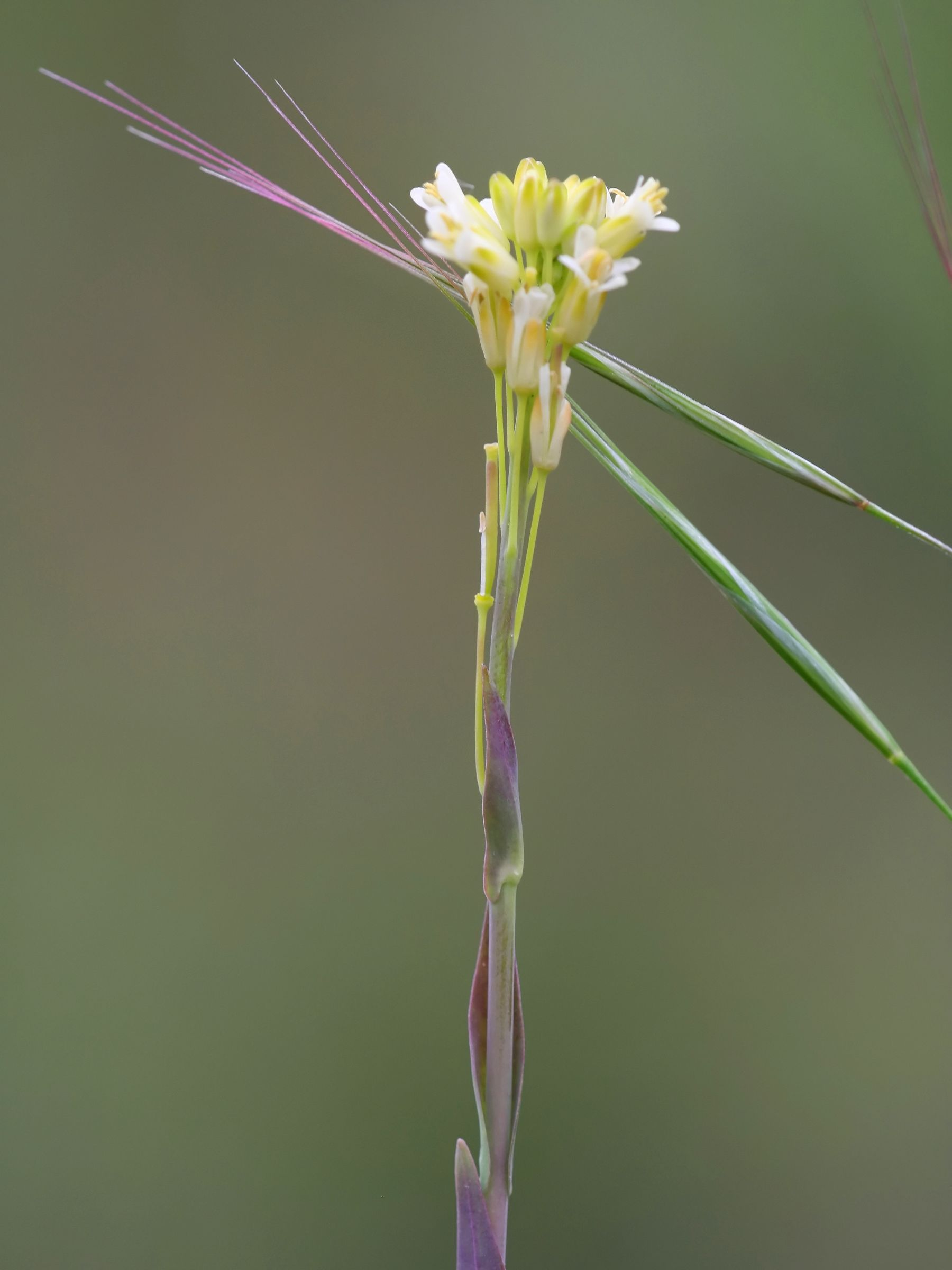
Tribus Camelineae: Blütenstand von Turmkraut (Turritis glabra)

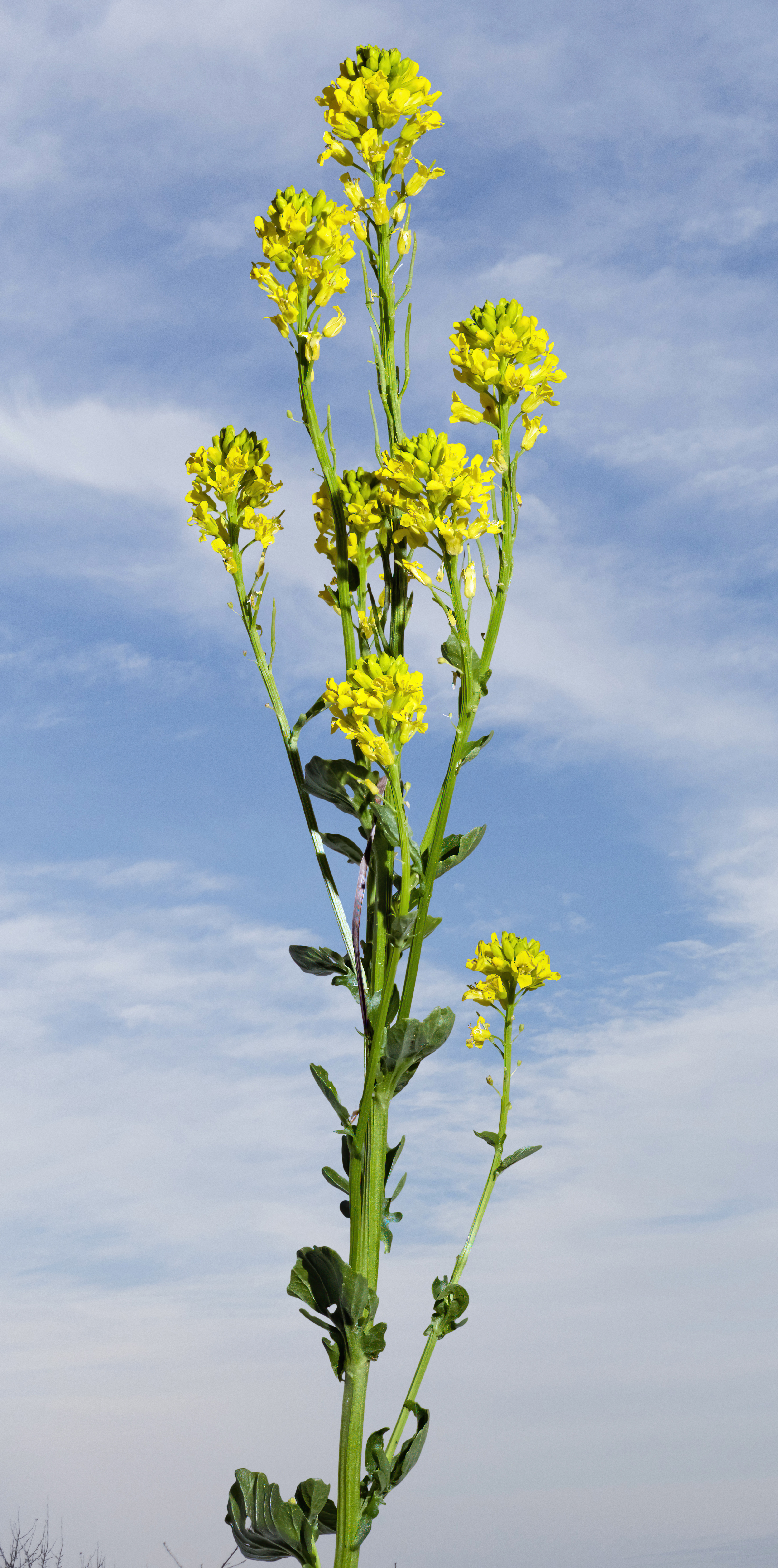
Tribus Cardamineae: Echtes Barbarakraut (Barbarea vulgaris)

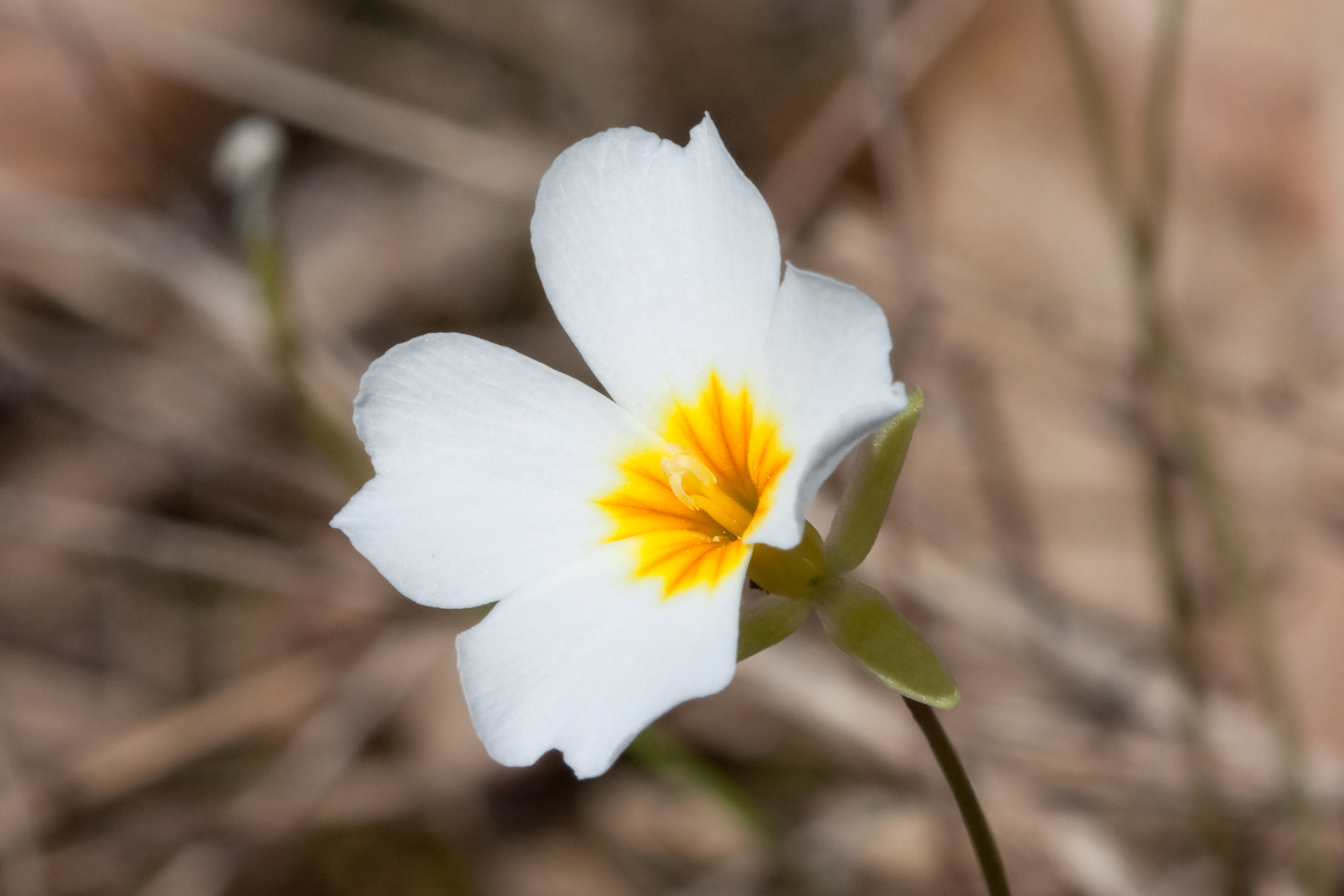
Tribus Cardamineae: Blüte von Leavenworthia stylosa

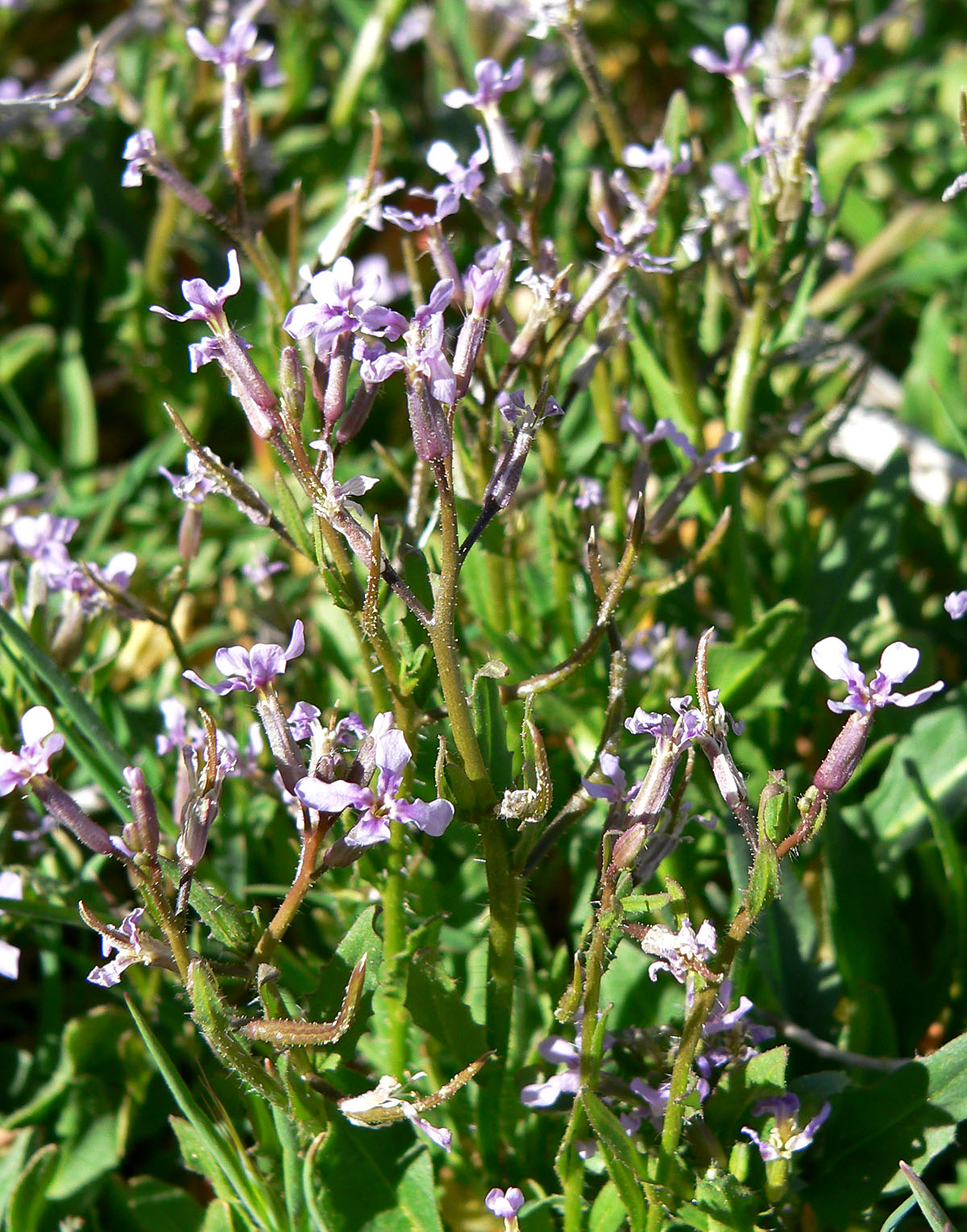
Tribus Chorisporeae: Chorispora tenella

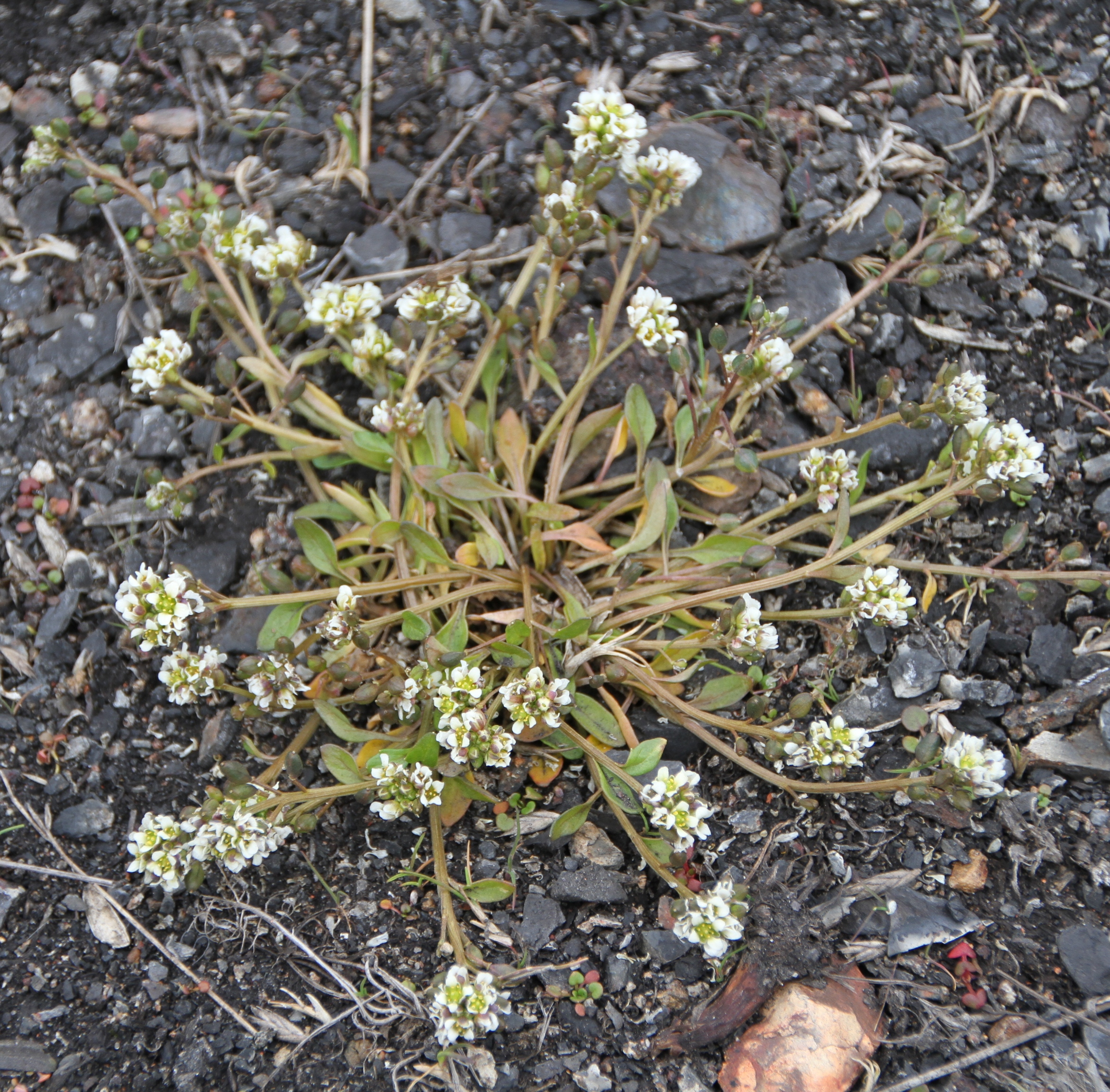
Tribus Cochlearieae: Cochlearia groenlandica

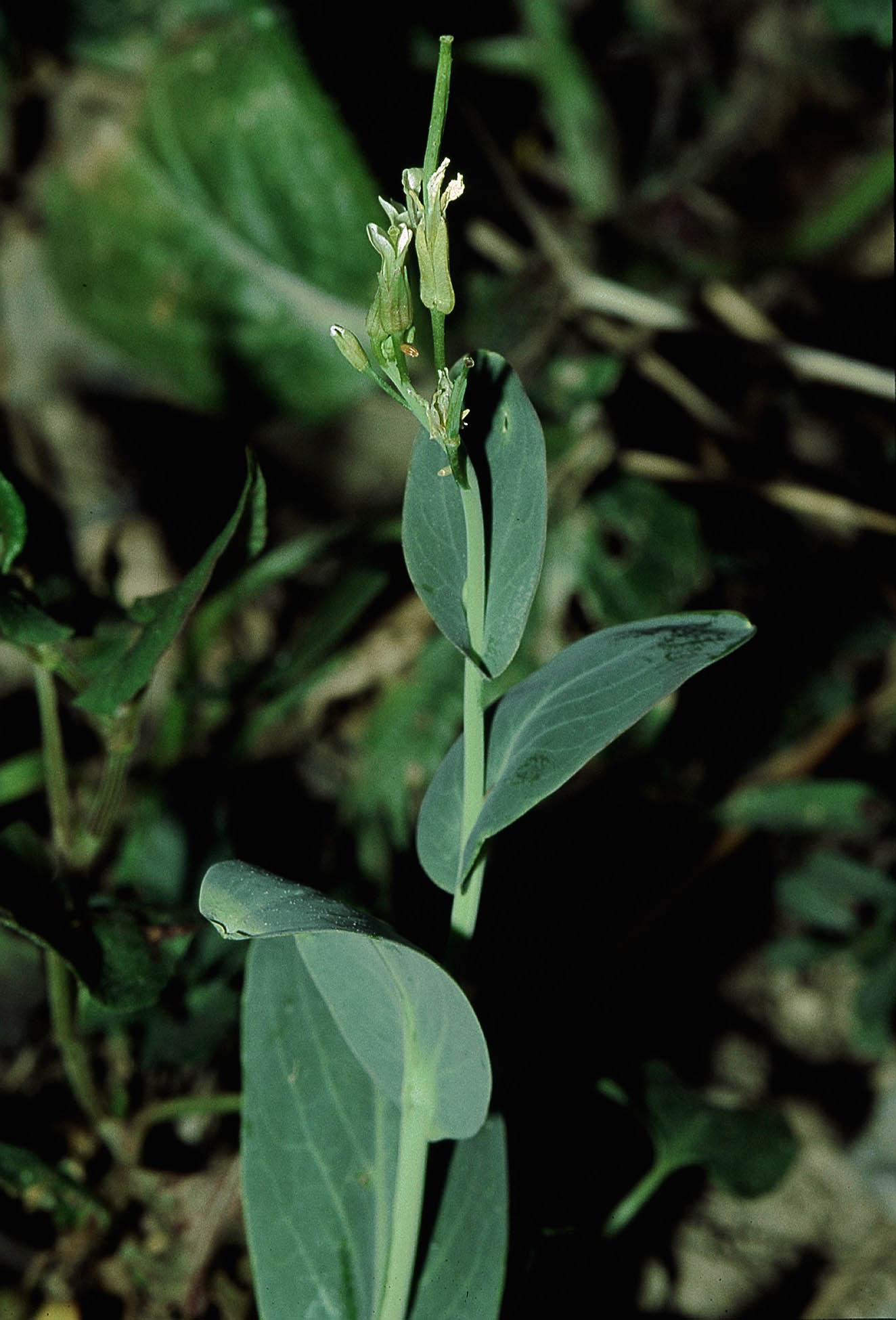
Tribus Conringieae: Blütenstand und Blätter des Orientalischen Ackerkohl (Conringia orientalis)

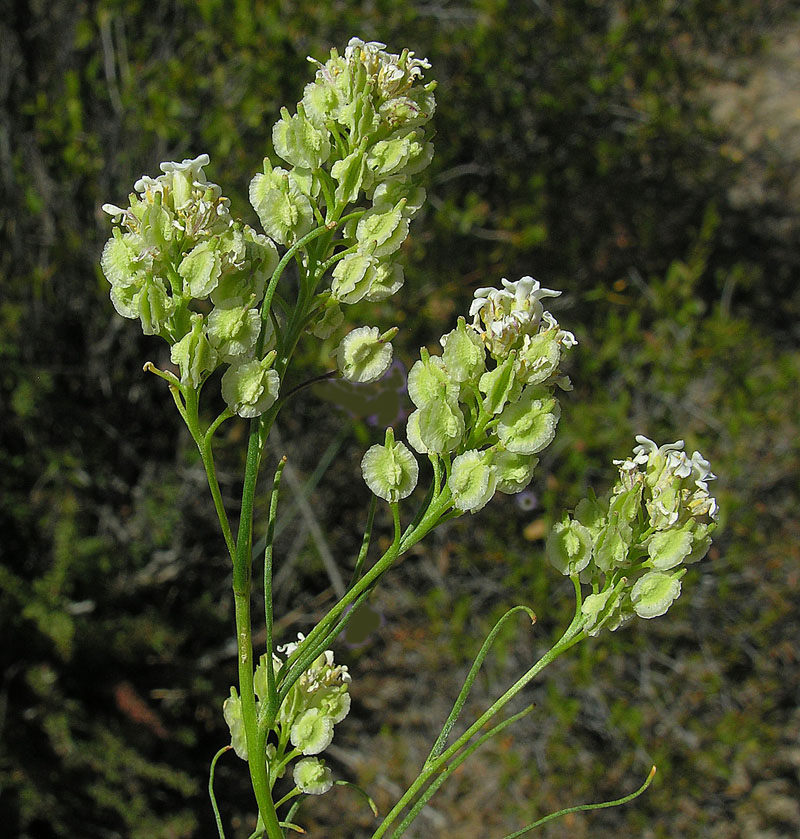
Tribus Cremolobeae: Menonvillea filifolia

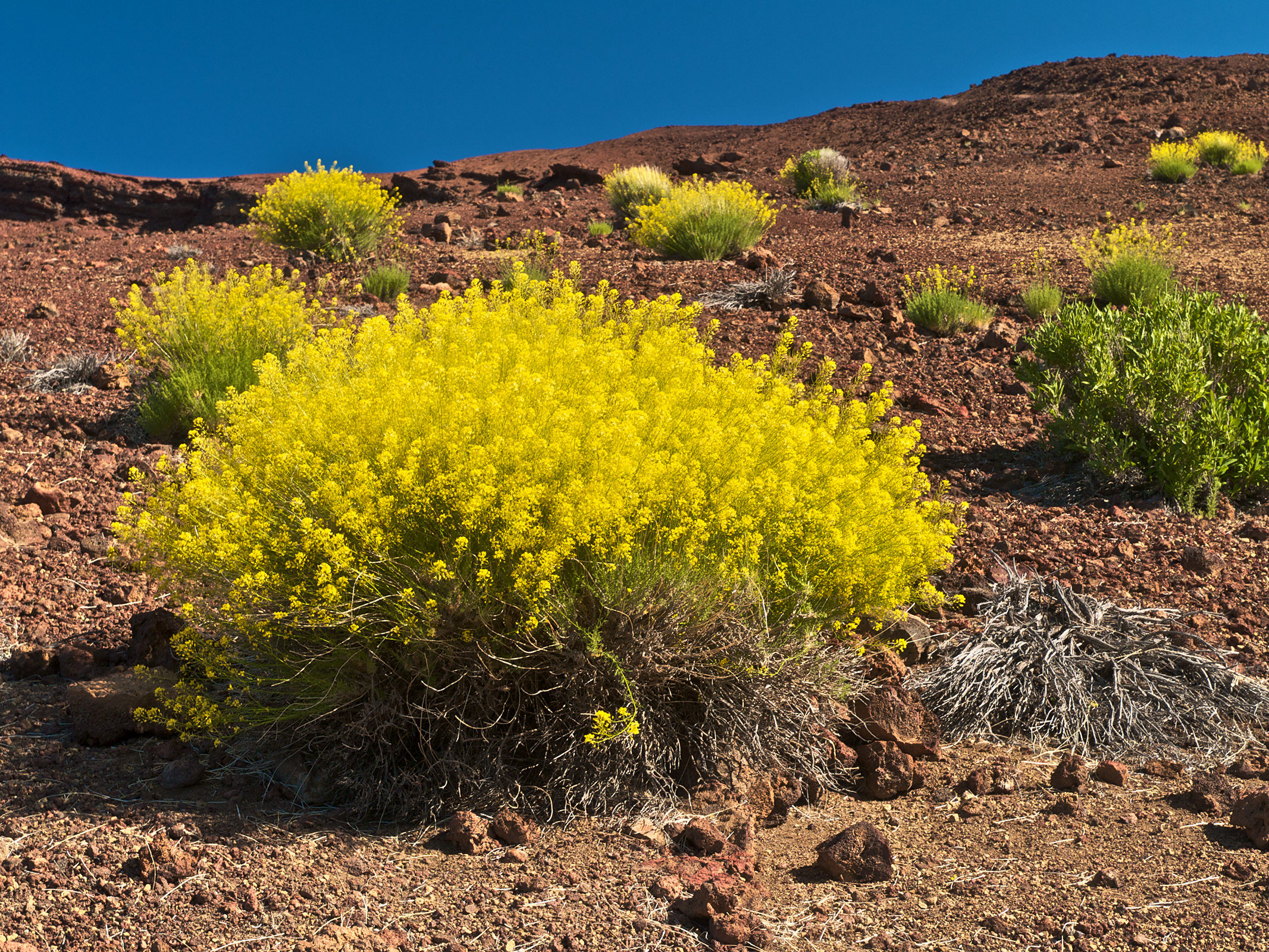
Tribus Descurainieae: Descurainia bourgaeana

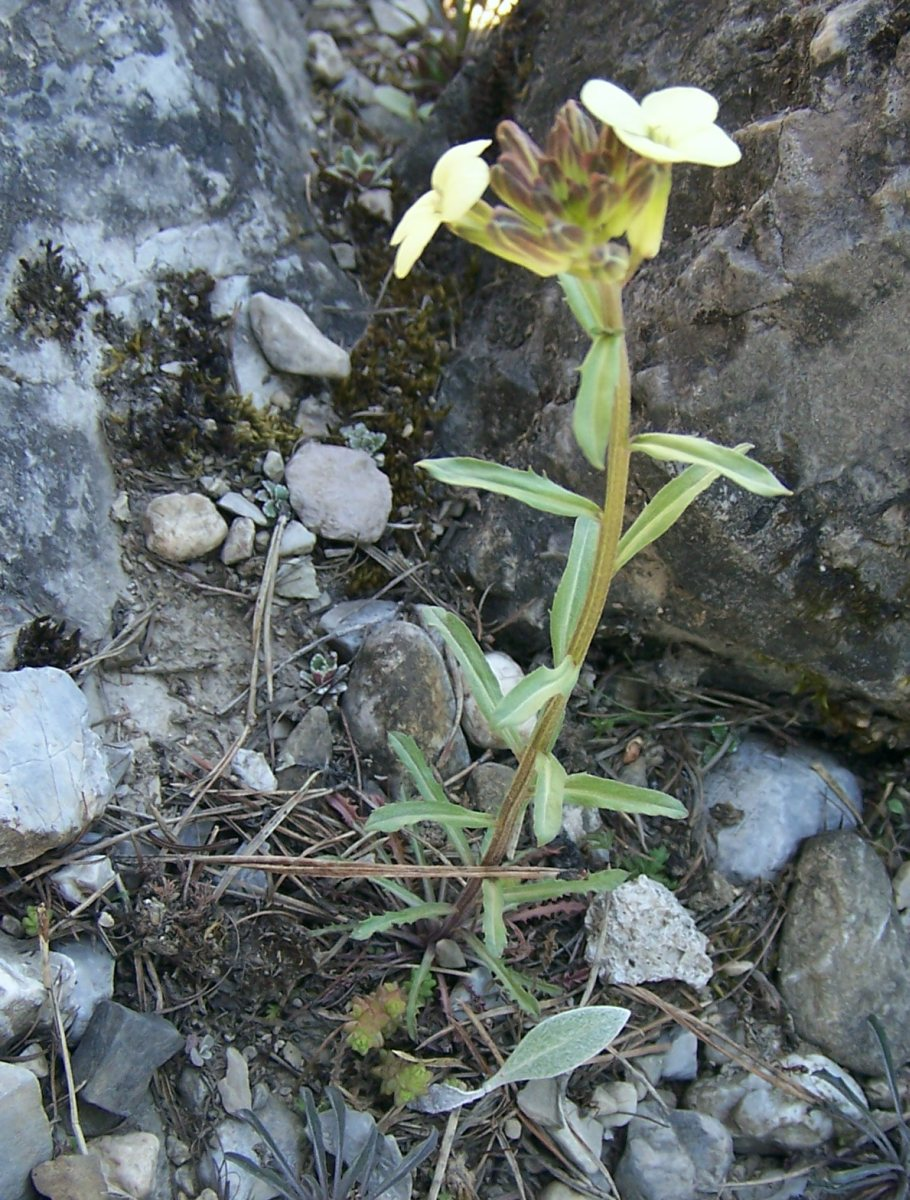
Tribus Erysimeae: Erysimum witmannii

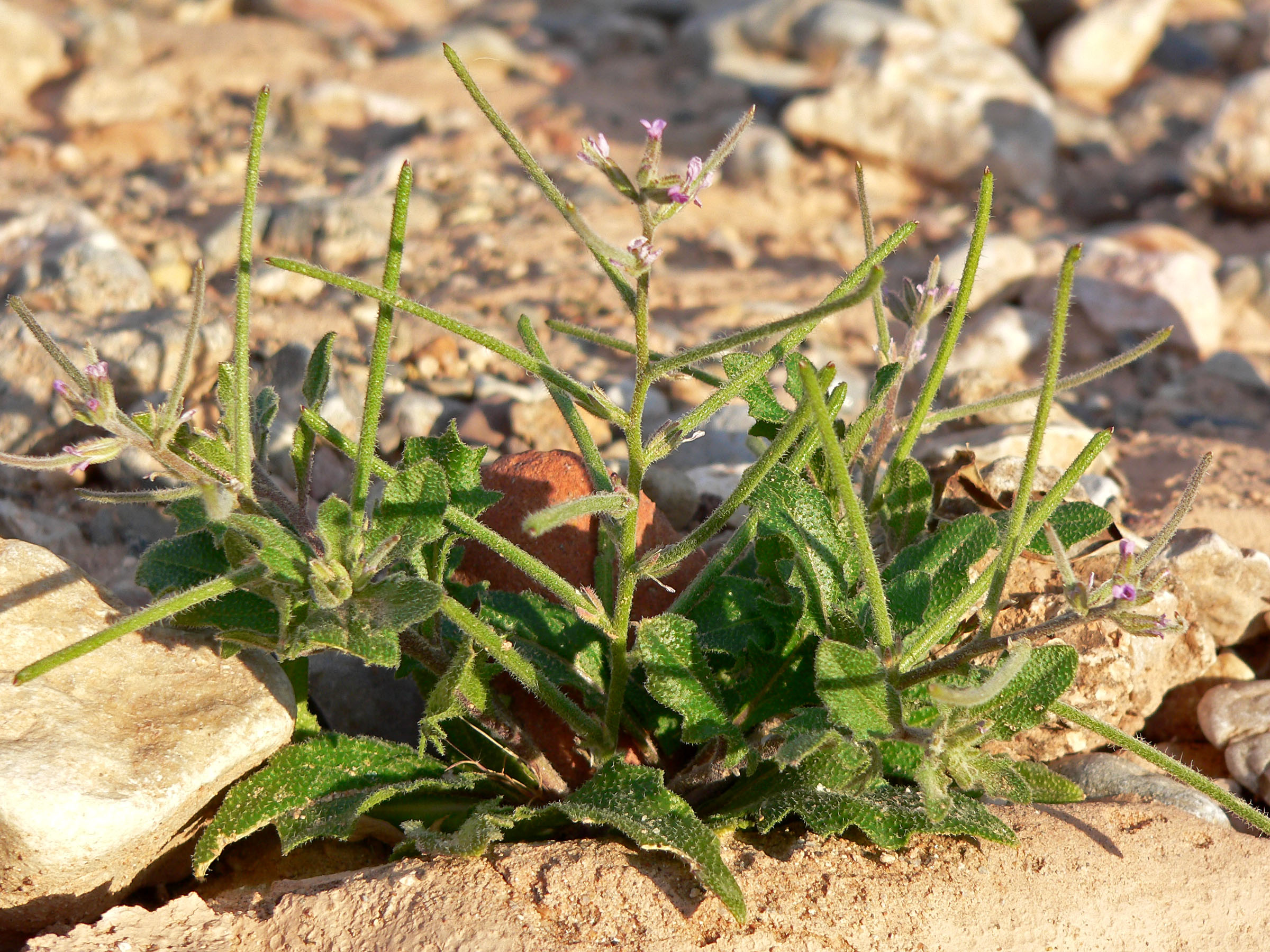
Tribus Euclidieae: Strigosella africana

- Tribus Biscutelleae Dum. (Syn.: Tribus Lunarieae Dum.): Sie enthält seit 2015/2018 etwa vier Gattungen:[15]
  - Brillenschötchen (Biscutella L., Syn.: Jondraba Medik.): Die etwa 53 Arten sind in Süd- und Mitteleuropa mit Mittelmeerraum verbreitet.
  - Silberblätter (Lunaria L.):[25] Es gibt nur drei Arten, sie sind in Europa beheimatet, treten aber in einigen Teilen der Welt (beispielsweise Nord- und Südamerika) als Neophyten auf.[26]
  - Megadenia Maxim.: Sie enthält nur eine Art:
    - Megadenia pygmaea Maxim.: Sie ist in China und Russland verbreitet.

  - Ricotia L.: Die etwa neun Arten kommen im östlichen Mittelmeerraum vor.[14][27] Darunter:
    - Kretische Ricotia (Ricotia cretica Boiss. & Heldr.)

- Tribus Boechereae Al-Shehbaz, Beilstein & E.A.Kellogg: Außer einer sibirischen Art kommen sie nur in Nordamerika mit sieben oder acht Gattungen und etwa 118 Arten vor:[28]
  - Anelsonia J.F.Macbr. & Payson: Sie enthält nur eine Art:
    - Anelsonia eurycarpa (A.Gray) J.F.Macbr. & Payson (Syn.: Draba eurycarpa A.Gray, Phoenicaulis eurycarpa (A.Gray) Abrams): Sie gedeiht in Höhenlagen zwischen 1600 und 4000 Meter in Kalifornien, Idaho und Nevada.

  - Boechera Á.Löve & D.Löve (diese Arten waren früher in Arabis L. inklusive Borodinia N.Busch eingegliedert): mit etwa 111 Arten in Nordamerika bis ins nördliche Mexiko und einer Art in Sibirien.
  - Cusickiella Rollins: Die nur zwei Arten kommen in den westlichen USA vor.
  - Nevada N.H.Holmgren: Sie enthält nur eine Art:
    - Nevada holmgrenii (Rollins) N.H.Holmgren: Dieser Endemit gedeiht an Felsen in Höhenlagen von 1900 bis 3500 Metern nur im zentralen Nevada (in Humboldt, Lander, Nye, Pershing und White Pine counties).

  - Phoenicaulis Nutt.: Sie enthält nur eine Art:
    - Phoenicaulis cheiranthoides Nutt. ex Torr. & A.Gray: Sie gedeiht in Höhenlagen zwischen 700 und 2800 Meter in den westlichen USA.

  - Polyctenium Greene: Sie enthält nur eine Art:
    - Polyctenium fremontii (S.Watson) Greene: Sie gedeiht in Höhenlagen von 1000 und 2700 Meter in Kalifornien, Idaho, Nevada und Oregon.

  - Sandbergia Greene: Die nur zwei Arten sind im nordwestlichen Nordamerika beheimatet.

- Tribus Brassiceae DC.: Die etwa 48 Gattungen und über 240 Arten werden in sieben Subtribus zusammengefasst:[29][30]
  - Ammosperma Hook. f.: Die Heimat der etwa zwei Arten liegt im nördlichen Afrika.
  - Kohl (Brassica L.): Das ursprüngliche Verbreitungsgebiet der etwa 37 Arten reicht von den makaronesischen Inseln über Europa, Afrika mit Nord-, Ost- und südlichem Afrika sowie Vorderasien bis nach Zentralasien.
  - Meersenf (Cakile Mill.): Die Heimat der etwa sieben Arten liegt auf den makaronesischen Inseln, in Europa, Nordafrika, Westasien sowie in Nord- und Zentralamerika bis in die Karibik.
  - Carrichtera DC.: Sie enthält nur eine Art:
    - Einjährige Carrichtera (Carrichtera annua (L.) DC.): Sie ist von den Kanarischen Inseln über den europäischen und afrikanischen Mittelmeerraum, den Nahen Osten und die Arabische Halbinsel bis Iran beheimatet. In Australien ist sie eine invasive Pflanze.

  - Ceratocnemum Coss. & Balansa: Sie enthält nur eine Art:
    - Ceratocnemum rapistroides Coss. & Balansa: Die Heimat ist Marokko.

  - Chalcanthus Boiss.: Sie enthält nur eine Art:
    - Chalcanthus renifolius (Boiss. & Hohen.) Boiss.: Die Heimat liegt in West- bis Zentralasien.

  - Lacksenf (Coincya Rouy, Syn.: Brassicella Fourr. ex O.E.Schulz, Hutera Porta, Rhynchosinapis Hayek)[14]: Die etwa sechs Arten sind im nördlichen Afrika, auf der Iberischen Halbinsel, im westlichen Europa und Mitteleuropa beheimatet; beispielsweise mit:
    - Echter Lacksenf (Coincya monensis (L.) Greuter & Burdet)
    - Coincya richeri (Vill.) Greuter & Burdet
    - Lundy-Kohl (Coincya wrightii) (O.E.Schulz) Stace

  - Conringia Heist. ex Fabr., (Syn.: Goniolobium Beck[14]): Die etwa sechs Arten sind vom nördlichen Afrika über Europa, das westliche und zentrale Asien bis in das westliche Tibet und die Mongolei natürlich verbreitet; beispielsweise mit:
    - Orientalischer Ackerkohl (Conringia orientalis (L.) Dumort.)

  - Cordylocarpus Desf.: Sie enthält nur eine Art:
    - Cordylocarpus muricatus Desf.: Die Heimat ist das nordwestliche Afrika.

  - Meerkohl (Crambe L.): Die bis zu etwa 40 Arten haben ihre ursprüngliche Verbreitung von den makaronesischen Inseln über das nordwestliche und östliche Afrika sowie in Europa, Vorderasien, die Kaukasusregion bis in das westliche Sibirien; dazu von Pakistan und Indien sowie Zentralasien bis in das westliche Tibet.
  - Crambella Maire: Sie enthält nur eine Art:
    - Crambella teretifolia (Batt. & Trab.) Maire: Die Heimat ist Marokko.

  - Didesmus Desv.: Die zwei Arten sind im nördlichen Afrika und im südosteuropäischen Agäisraum beheimatet.
  - Doppelsamen (Diplotaxis DC.): Die etwa 30 Arten kommen von Natur aus von den makaronesischen Inseln über das nördliche und östliche Afrika, das südliche Europa, West- und Mitteleuropa bis in das südöstliche Europa und von Vorderasien über Pakistan und Afghanistan bis nach Nepal im Himalayagebiet vor.
  - Douepea Cambess., (Syn.: Dolichorhynchus Hedge & Kit Tan[6]): Die zwei Arten sind im nordwestlichen Saudi-Arabien, im westlichen Pakistan und im nordwestlichen Indien heimisch.
  - Enarthrocarpus Labill.: Die etwa fünf Arten sind in Nordafrika, im südosteuropäischen Ägäisraum, in Anatolien und im Nahen Osten verbreitet.
  - Eremophyton Bég.: Sie enthält nur eine Art:
    - Eremophyton chevallieri (Barratte ex L.Chevall.) Bég.: Die Heimat liegt im nördlichen Afrika.

  - Eruca Mill.: Sie enthält nur eine Art (oder manchmal bis zu vier Arten):
    - Senfrauke (Eruca vesicaria (L.) Cav.): Sie ist ursprünglich von den makaronesischen Inseln, dem nördlichen Afrika, dem südlichen bis südöstlichen Europa, Vorderasien bis Zentralasien verbreitet.

  - Erucaria Gaertn. (Syn.: Hussonia Boiss.): Die etwa zehn Arten sind im nördlichen, östlichen und südlichen Afrika, in der ägäischen Region, auf der Arabischen Halbinsel und im westlichen Asien bis nach Zentralasien heimisch.[14]
  - Hundsrauken (Erucastrum C.Presl): Die etwa 25 Arten sind in Makaronesien, Europa, dem nördlichen, östlichen und südlichen Afrika und in Vorderasien beheimatet.
  - Fezia Pit.: Sie enthält nur eine Art:
    - Fezia pterocarpa Pit.: Die Heimat ist Marokko.[14]

  - Foleyola Maire: Sie enthält nur eine Art:
    - Foleyola billotii Maire: Die Heimat ist Algerien und Marokko.

  - Fortuynia Shuttlew. ex Boiss.: Die zwei Arten sind in Iran, Pakistan und Afghanistan heimisch.
  - Guiraoa Coss.: Sie enthält nur eine Art:
    - Guiraoa arvensis Coss.: Die Heimat ist Spanien.

  - Hemicrambe Webb (Syn. Fabrisinapis C.C.Towns., Nesocrambe A.G.Mill.[6]): Die etwa drei Arten sind in Marokko und auf der jemenitischen Inselgruppe Sokotra heimisch.
  - Henophyton Coss. & Durieu (Syn.: Henonia Coss. & Durieu[14]): Die Heimat der etwa zwei Arten liegt im nördlichen Afrika.
  - Hirschfeldia (Moench) C.Presl: Sie enthält nur eine Art:
    - Grausenf (Hirschfeldia incana (L.) Lagr.-Foss.): Das Verbreitungsgebiet erstreckt sich von Nordafrika über Südeuropa bis Westasien.

  - Horwoodia Turrill: Sie enthält nur eine Art:
    - Horwoodia dicksoniae Turrill: Sie kommt in Vorderasien vor.

  - Kremeriella Maire: Sie enthält nur eine Art:
    - Kremeriella cordylocarpus (Coss. & Durieu) Maire: Sie kommt im nordwestlichen Afrika vor.

  - Moricandia DC., (Syn.: Oudneya R.Br.[6]): Die etwa acht Arten sind vom nördlichen Afrika über das südliche Europa, Westasien, den Nahen Osten und die Arabische Halbinsel bis in das südwestliche Pakistan verbreitet.
  - Morisia J.Gay: Sie enthält nur eine Art:
    - Morisia monanthos (Viv.) Asch.: Sie kommt nur auf Korsika und Sardinien vor.

  - Muricaria Desv.: Sie enthält nur eine Art:
    - Muricaria prostrata (Desf.) Desv.: Sie kommt in Nordafrika vor.

  - Nasturtiopsis Boiss.: Die nur eine oder zwei Arten kommen von Nordafrika bis Israel vor.[9]
  - Orychophragmus Bunge: Die etwa zwei Arten sind in China beheimatet; darunter beispielsweise:
    - Orychophragmus violaceus (L.) O.E.Schulz

  - Otocarpus Durieu: Sie enthält nur eine Art:
    - Otocarpus virgatus Durieu: Die Heimat ist Algerien.

  - Physorhynchus Hook.: Die Heimat der etwa zwei Arten liegt auf der Arabischen Halbinsel, im Iran, in Pakistan und Afghanistan.
  - Pseuderucaria (Boiss.) O.E.Schulz: Die etwa zwei Arten sind im nördlichen und westlichen Afrika sowie im Nahen Osten beheimatet.
  - Pseudofortuynia Hedge (Syn.: Gynophorea Gilli): Sie enthält nur eine Art:
    - Pseudofortuynia esfandiarii Hedge: Die Heimat ist Iran.

  - Psychine Desf.: Sie enthält nur eine Art:
    - Psychine stylosa Desf.: Die Heimat liegt im nordwestlichen Afrika.

  - Quezeliantha H.Scholz ex Rauschert: Sie enthält nur eine Art:
    - Quezeliantha tibestica (H.Scholz) H.Scholz ex Rauschert: Die Heimat ist der nördliche Tschad in Zentralafrika.

  - Raffenaldia Godr., (Syn.: Cossonia Durieu[6]): Die Heimat der zwei Arten liegt im nordwestlichen Afrika.
  - Rettiche (Raphanus L.): Die etwa drei Arten haben ihre natürliche Verbreitung im nördlichen Afrika, Europa und Vorderasien bis Pakistan.
  - Rapsdotter (Rapistrum Crantz): Die etwa zwei Arten sind vom nördlichen Afrika über das südliche Europa, Mitteleuropa und das südliche Osteuropa und von Vorderasien bis nach Zentralasien heimisch. Dazu gehört:
    - Ausdauernder Rapsdotter (Rapistrum perenne (L.) All.)
    - Runzeliger Rapsdotter (Rapistrum rugosum (L.) All.)

  - Rytidocarpus Coss. (Syn.: Distomocarpus O.E.Schulz[6]): Sie enthält nur eine Art:
    - Rytidocarpus moricandioides Coss.: Sie kommt in Marokko vor.

  - Savignya DC.: Sie enthält nur eine Art:
    - Savignya parviflora (Delile) Webb: Die Heimat ist das nordwestliche Afrika, der Nahe Osten bis Pakistan sowie die Arabische Halbinsel.

  - Schouwia DC.: Sie enthält nur eine Art:
    - Schouwia purpurea (Forssk.) Schweinf.: Das Verbreitungsgebiet liegt im nördlichen, westlichen und östlichen Afrika sowie auf der Arabischen Halbinsel.

  - Sinapidendron Lowe: Die etwa fünf Arten kommen nur auf Madeira vor.[14] Alle Arten stehen in der Roten Liste der gefährdeten Arten der IUCN.[31]
  - Senfe (Sinapis L.): Die etwa fünf Arten sind von Natur aus im nördlichen Afrika, Europa und Vorderasien verbreitet.
  - Succowia Medik. (Basionym: Bunias balearica L.[14]): Sie enthält nur eine Art:
    - Balearen-Suckowie (Succowia balearica (L.) Medik.): Sie kommt auf den Kanarischen Inseln und im westlichen Mittelmeerraum vor.

  - Trachystoma O.E.Schulz (Syn.: Pantorrhynchus Murb.[6]): Die etwa drei Arten kommen nur in Marokko vor.
  - Vella L. (Syn.: Boleum Desv., Euzomodendron Coss., Pseudocytisus Kuntze[6]): Sie kommt in Spanien, Marokko und Algerien vor.
  - Zilla Forssk.: Die etwa zwei Arten kommen im nördlichen und westlichen Afrika, dem Nahen Osten und auf der Arabischen Halbinsel vor.

- Tribus Buniadeae DC.: Sie enthält nur eine Gattung:
  - Zackenschötchen (Bunias L., Syn.: Erucago Mill.): Sie enthält etwa drei Arten in Eurasien und Nordafrika; darunter beispielsweise:
    - Orientalisches Zackenschötchen (Bunias orientalis L.)

- Tribus Calepineae Horan.: Sie enthält etwa drei Gattungen mit etwa acht bis neun Arten in Eurasien und Nordafrika[15]:
  - Calepina Adans.: Sie enthält nur eine Art:
    - Wendich (Calepina irregularis (Asso) Thell.): Die ursprüngliche Verbreitung reicht von Nordafrika, dem südlichen und südöstlichen Europa, Mitteleuropa sowie Westasien bis in die Kaukasusregion.[14]

  - Goldbachia DC.: Die etwa sechs Arten sind im östlichen Europa, der Kaukasusregion[14], dem südwestlichen Asien und Zentralasien beheimatet.
  - Spirorhynchus Kar. & Kir. (Syn.: Anguillicarpus Burkill): Sie enthält nur eine Art:
    - Spirorhynchus sabulosus Kar. & Kir.: Die Heimat ist Zentral- und Kleinasien.

- Tribus Camelineae DC.: Sie enthält seit 2012 etwa 14 Gattungen:
  - Schaumkressen (Arabidopsis Heynh., Syn.: Cardaminopsis (C.A.Meyer) Hayek): Nach German & Al-Shehbaz 2008[15] und Flora of North America 2010 enthält sie etwa zehn Arten in Europa, Nordasien, Ostasien und Nordamerika.
  - Ballantinia Hook. f. ex E.A.Shaw: Sie enthält nur eine Art:
    - Ballantinia antipoda (F.Muell.) E.A.Shaw: Sie kommt in Australien vor.

  - Leindotter (Camelina Crantz): Die etwa acht Arten sind im südlichen Europa, nördlichen Afrika und südwestlichen bis östlichen Asien beheimatet.[13] In Nordamerika, Südamerika und Australien sind einzelne Arten Neophyten.[32] Hierher gehört:
    - Saat-Leindotter (Camelina sativa L.)

  - Hirtentäschel (Capsella Medik.): Die etwa drei Arten in Europa und im südwestlichen Asien ursprünglich beheimatet. Eine Art ist weltweit ein Neophyt.
  - Catolobus (C.A.Mey.) Al-Shehbaz: Sie enthält nur eine Art:
    - Catolobus pendula (L.) Al-Shehbaz (Syn.: Arabis pendula L.): Die Heimat liegt in Osteuropa, Sibirien, Zentralasien und Ostasien.

  - Chrysochamela (Fenzl) Boiss.: Die etwa vier Arten kommen in Russland und Vorderasien vor.
  - Neslia Desv. (Syn.: Vogelia Med.): Es gibt nur eine Art (bei manchen Autoren zwei Arten):
    - Finkensame (Neslia paniculata (L.) Desv., Syn.: Myagrum paniculatum L.): Sie ist in Nordafrika und Eurasien weitverbreitet.

  - Olimarabidopsis Al-Shehbaz, O’Kane & R.A.Price: Die etwa drei Arten sind in Osteuropa, Südwestasien, Zentralasien und China verbreitet.
  - Pachycladon Hook.f. (Syn.: Cheesemania O.E.Schulz, Ischnocarpus O.E.Schulz): Die etwa zehn Arten sind in Neuseeland beheimatet.
  - Pseudoarabidopsis Al-Shehbaz, O’Kane & R.A.Price: Sie enthält nur eine Art:
    - Pseudoarabidopsis toxophylla (M.Bieb.) Al-Shehbaz, O’Kane & R.A.Price (Syn. Arabis toxophylla M.Bieb.): Die Heimat ist Afghanistan, das westliche China, Kasachstan und Russland.

  - Stenopetalum R.Br. ex DC.: Die etwa zehn Arten sind nur in Australien beheimatet.
  - Transberingia Al-Shehbaz & O’Kane: Sie enthält nur eine Art:
    - Transberingia bursifolia (DC.) Al-Shehbaz & O’Kane: Die Heimat liegt im nordwestlichen Nordamerika und nordöstlichen Asien.

  - Turritis L.: Die nur zwei Arten sind in Nordafrika, Eurasien und Nordamerika weit verbreitet.

- Tribus Cardamineae Dum.: Sie enthält 12 bis 17 Gattungen mit etwa 340 Arten:
  - Andrzeiowskia Rchb.: Sie enthält nur eine Art:
    - Andrzeiowskia cardamine Rchb.: Die Heimat ist Bulgarien, Griechenland, die Türkei, Syrien und Libanon.

  - Aplanodes Marais: Die zwei Arten sind im südlichen Afrika beheimatet.
  - Armoracia G.Gaertn., B.Mey. & Scherb.: Die zwei bis drei Arten sind in Eurasien verbreitet, darunter beispielsweise:
    - Meerrettich (Armoracia rusticana G.Gaertn., B.Mey. & Scherb.)

  - Barbarakräuter (Barbarea W.T.Aiton, Syn.: Campe Dulac): Die etwa 25 Arten kommen von Natur aus in Europa bis ins südöstliche Asien, in Nordamerika und mit zwei Arten in Australien vor.
  - Bivonaea DC.: Sie enthält nur eine Art:
    - Bivonaea lutea (Biv.) DC.: Die Heimat sind die italienischen Inseln Sardinien, Sizilien und dessen umliegende Inseln.

  - Schaumkräuter (Cardamine L., inklusive Dentaria L., Dracamine Nieuwl., Heterocarpus Phil., Iti Garn.-Jones & P.N.Johnson, Loxostemon Hook. f. & Thomson, Porphyrocodon Hook.f.): Die etwa 200 Arten sind fast weltweit verbreitet.
  - Iodanthus (Torr. & A.Gray) Steud.: Sie enthält nur eine Art:
    - Iodanthus pinnatifidus (Michx.) Steud.: Sie kommt in den USA vor.

  - Leavenworthia Torr.: Die etwa acht Arten sind in den südlichen und südöstlichen USA verbreitet.
  - Brunnenkressen (Nasturtium W.T.Aiton): Die etwa fünf Arten sind von Natur aus auf der Nordhalbkugel weit verbreitet. In vielen Gebieten der Welt sind es aber Neophyten.
  - Ornithocarpa Rose: Die nur zwei Arten kommen in Mexiko vor.
  - Planodes Greene: Die nur zwei Arten sind in Nordamerika verbreitet.
  - Roripella (Maire) Greuter & Burdet (wird manchmal in Rorippa Scop. geführt): Sie enthält nur eine Art:
    - Roripella atlantica (Ball) Greuter & Burdet: Die Heimat liegt in Marokko.[14]

  - Sumpfkressen (Rorippa Scop., Syn.: Trochiscus O.E.Schulz): Die etwa 86 Arten sind fast weltweit verbreitet.
  - Selenia Nutt.: Die etwa fünf Arten sind in den zentralen und südwestlichen USA sowie im nordöstlichen Mexiko verbreitet.
  - Sisymbrella Spach: Die nur zwei Arten kommen im Mittelmeerraum vor.
  - Pfriemenkressen (Subularia L.): Die nur zwei Arten sind in Nordamerika, Europa und Afrika verbreitet.

- Tribus Chorisporeae Ledeb.: mit vier bis fünf Gattungen und etwa 47 Arten:
  - Chorispora R.Br. ex DC.: Die etwa elf Arten sind in Eurasien und Nordafrika verbreitet.
  - Diptychocarpus Trautv.: Sie enthält nur eine Art:
    - Diptychocarpus strictus (Fisch. ex M.Bieb.) Trautv.: Sie kommt in Afghanistan und am Kaspischen Meer vor.

  - Litwinowia Woronow: Sie enthält nur eine Art:
    - Litwinowia tenuissima (Pall.) Woronow ex Pavlov: Sie kommt in Asien vor.

  - Parrya R.Br. (inklusive Achoriphragma Soják, Neuroloma Andrz. ex DC.): Die 25 bis 30 Arten sind in Nordamerika und Asien verbreitet.[9]
  - Pseudoclausia Popov (manchmal in Parrya): Die etwa neun Arten sind in Zentralasien verbreitet.[9]

- Tribus Cochlearieae Buchenau: Sie enthält nur eine Gattung:
  - Löffelkräuter (Cochlearia L., Syn.: Cochleariopsis Á.Löve & D.Löve, Glaucocochlearia (O.E.Schulz) Pobed., Ionopsidium Rchb., Pseudosempervivum (Boiss.) Grossh.): Die etwa 21 Arten sind in Eurasien, im nordwestlichen Afrika und im nördlichen Nordamerika verbreitet.

- Tribus Conringieae D.A.German & Al-Shehbaz:[15] Sie enthält nur zwei Gattungen und etwa neun Arten:
  - Conringia Heist. ex Fabr.: Sie enthält etwa sechs Arten; sie kommen im Mittelmeergebiet und in Europa bis Zentralasien vor, darunter:
    - Orientalischer Ackerkohl (Conringia orientalis (L.) Dumort.)

  - Zuvanda (F.Dvořák) Askerova: Die nur drei Arten kommen im südwestlichen Asien vor.[9]

- Tribus Cremolobeae R.Br.: Sie enthält nur zwei Gattungen:
  - Cremolobus DC.: Die etwa sieben Arten gedeihen in Anden.[9]
  - Menonvillea DC.: Die etwa 22 Arten kommen in Argentinien und Chile vor.[9]

- Tribus Descurainieae Al-Shehbaz, Beilstein & E.A.Kellogg: Sie enthält etwa sechs Gattungen und etwa 60 Arten:[33]
  - Descurainia Webb & Berthel.: Sie enthält etwa 47 Arten, darunter:
    - Gewöhnliche Besenrauke (Descurainia sophia (L.) Prantl)
    - Rainfarnrauke (Descurainia tanacetifolia (L.) Prantl, Syn.: Hugueninia tanacetifolia (L.) Rchb.)

  - Felskressen (Hornungia Rchb., Syn.: Hutchinsia W.T.Aiton, Hutchinsiella O.E.Schulz, Hymenolobus Nutt., Microcardamum O.E.Schulz, Pritzelago Kuntze):[34] Sie enthält sieben Arten; sie kommen auf den Kanarischen Inseln, in Nordafrika und von Europa bis Pakistan und zur Mongolei vor. Darunter:
    - Gämskresse (Hornungia alpina (L.) R.Br., Syn.: Hutchinsia alpina (L.) W.T.Aiton)
    - Kleine Felskresse (Hornungia petraea (L.) Rchb.)

  - Ianhedgea Al-Shehbaz & O’Kane: Sie enthält nur eine Art:
    - Ianhedgea minutiflora (Hook. f. & Thomson) Al-Shehbaz & O’Kane: Sie ist in Südwestasien, Afghanistan, Pakistan, Indien, Tadschikistan, Turkmenistan, Usbekistan und in Tibet verbreitet.[13]

  - Robeschia Hochst. ex O.E.Schulz: Sie enthält nur eine Art:
    - Robeschia schimperi (Boiss.) O.E.Schulz: Sie kommt nur auf der Sinai-Halbinsel vor.

  - Trichotolinum O.E.Schulz: Sie enthält nur eine Art:
    - Trichotolinum deserticola (Speg.) O.E.Schulz: Sie kommt in Argentinien vor.

  - Tropidocarpum Hook. (inkl. Agallis Phil. und Twisselmannia Al-Shehbaz): Sie enthält etwa vier Arten; sie kommen in Kalifornien, Mexiko und mit einer Art auch in Chile vor.

- Tribus Dontostemoneae Al-Shehbaz & Warwick: Sie enthält nur drei Gattungen und etwa 28 Arten:[12]
  - Clausia Korn.-Trotzky ex Hayek: Die etwa sechs Arten kommen von Osteuropa bis Zentralasien vor.[9]
  - Dontostemon Andrz. ex C.A.Mey.: Die etwa zwölf Arten kommen in China, im asiatischen Russland und der Mongolei vor.
  - Pseudoclausia Popov: Die etwa zehn Arten sind Zentralasien verbreitet.[9]

- Tribus Erysimeae Dum.:[15] Sie enthält nur noch eine Gattung:
  - Schöteriche (Erysimum L., Syn.: Acachmena H.P.Fuchs, Cheiranthus L., Cheirinia Link, Cuspidaria (DC.) Besser, Dichroanthus Webb & Berthel., Syrenia Andrz. ex Besser, Zederbauera H.P.Fuchs): Die je nach Autor 150 bis 223 Arten sind auf der Nordhalbkugel weitverbreitet.

- Tribus Euclidieae DC.:[35] Sie enthält etwa (13 bis) 25 Gattungen und etwa (115 bis) 150 Arten in Eurasien, im östlichen Afrika und zwei Gattungen in Nordamerika:
  - Atelanthera Hook. f. & Thomson: Sie enthält nur eine Art:
    - Atelanthera perpusilla Hook. f. & Thomson: Sie kommt in China, Afghanistan, Pakistan, Kaschmir und Tadschikistan vor.[13]

  - Braya Sternb. & Hoppe: Die 6 bis 17 Arten gedeihen zirkumpolar in der Holarktis in alpinen, subarktischen oder gemäßigten Gebieten Eurasiens und Nordamerikas;[13] darunter:
    - Breitschötchen oder Schotenkresse (Braya alpina Sternb. & Hoppe): Dieser Endemit kommt nur in den österreichischen und italienischen Ostalpen vor.[36]

  - Catenulina Soják: Sie enthält nur eine Art:
    - Catenulina hedysaroides (Botsch.) Soják: Sie kommt in Zentralasien vor.[9]

  - Cryptospora Kar. & Kir.: Die etwa drei Arten sind in Zentralasien verbreitet.[9]
  - Cymatocarpus O.E.Schulz: Die etwa drei Arten kommen von Transkaukasien bis Zentralasien vor.[9]
  - Dichasianthus Ovcz. & Yunusov (manchmal in Neotorularia Hedge & J.Leonard): Sie enthält nur eine Art:
    - Dichasianthus subtilissimus (Popov) Ovcz. & Yunusov: Sie kommt in Zentralasien vor.[9]

  - Dilophia Thomson: Die etwa zwei Arten kommen von Zentralasien bis ins westliche China vor.[9]
  - Euclidium W.T.Aiton: Sie enthält nur eine Art:
    - Schnabelschötchen (Euclidium syriacum (L.) R.Br.): Es kommt natürlich von Osteuropa bis Mittelasien vor und ist in Australien und Nordamerika ein Neophyt.

  - Lachnoloma Bunge: Sie enthält nur eine Art:
    - Lachnoloma lehmannii Bunge: Sie kommt im südwestlichen Asien und Zentralasien vor.[9]

  - Leiospora (C.A.Mey.) A.N.Vassiljeva: Sie enthält etwa sechs Arten.
  - Lepidostemon Hook. f. & Thomson (Syn.: Chrysobraya H.Hara): Die etwa fünf Arten kommen Nepal, Sikkim, Bhutan und China vor. In China gibt es drei Arten, davon zwei nur dort.[13]
  - Leptaleum DC.: Sie enthält nur eine Art:
    - Leptaleum filifolium (Willd.) DC.: Sie kommt vom östlichen Mittelmeergebiet bis Zentralasien und Baluchistan vor.[9]

  - Neotorularia Hedge & J.Léonard: Die etwa elf Arten kommen vom Mittelmeerraum bis Zentralasien und Afghanistan vor.
  - Octoceras Bunge: Sie enthält nur eine Art:
    - Octoceras lehmannianum Bunge: Sie kommt in Iran und Afghanistan vor.[9]

  - Phaeonychium O.E.Schulz (wird auch zu Solms-Laubachia gestellt): Die etwa sieben Arten sind von Zentralasien bis zum Himalaya verbreitet.[9]
  - Pycnoplinthopsis Jafri: Sie enthält nur eine Art:
    - Pycnoplinthopsis bhutanica Jafri: Sie kommt in Tibet, Bhutan, Nepal, Sikkim und Indien vor.[13]

  - Pycnoplinthus O.E.Schulz: Sie enthält nur eine Art:
    - Pycnoplinthus uniflora (Hook. f. & Thomson) O.E.Schulz: Sie kommt in Kaschmir und in China in Gansu, Qinghai, Xinjiang und Tibet vor.[13]

  - Rhammatophyllum O.E.Schulz: Die etwa zehn Arten sind in Zentralasien verbreitet.[9]
  - Shangrilaia Al-Shehbaz et al.: Sie wurde 2004 aufgestellt und enthält nur eine Art:[13]
    - Shangrilaia nana Al-Shehbaz, J.P.Yue & H.Sun: Sie kommt nur in Yunnan vor.

  - Sisymbriopsis Botsch. & Tzvelev: Die etwa fünf Arten kommen in Tadschikistan und China vor.[9]
  - Solms-Laubachia Muschl.(inklusive Desideria Pamp.): Die etwa 9 bis 26 Arten sind in Asien verbreitet.[9]
  - Spryginia Popov: Sie enthält etwa sieben Arten und kommt in Zentralasien vor.[9]
  - Streptoloma Bunge: Die nur ein bis zwei Arten kommen von Zentralasien bis Afghanistan vor,[9] darunter:
    - Streptoloma sumbarense (Lipsky) Botsch.

  - Strigosella Boiss. (wird auch zu Malcolmia gestellt): Sie enthält etwa 23 Arten.
  - Tetracme Bunge: Die etwa zehn Arten kommen vom östlichen Mittelmeergebiet bis Zentralasien und Baluchistan vor.[9]

- Tribus Eudemeae Al-Shehbaz, Warwick, Mumm. & M.Koch s. str.: Sie wurde 2010 aufgestellt und enthält seit 2016 acht bis neun Gattungen, deren Arten entlang der südamerikanischen Anden von Kolumbien bis ins südliche Chile sowie Argentinien vorkommen:[8][37]
  - Alshehbazia Salariato & Zuloaga: Sie wurde 2015 erstbeschrieben und enthält nur eine Art:[38]
    - Alshehbazia hauthalii (Gilg & Muschl.) Salariato & Zuloaga

  - Aschersoniodoxa Gilg & Muschl.:[37] Sie enthält seit 2016 nur noch etwa drei Arten.
  - Brayopsis Gilg & Muschl.:[37] Die seit 2013 etwa sieben Arten kommen in den Anden vor.[9]
  - Dactylocardamum Al-Shehbaz:[37] Sie enthält etwa zwei Arten.
  - Delpinophytum Speg.:[37] Sie enthält nur eine Art:
    - Delpinophtum patagonicum (Speg.) Speg.: Sie kommt nur in Patagonien vor.

  - Eudema Humb. & Bonpl.[37] (Syn.: Endemal Pritz. orth. var., Pycnobolus Willd. ex O.E.Schulz): Die vier bis sieben Arten sind in Südamerika verbreitet.
  - Gongylis Theophr. ex Molinari & Sánchez Och.: Sie wurde 2016 aufgestellt und enthält nur eine Art:[39]
    - Gongylis peruviana (Al-Shehbaz, Navarro & A.Cano) Sánchez & Molinari (Syn.: Aschersoniodoxa peruviana Al-Shehbaz, Navarro & A.Cano): Dieser Endemit kommt nur in Peru nur in Lima vor.[39]

  - Onuris Phil.:[8][37] Die fünf bis sieben Arten kommen in Südamerika vor.
  - Xerodraba Skottsb.[37] (Syn.: Skottsbergianthus Boelcke, Skottsbergiella Boelcke): Sie enthält fünf bis sieben Arten.

- Tribus Eutremeae Al-Shehbaz, Beilstein & E.A.Kellogg:[40] Sie enthält nur noch zwei Gattungen:[8]
  - Eutrema R.Br. (Syn.: Esquiroliella H.Lév., Glaribraya H.Hara, Martinella H.Lév., Neomartinella Pilg., Platycraspedum O.E.Schulz, Taphrospermum C.A.Mey., Thellungiella O.E.Schulz, Wasabia Matsum.): Die etwa 26 Arten sind im zentralen und östlichen Asien (Himalaya) und Nordamerika verbreitet.
  - Pegaeophyton Hayek & Hand.-Mazz.: Die etwa sechs Arten kommen in Indien, Kaschmir, Pakistan, Sikkim, Bhutan, Nepal, Myanmar und China (vier Arten) vor.

- Tribus Halimolobeae Al-Shehbaz, Beilstein & E.A.Kellogg:[41] Sie enthält etwa fünf Gattungen mit etwa 39 Arten nur in der Neuen Welt, mit Entwicklungszentren in den Anden und im nördlichen bis zentralen Mexiko:[42] Salariato et al. 2020 stellten eine weitere monotypische Gattungen hinzu.[43]
  - Exhalimolobos Al-Shehbaz & C.D.Bailey: Die etwa neun Arten sind von Mexiko bis Südamerika verbreitet.
  - Halimolobos Tausch: Die etwa acht Arten kommen in den südlichen USA vor.
  - Mancoa Wedd. (Syn.: Hartwegiella O.E.Schulz, Poliophyton O.E.Schulz): Die etwa acht Arten sind in Neotropis verbreitet.[9]
  - Petroravenia Al-Shehbaz: Sie enthält nur eine Art:[43]
  - Pennellia Nieuwl.: Die etwa zehn Arten kommen in der Neuen Welt vor.
    - Petroravenia eseptata Al-Shehbaz: Sie kommt nur im nordwestlichen Argentinien vor.[43]

  - Sphaerocardamum S.Schauer: Die etwa vier Arten kommen in Mexiko vor.

- Tribus Heliophileae DC. (Al-Shehbaz et al. 2006): Sie enthält nur die Gattung:
  - Heliophila Burm. f. ex L.: Die etwa 80 Arten kommen nur in der Capensis vor.

- Tribus Hesperideae Prantl: Sie enthält nur eine oder zwei Gattungen:
  - Nachtviolen (Hesperis L., Syn.: Diplopilosa F.Dvorák, Micrantha F.Dvorák, Tchihatchewia Boiss.):[44] Die etwa 46 Arten sind in Eurasien verbreitet.

- Tribus Iberideae Webb & Berthel.: Sie enthält nur zwei Gattungen und etwa 30 Arten in Eurasien und Afrika:[45]
  - Schleifenblumen (Iberis L.): Die etwa 27 Arten sind in Europa, Kleinasien und Nordafrika verbreitet.
  - Bauernsenfe (Teesdalia W.T.Aiton, Syn.: Folis Dulac, Guepinia Bastard, Teesdaliopsis (Willk.) Rothm.): Die etwa drei Arten sind in Europa, im Nahen Osten und Afrika beheimatet.[14] In vielen Teilen der Welt sind es Neophyten.

- Tribus Isatideae DC.: Sie enthält etwa zwei bis neun Gattungen und über 65 Arten:
  - Boreava Jaub. & Spach: Sie enthält nur eine Art:
    - Boreava orientalis Jaub. & Spach: Sie kommt in der Türkei, in Syrien und Iran vor.[9]

  - Chartoloma Bunge: Sie enthält nur eine Art:
    - Chartoloma platycarpum (Bunge) Bunge: Sie kommt in Zentralasien vor.[9]

  - Glastaria Boiss.: Sie enthält nur eine Art:
    - Glastaria glastifolia (DC.) Kuntze: Sie kommt in der Türkei, in Syrien und im Irak vor.[9]

  - Waid (Isatis L.): Die etwa 64 Arten kommen von Europa und dem Mittelmeergebiet bis Zentralasien vor.[9]
  - Myagrum L.: Sie enthält nur eine Art:
    - Hohldotter (Myagrum perfoliatum L.): Er ist von Europa und dem Mittelmeerraum bis Indien verbreitet und ist in Australien ein Neophyt.[9]

  - Pachypterygium Bunge: Die etwa drei Arten kommen von Zentralasien bis Iran und Afghanistan vor.[9]
  - Sameraria Desv.: Die etwa neun Arten sind von Südwestasien bis Zentralasien und Afghanistan verbreitet.[9]
  - Schimpera Hochst. & Steud. ex Endl.: Sie enthält nur eine Art:
    - Schimpera arabica Hochst. & Steud.: Sie kommt in Vorderasien vor.

  - Tauscheria Fisch. ex DC.: Sie enthält nur eine Art:
    - Tauscheria lasiocarpa Fisch.: Sie kommt im Himalaya und am Kaspischen Meer vor.

- Tribus Kernereae Al-Shehbaz, Warwick, Mummenhoff & M. A. Koch: Sie enthält nur zwei Gattungen, die beide in Europa beheimatet sind:
  - Kugelschötchen (Kernera Medik.): Sie enthält ein bis vier Arten, beispielsweise:
    - Felsen-Kugelschötchen (Kernera saxatilis (L.) Sweet)

  - Rhizobotrya Tausch: Sie enthält nur eine Art:
    - Zwergkugelschötchen (Rhizobotrya alpina Tausch): Es ist ein Endemit der Südtiroler Dolomiten.

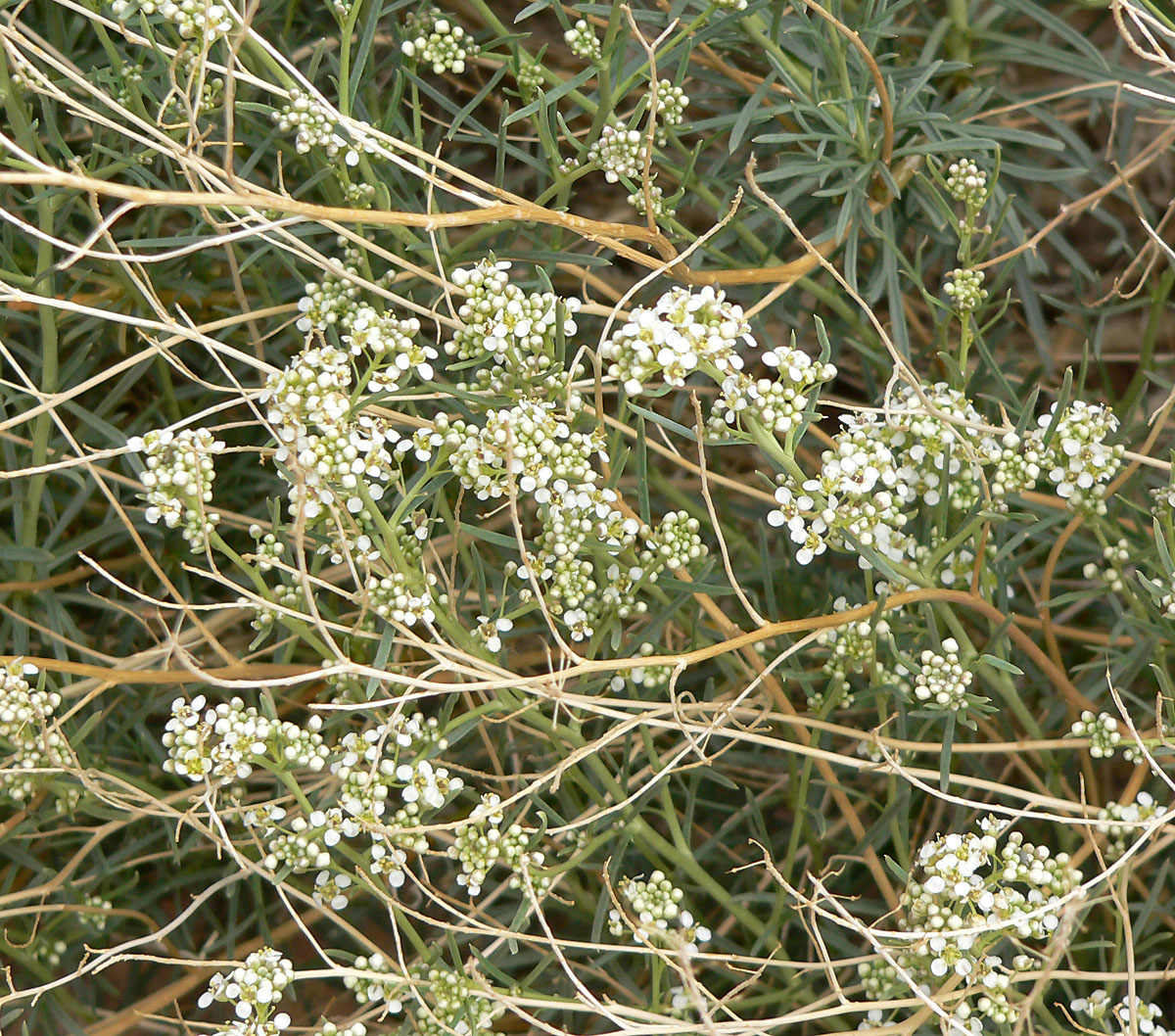
Tribus Lepidieae: Lepidium fremontii

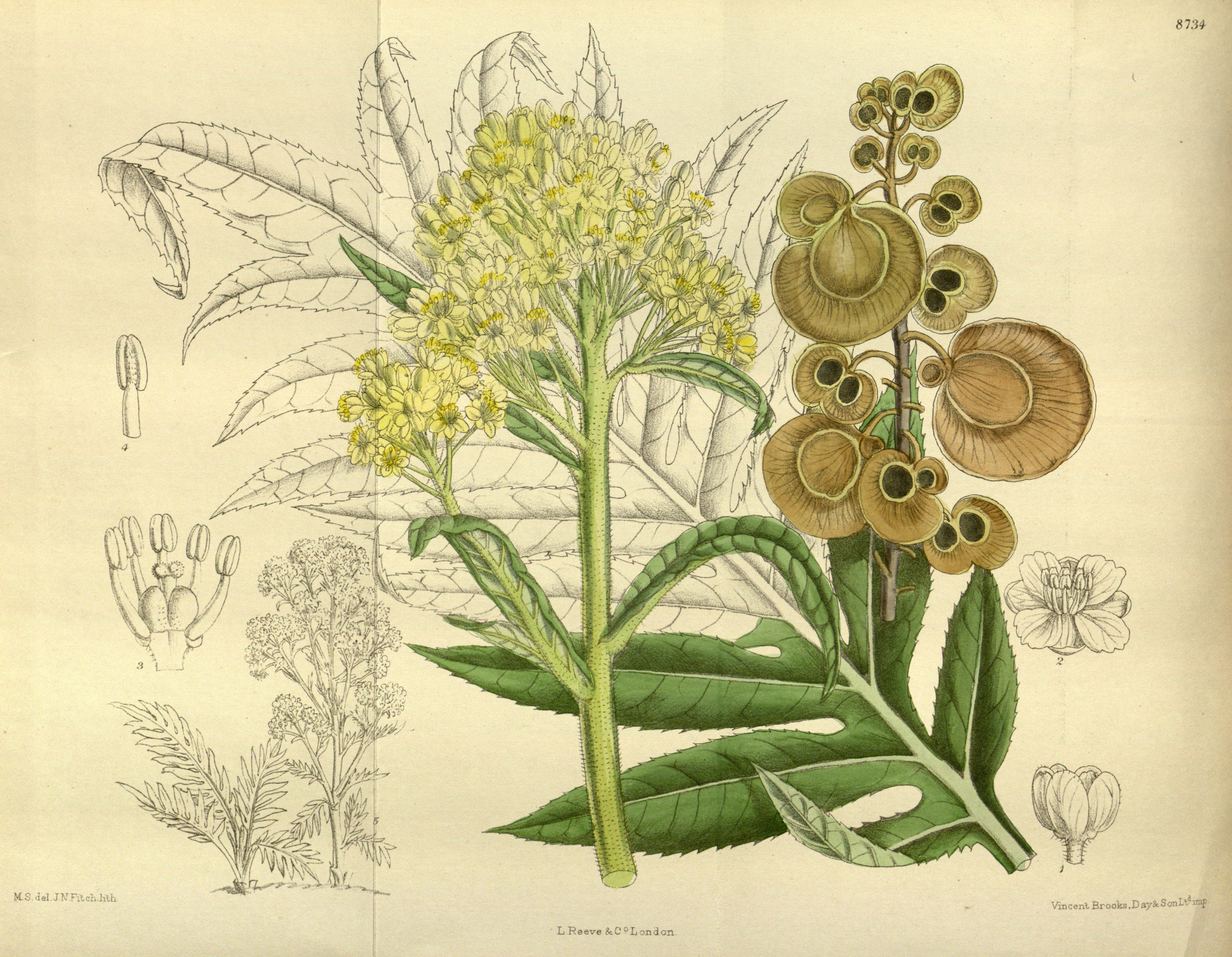
Tribus Megacarpaeeae: Illustration von Megacarpaea polyandra

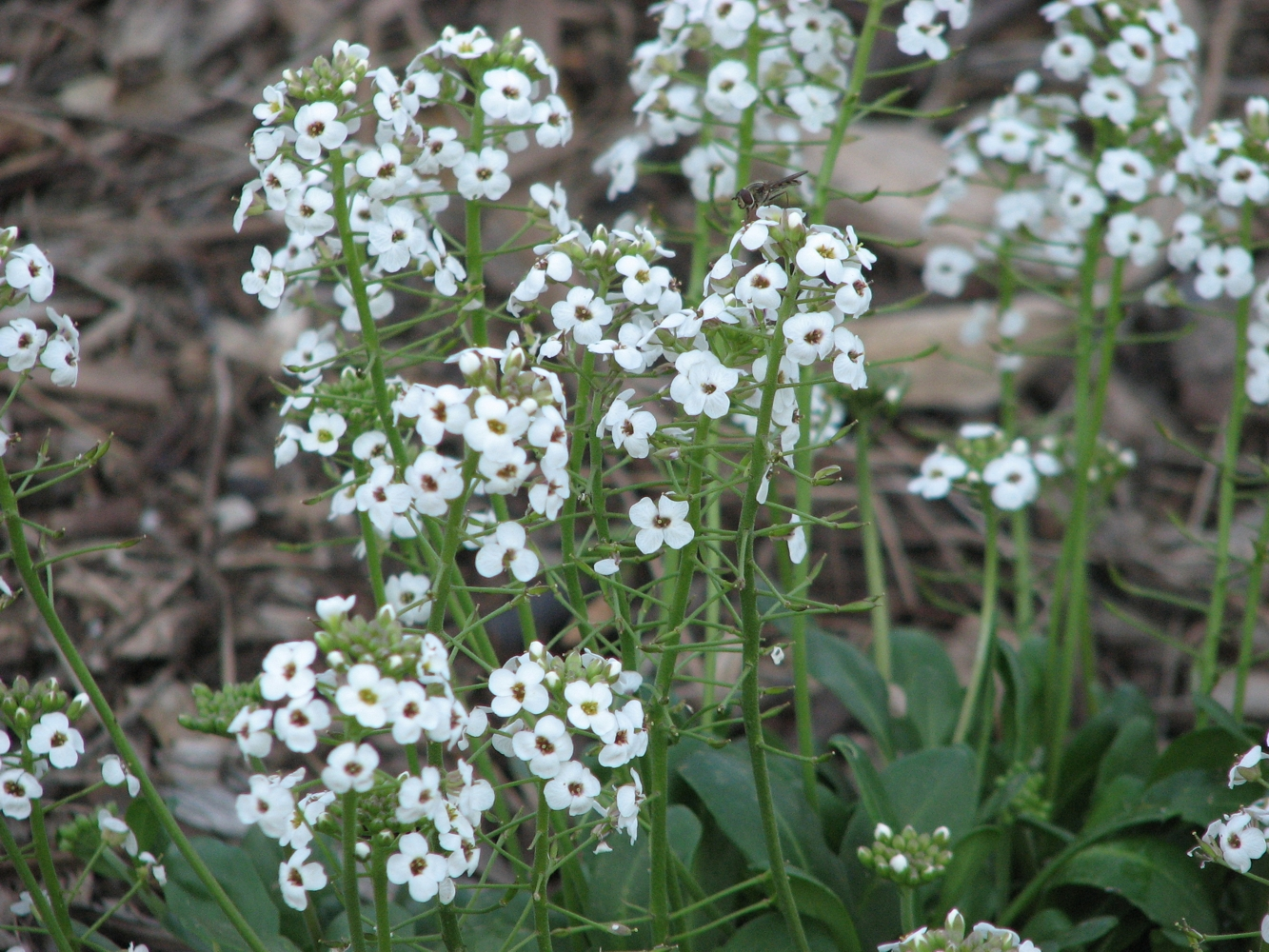
Tribus Microlepidieae: Drabastrum alpestre

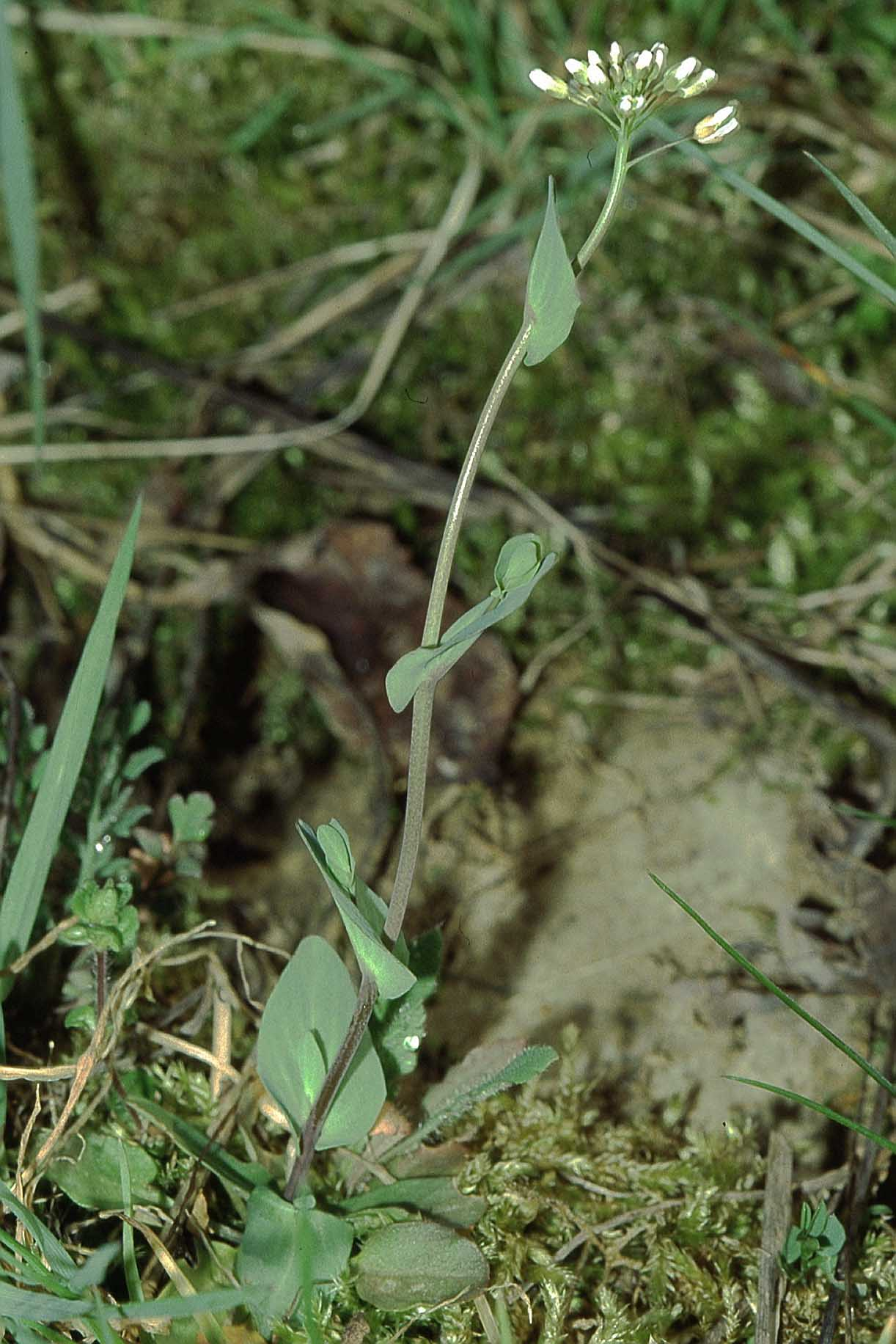
Tribus Noccaeeae: Stängelumfassendes Hellerkraut (Microthlaspi perfoliatum)

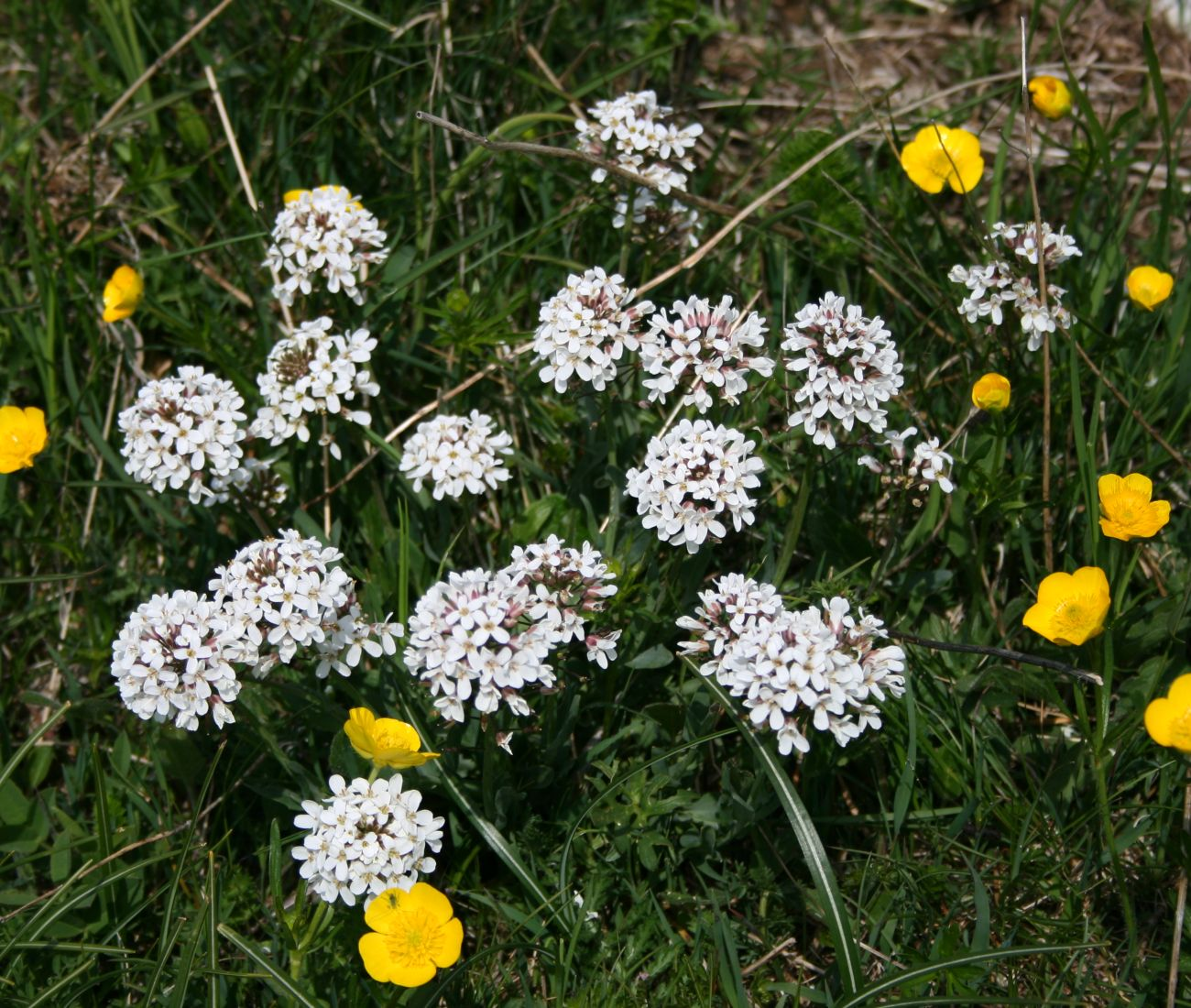
Tribus Noccaeeae: Noccaea praecox

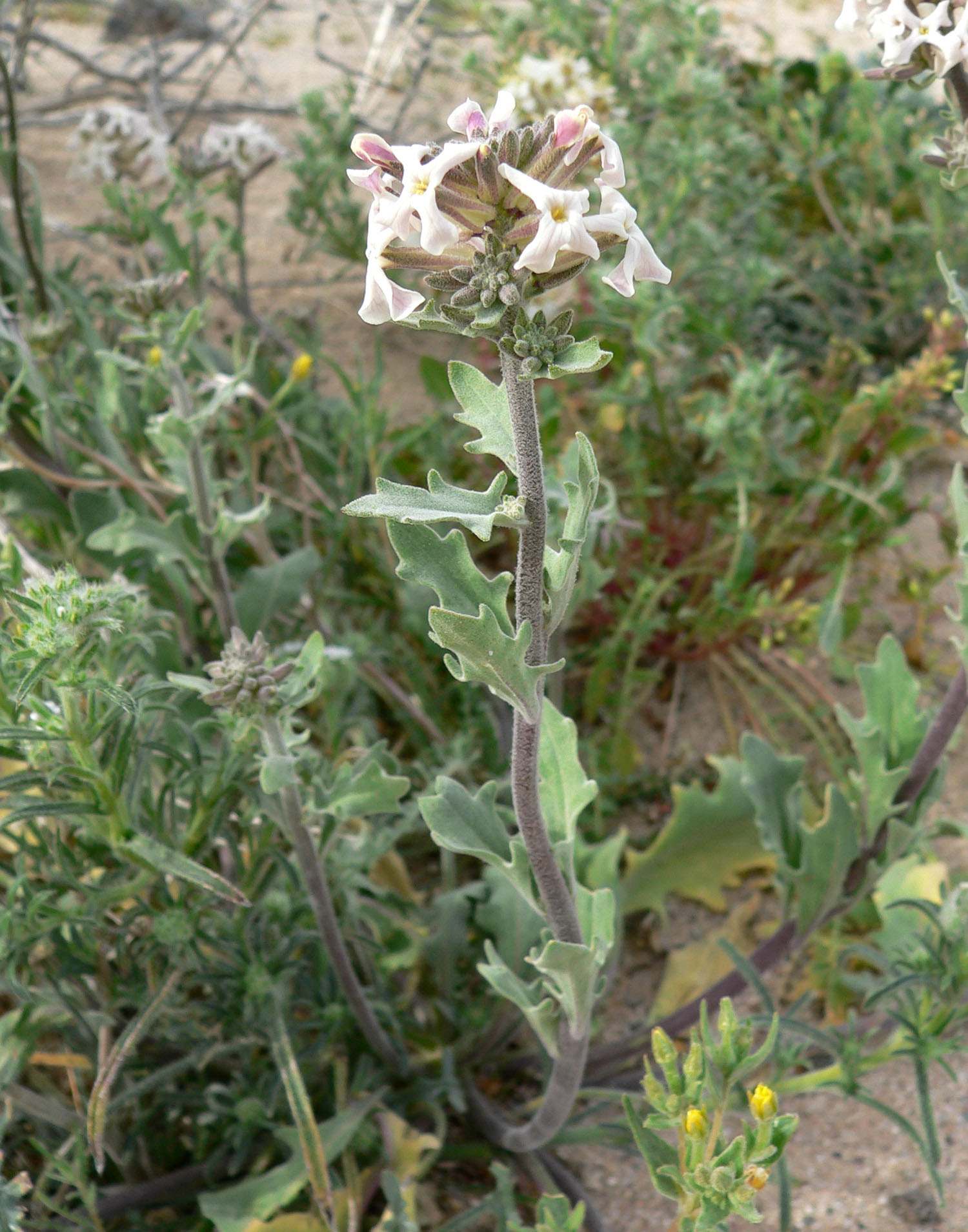
Tribus: Physarieae: Dithyrea californica

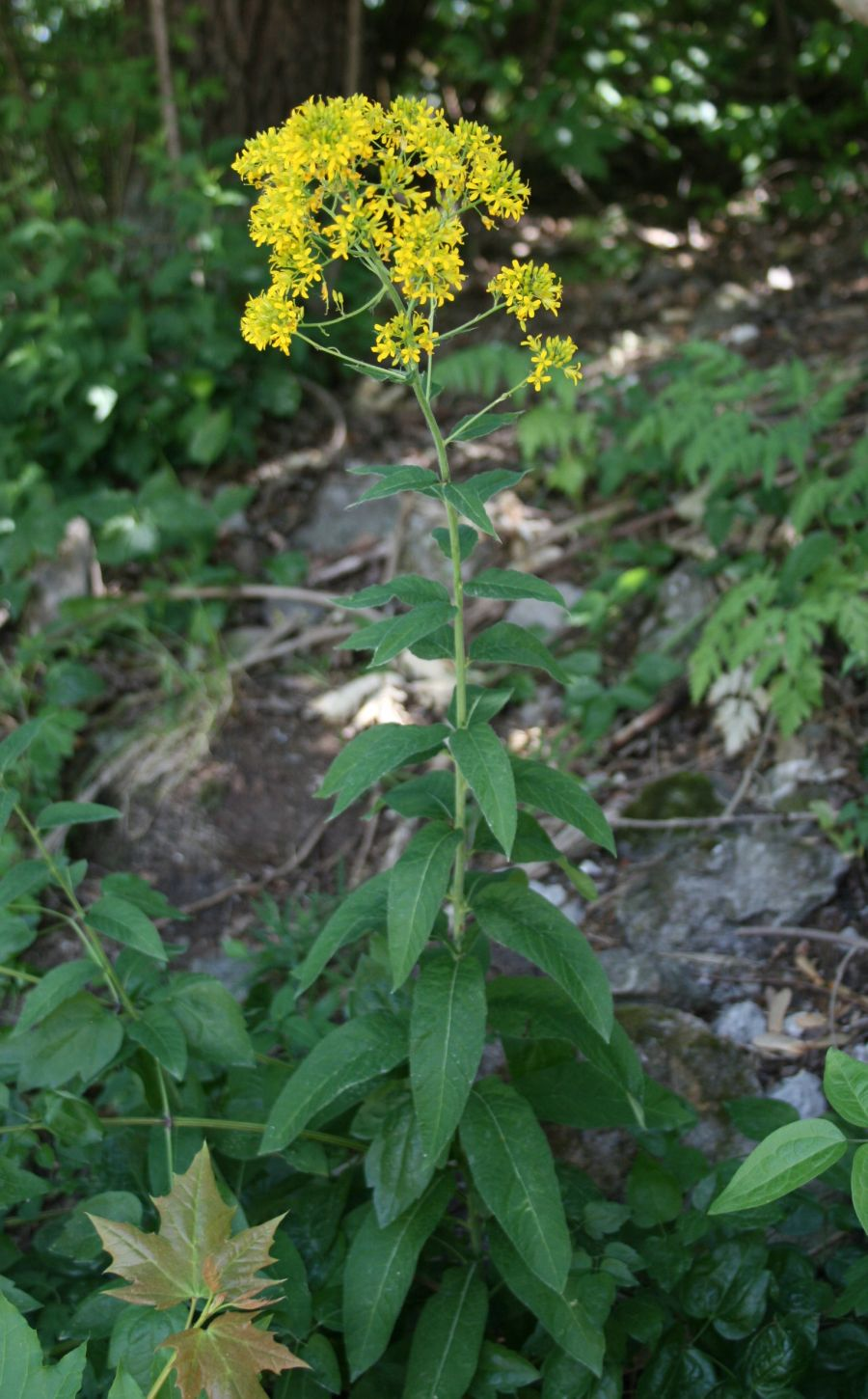
Tribus Sisymbrieae: Steife Rauke (Sisymbrium strictissimum)

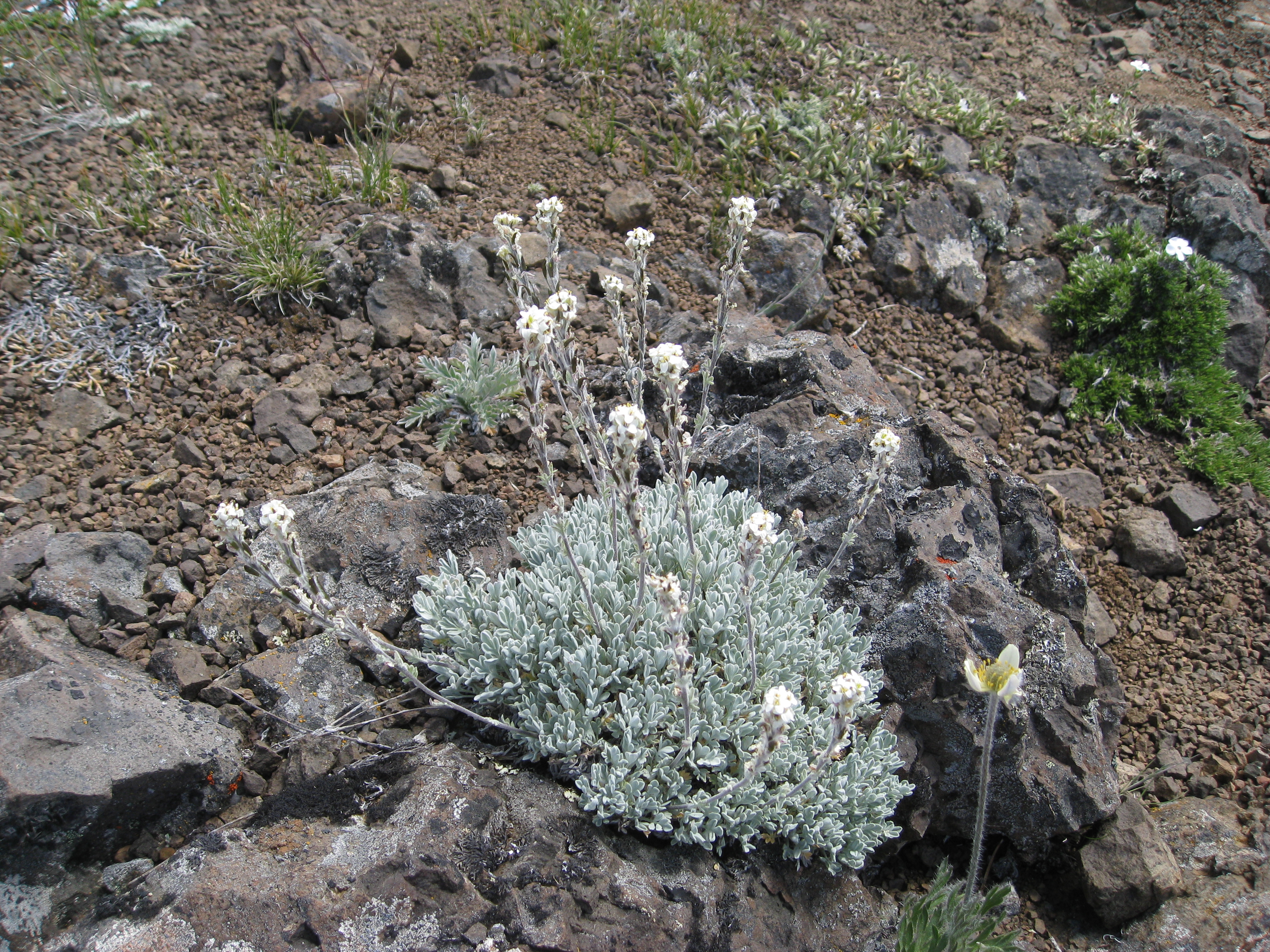
Tribus Smelowskieae: Smelowskia calycina

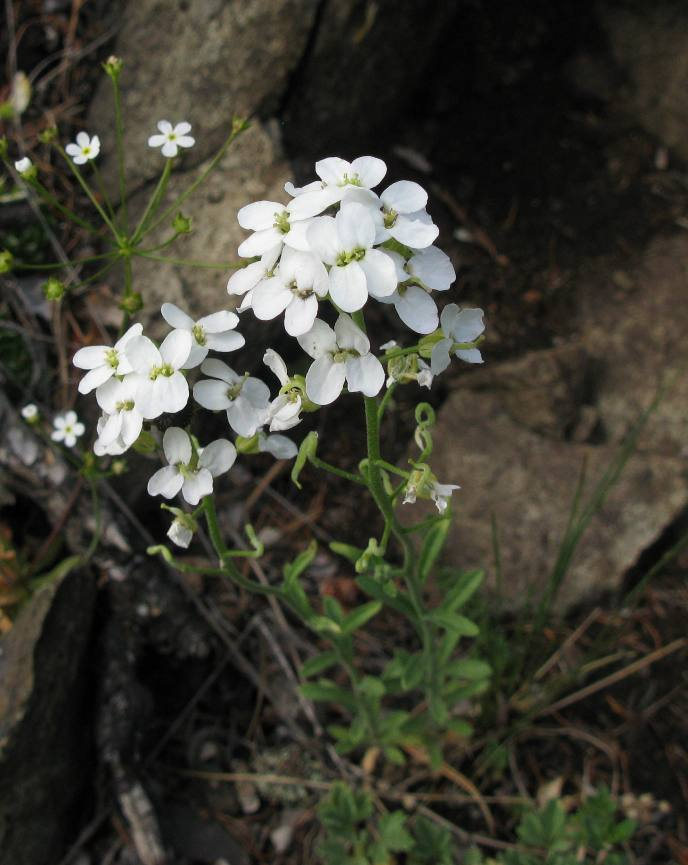
Tribus Stevenieae: Stevenia cheiranthoides

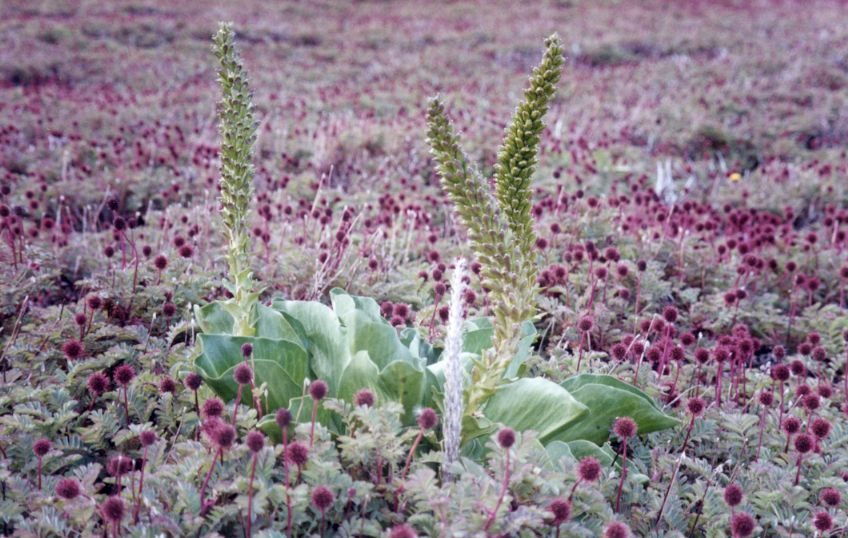
Tribus Thelypodieae: Kerguelenkohl (Pringlea antiscorbutica)

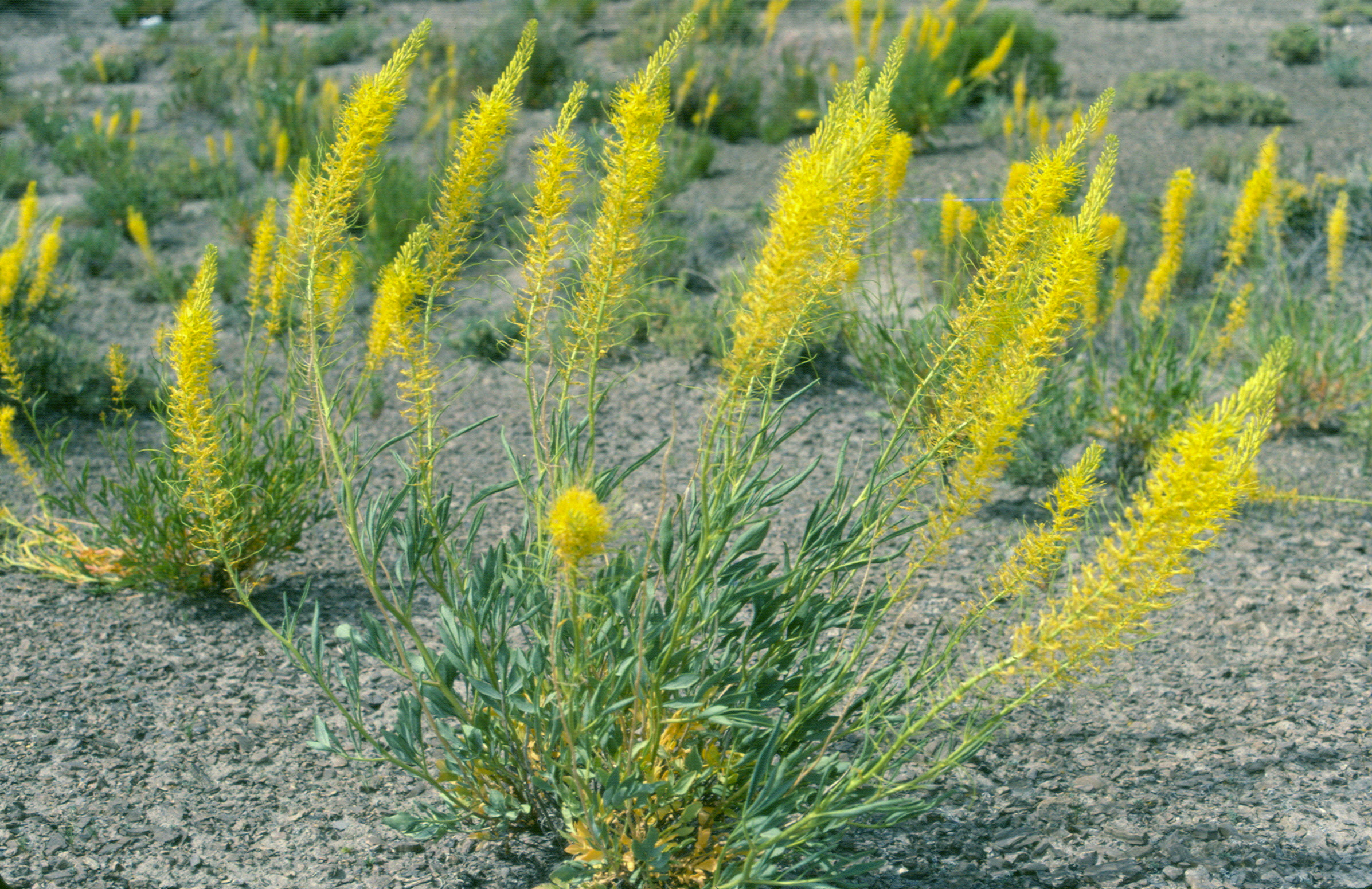
Tribus Thelypodieae: Blütenstände von Stanleya pinnata

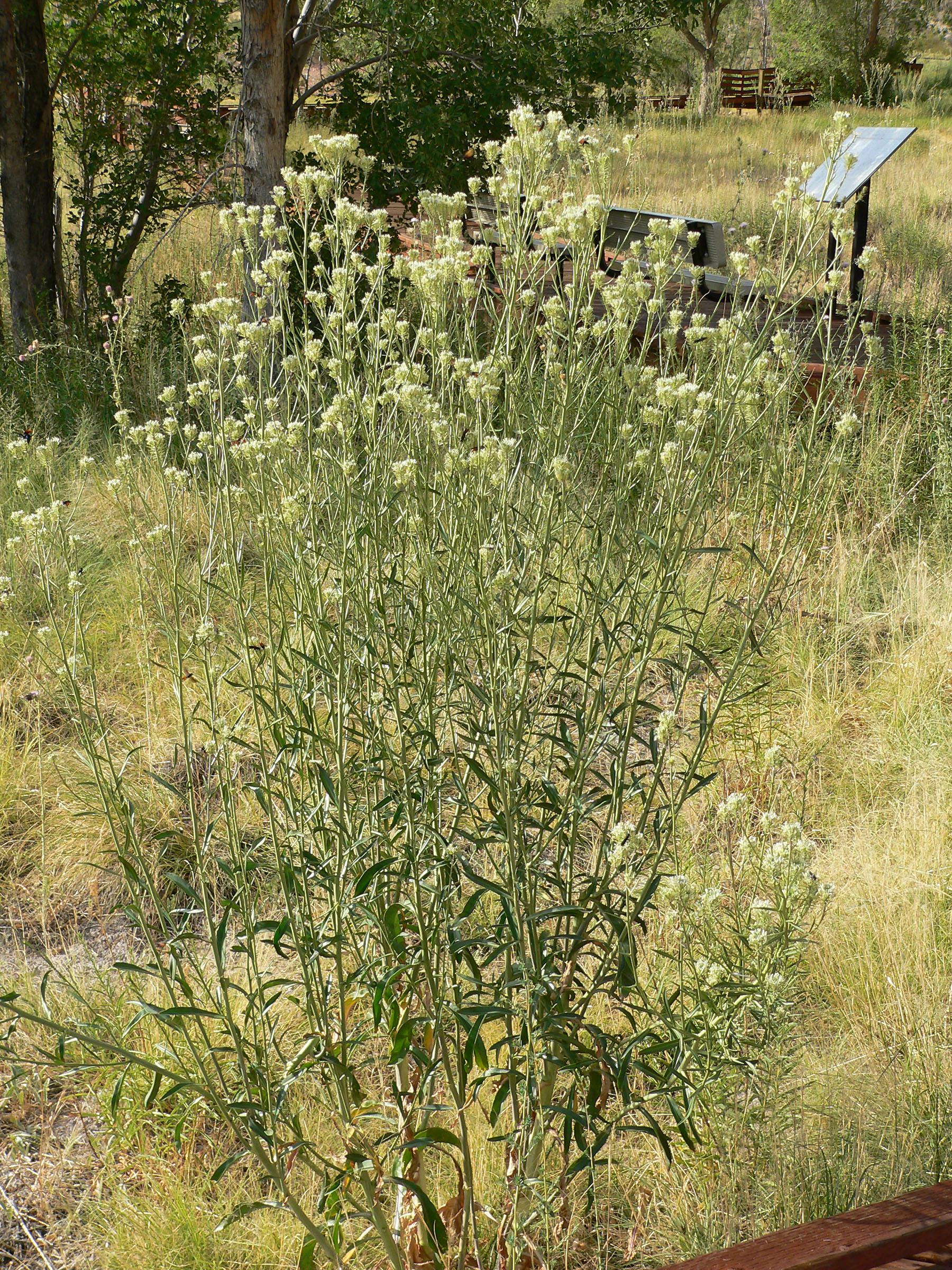
Tribus Thelypodieae: Thelypodium integrifolium subsp. affine

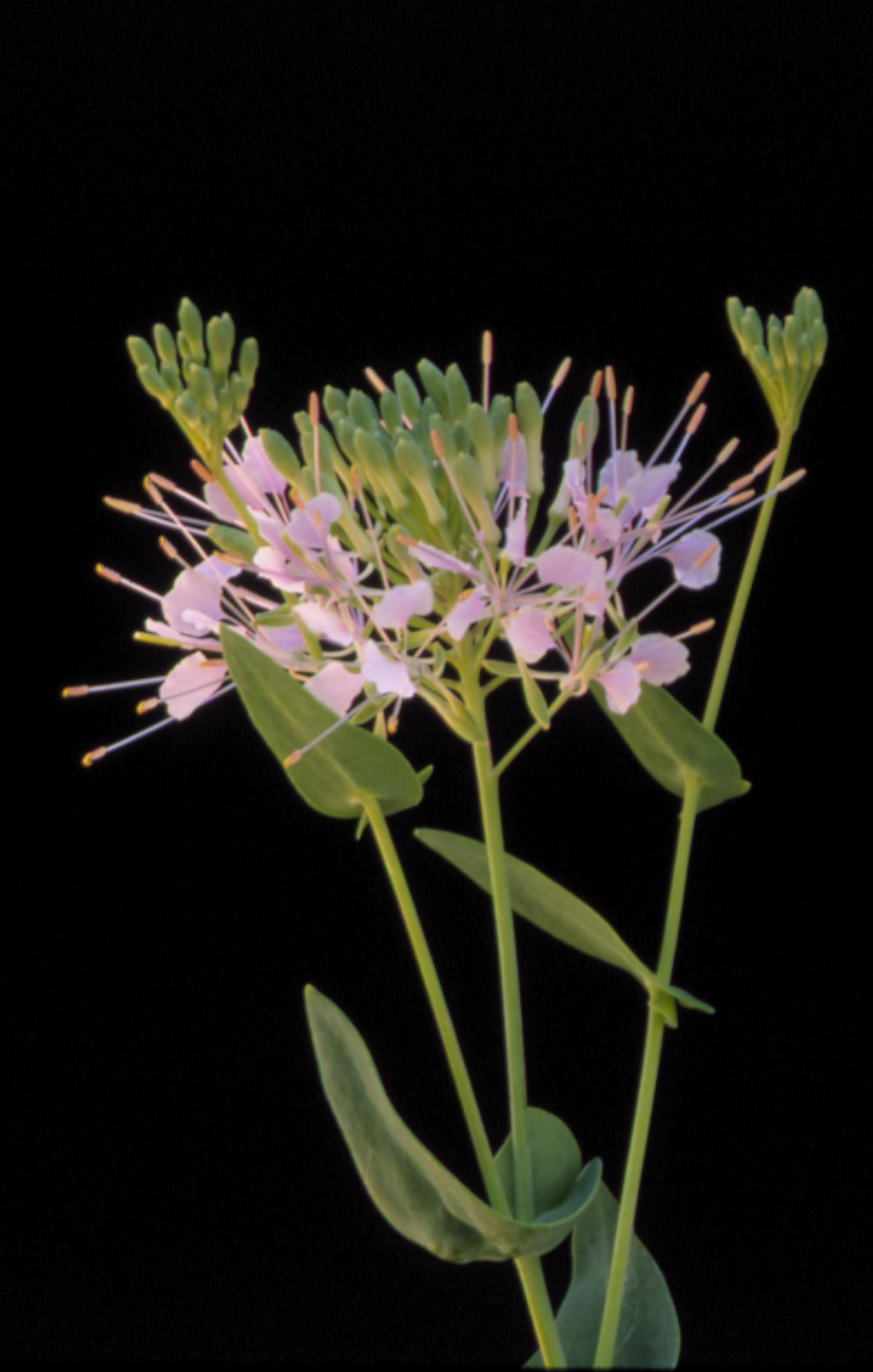
Tribus Thelypodieae: Blütenstand von Warea amplexifolia

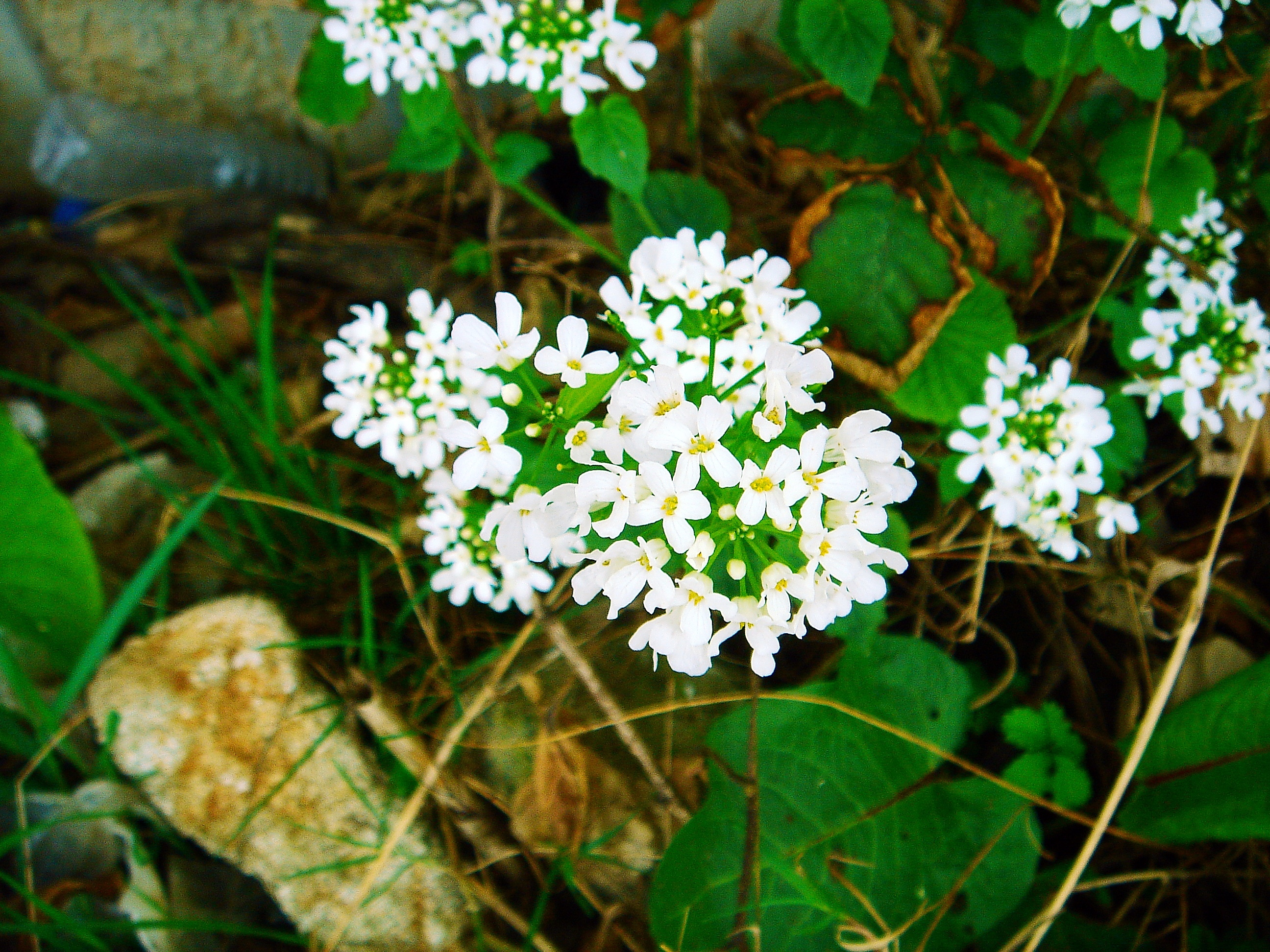
Tribus Thlaspideae: Pachyphragma macrophyllum

- Tribus Lepidieae DC.: Sie enthält etwa vier bis sechs Gattungen und über 230 Arten:
  - Acanthocardamum Thell.: Sie enthält nur eine Art:
    - Acanthocardamum erinaceum (Boiss.) Thell.: Sie kommt in Iran vor.

  - Cyphocardamum Hedge: Sie enthält nur eine Art:
    - Cyphocardamum aretioides Hedge: Sie kommt in Afghanistan vor.

  - Kressen (Lepidium L.) (inklusive Pfeilkresse (Cardaria Desv.) und Krähenfuß (Coronopus Zinn), Hymenophysa C.A.Mey., Lepicochlea Rojas Acosta, Nasturtiastrum (Gren. & Godr.) Gillet & Magne, Neolepia W.A.Weber, Papuzilla Ridl., Physolepidion Schrenk, Semetum Raf., Sprengeria Greene, Stroganowia Kar. & Kir.): Heute mit über 200 Arten.
  - Lithodraba Boelcke: Sie enthält nur eine Art:
    - Lithodraba mendocinensis (Hauman) Boelcke: Sie kommt in Argentinien vor.

  - Stubendorffia Schrenk ex Fisch. et al.: Die etwa acht Arten kommen in Zentralasien und Afghanistan vor.
  - Winklera Regel (Syn.: Uranodactylus Gilli): Die nur drei Arten sind im südwestlichen Asien bis Zentralasien verbreitet.[9]

- Tribus Megacarpaeeae Kamelin ex D.A.German:[46] Sie enthält nur zwei Gattungen, die hauptsächlich in Zentralasien vorkommen:
  - Megacarpaea DC.: Sie enthält etwa neun Arten; sie kommen von Europa bis Zentralasien, China und dem Himalaya vor.
  - Pugionium Gaertn.:[47] Die nur drei Arten kommen in China (zwei Arten), der Mongolei sowie im angrenzenden Russland vor.[13]

- Tribus Microlepidieae Al-Shehbaz, Warwick, Mummenhoff & M.A.Koch: Sie wurde 2010 mit nur zwei Gattungen aufgestellt. Sie enthält seit Heenan et al. 2012 etwa 16 Gattungen mit etwa 56 Arten:[48]
  - Arabidella (F.Muell.) O.E.Schulz (Syn.: Lemphoria O.E.Schulz, Micromystria O.E.Schulz, Pseudarabidella O.E.Schulz): Die etwa sieben Arten[48] sind in Australien weitverbreitet.[49]
  - Ballantinia Hook. f. ex E.A.Shaw.: Sie enthält nur eine Art:[48]
    - Ballantinia antipoda (F.Muell.) E.A.Shaw.

  - Blennodia R.Br.: Die nur zwei Arten[48] kommen in den australischen Bundesstaaten New South Wales, Queensland, Northern Territory und South Australia vor.[49]
  - Carinavalva Ising: Sie enthält nur eine Art:[48]
    - Carinavalva glauca Ising: Sie kommt in Südaustralien vor.

  - Cuphonotus O.E.Schulz: Die nur zwei Arten kommen in allen australischen Bundesstaaten vor.[49]
  - Drabastrum (F.Muell.) O.E.Schulz: Sie enthält nur eine Art:[48]
    - Drabastrum alpestre (F.Muell.) O.E.Schulz: Sie kommt nur in den australischen Bundesstaaten New South Wales und Victoria vor.[49]

  - Geococcus J.Drumm. ex Harv.: Sie enthält nur eine Art:[48]
    - Geococcus pusillus J.L.Drumm. ex Harv.: Sie kommt nur in den australischen Bundesstaaten New South Wales, Victoria, South Australia, Western Australia sowie auf Tasmanien vor.[49]

  - Harmsiodoxa O.E.Schulz: Die nur drei Arten[48] kommen in allen australischen Bundesstaaten Australien, aber nicht in Tasmanien vor.[49]
  - Irenepharsus Hewson: Die nur drei Arten[48] kommen nur in den australischen Bundesstaaten New South Wales sowie Victoria vor.[49]
  - Menkea Lehm.: Die etwa sechs Arten[48] kommen in allen australischen Bundesstaaten Australien, aber nicht in Tasmanien vor.[49]
  - Microlepidium F.Muell.: Die nur zwei Arten[48] kommen in Australien vor.
  - Pachycladon Hook. f.: Sie enthält etwa elf Arten.[48]
  - Pachymitus O.E.Schulz: Sie enthält nur eine Art:[48]
    - Pachymitus cardaminoides (F.Muell.) O.E.Schulz: Sie kommt nur in den australischen Bundesstaaten New South Wales, Victoria und South Australia vor.[49]

  - Phlegmatospermum O.E.Schulz: Die etwa vier Arten[48] kommen nur in den australischen Bundesstaaten New South Wales, Victoria, South Australia sowie Western Australia vor.[49]
  - Scambopus O.E.Schulz: Sie enthält nur eine Art:[48]
    - Scambopus curvipes (F.Muell.) O.E.Schulz: Sie kommt im südlichen und östlichen Australien vor.[9]

  - Stenopetalum R.Br. ex DC.: Sie enthält etwa zehn Arten.[48]

- Tribus Noccaeeae Al-Shehbaz, Beilstein & E.A.Kellogg: Sie enthält etwa drei Gattungen mit etwa 90 Arten[50] auf der Nordhalbkugel:
  - Microthlaspi F.K.Mey.: Die etwa vier Arten kommen in Eurasien und Nordafrika vor, darunter:
    - Stängelumfassendes Hellerkraut (Microthlaspi perfoliatum (L.) F.K.Mey.): Sie ist in Nordamerika ein Neophyt.[32]

  - Neurotropis (DC.) F.K.Mey.: Die nur drei Arten sind in Eurasien verbreitet.
  - Noccaea Moench (Syn.: Brossardia Boiss.): Die etwa 80 Arten sind in Eurasien und Nordafrika, von Nordamerika bis Mexiko sowie in Patagonien verbreitet;[32][51] darunter:
    - Gebirgs-Hellerkraut (Noccaea caerulescens (J.Presl & C.Presl) F.K.Mey.)
      - Galmei-Hellerkraut (Noccaea caerulescens subsp. sylvestris (Jord.) F.K.Mey.),

    - Berg-Hellerkraut (Noccaea montana (L.) F.K.Mey.),
    - Rundblättriges Hellerkraut (Noccaea rotundifolia (L.) Moench)

- Tribus Notothlaspideae Al-Shehbaz, Warwick, Mummenhoff & M. A. Koch: Sie enthält nur eine Gattung mit etwa zwei Arten:
  - Notothlaspi Hook. f.: Die nur zwei Arten kommen nur in Neuseeland vor.

- Tribus Oreophytoneae Al-Shehbaz, Warwick, Mummenhoff & M. A. Koch: Sie enthält nur zwei Gattungen:
  - Murbeckiella Rothm.: Die etwa fünf Arten kommen von Algerien und Südwesteuropa bis zum Kaukasus vor.
  - Oreophyton O.E.Schulz: Sie enthält nur eine Art:
    - Oreophyton falcatum (Hochst. ex A.Rich.) O.E.Schulz: Sie kommt im nordöstlichen Afrika und in Ostafrika vor.

- Tribus Physarieae B.L.Robinson: Die meisten Arten sind in Nordamerika und einige Physaria-Arten in Südamerika beheimatet; nur eine Art reicht vom nördlichen Kanada über Alaska bis ins arktische Russland. Sie enthält sieben bis acht Gattungen mit über 130 Arten:
  - Dimorphocarpa Rollins (manchmal in Dithyrea Harv.): Die etwa vier Arten sind in Nordamerika verbreitet.[9]
  - Dithyrea Harv.: Die nur zwei Arten kommen im südwestlichen Nordamerika vor.[9]
  - Lesquerella S.Watson (manchmal in Physaria (Nutt. ex Torr. & A.Gray) A.Gray): Sie enthält mindestens vier Arten.
  - Lyrocarpa Hook. & Harv.: Die nur drei Arten kommen in Kalifornien und Mexiko vor.[9]
  - Nerisyrenia Greene: Die etwa neun Arten kommen im südlichen Nordamerika vor.[9]
  - Paysonia O’Kane & Al-Shehbaz (manchmal in Lesquerella S.Watson): Die etwa acht Arten kommen in den südöstlichen USA vor.[9]
  - Physaria (Nutt. ex Torr. & A.Gray) A.Gray: Die etwa 105 Arten kommen im westlichen Nordamerika vor.[9]
  - Synthlipsis A.Gray: Die nur zwei Arten kommen im südlichen Nordamerika vor.[9]

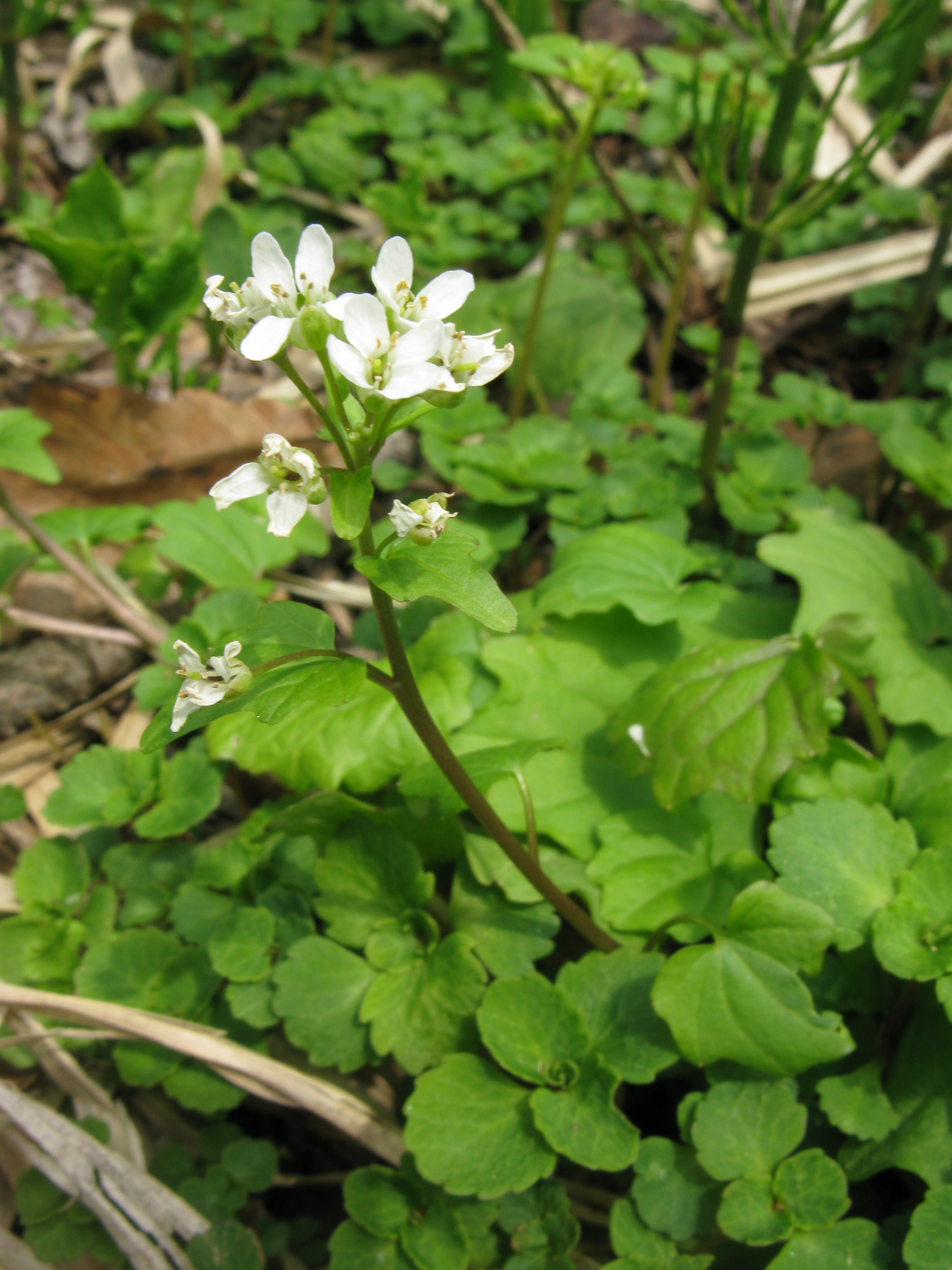
Tribus Eutremeae: Habitus und Blütenstand von Eutrema tenue

- Tribus Schizopetaleae R.Br.: Sie enthält nur noch zwei[52] (oder etwa sechs oder etwa 28 Gattungen je nach Autor, dann inklusive der Gattungen der Tribus Thelypodieae):
  - Mathewsia Hook. & Arn.: Die etwa sieben Arten kommen von Südperu bis Nordchile vor.[9]
  - Schizopetalon Sims: Die etwa zehn Arten kommen in Chile und dem angrenzenden Argentinien vor.[9]

- Tribus Scoliaxoneae Al-Shehbaz & S.I.Warwick:[53]
  - Scoliaxon Payson: Sie enthält nur eine Art:
    - Scoliaxon mexicanus (S.Watson) Payson: Sie kommt im nordöstlichen Mexiko vor.

- Tribus Sisymbrieae DC.: Sie enthält eine bis drei Gattungen:
  - Ochthodium DC.: Sie enthält nur eine Art:
    - Ochthodium aegyptiacum (L.) DC.: Sie kommt nur in Ägypten und im asiatischen Teil der Türkei vor. In Italien ist sie ein Neophyt.[14]

  - Rauken (Sisymbrium L., Syn.: Alaida F.Dvorák, Dimitria Ravenna, Dimorphostemon Kitag., Lycocarpus O.E.Schulz, Mostacillastrum O.E.Schulz, Pachypodium Webb & Berthel., Phlebiophragmus O.E.Schulz, Pseudofortuynia Hedge, Schoenocrambe Greene, Velarum Rchb.):[44] Die etwa 40 Arten sind hauptsächlich in Eurasien und Südafrika verbreitet, eine Art kommt im westlichen Nordamerika vor.

- Tribus Smelowskieae Al-Shehbaz: Sie enthält nur eine Gattung:
  - Smelowskia C.A.Mey. (Syn.: Ermania Cham., Gorodkovia Botsch. & Karav., Hedinia Ostenf., Hediniopsis Botsch. & V.V.Petrovsky, Melanidion Greene, Redowskia Cham. & Schltdl., Sinosophiopsis Al-Shehbaz, Sophiopsis O.E.Schulz): Die etwa 25 enthaltenen Arten kommen in Ostasien und im westlichen Nordamerika vor.[9]

- Tribus Stevenieae Al-Shehbaz, D.A.German & M.Koch: Sie wurde 2011 aufgestellt und enthält etwa drei Gattungen:[16][54]
  - Macropodium W.T.Aiton: Die nur etwa zwei Arten[16] kommen in Zentralasien, auf Sachalin und in Japan vor.[9]
  - Pseudoturritis Al-Shehbaz (Syn.: Turrita Wallr. non L.):[55] Sie enthält nur eine Art:[16]
    - Turmgänsekresse (Pseudoturritis turrita (L.) Al-Shehbaz, Syn.: Arabis turrita L.): Sie kommt in Mittel-, Süd- und Südosteuropa, in Nordafrika und Vorderasien vor.[14]

  - Stevenia Adams ex Fisch. (Syn.: Berteroella O.E.Schulz, Ptilotrichum C.A.Mey.): Die vier bis acht Arten[16] sind in Ostasien verbreitet.

- Tribus Thelypodieae Prantl: Sie enthält 27 bis 29 Gattungen mit etwa 215 Arten, hauptsächlich in der Neuen Welt[52][8][53][56][16]
  - Chaunanthus O.E.Schulz (Syn: Stanfordia S.Watson): Die etwa vier Arten[16] kommen in Mexiko vor.[9]
  - Chilocardamum O.E.Schulz: Die etwa vier Arten[16] kommen in Argentinien und Chile vor.
  - Chlorocrambe Rydb.: Sie enthält nur eine Art:[16]
    - Chlorocrambe hastata (S.Watson) Rydb.: Sie kommt nur in den westlichen US-Bundesstaaten Idaho, Oregon sowie Utah in Höhenlagen von 1500 bis 2800 Metern vor.[56]

  - Dictyophragmus O.E.Schulz: Sie enthält etwa drei Arten[16] in Südamerika.
  - Dryopetalon A.Gray (Syn.: Coelophragmus O.E.Schulz, Rollinsia Al-Shehbaz): Die sieben bis neun Arten kommen von den südwestlichen USA bis ins nördliche Mexiko vor.[56]
  - Englerocharis Muschl.: Die drei bis fünf Arten[16] kommen nur in Peru und Bolivien vor.
  - Eremodraba O.E.Schulz: Die nur zwei Arten[16] kommen nur in mittleren Höhenlagen in der Wüste vom südlichen Peru bis ins nördliche Chile vor.
  - Hesperidanthus (B.L.Rob.) Rydb. (Syn.: Thelypodium subg. Hesperidanthus B.L.Robinson, Caulostramina Rollins, Glaucocarpum Rollins): Sie enthält etwa fünf Arten; sie kommen in den westlichen USA und im nördlichen Mexiko vor.[56]
  - Hollermayera O.E.Schulz: Sie enthält nur eine Art:[16]
    - Hollermayera valdiviana (Philippi) Ravenna: Sie kommt in Chile vor.

  - Ivania O.E.Schulz: Die nur zwei Arten[16] kommen in Chile vor.[57]
  - Mostacillastrum O.E.Schulz (Syn.: Phlebiophragmus O.E.Schulz): Sie enthält 17 bis 31 Arten[16] in Südamerika.
  - Neuontobotrys O.E.Schulz (Syn.: Eremodraba O.E.Schulz): Die 11 bis 14 Arten[16] kommen in Südamerika vor.
  - Parodiodoxa O.E.Schulz: Sie enthält nur eine Art:[16]
    - Parodiodoxa chionophila (Speg.) O.E.Schulz: Sie kommt nur im nordwestlichen Argentinien vor.[58]

  - Phlebolobium O.E.Schulz: Sie enthält nur eine Art:[16]
    - Phlebolobium maclovianum (d’Urv.) O.E.Schultz.: Es ist eine Endemit der Falklandinseln.

  - Phravenia S.I.Warwick, Sauder & Al-Shehbaz: Sie enthält nur eine Art:[16]
    - Phravenia viereckii (O.E.Schulz) Warwick, Sauder & Al-Shehbaz: Sie kommt in Mexiko vor.

  - Polypsecadium O.E.Schulz: Die etwa 15 Arten sind in Südamerika von Kolumbien bis Patagonien verbreitet.
  - Pringlea W.Anderson ex Hook. f.: Sie enthält nur eine Art:[16]
    - Kerguelenkohl (Pringlea antiscorbutica R.Br. ex Hook. f.) Er ist nur auf einigen subantarktischen Inseln im Indischen Ozean heimisch, darunter auf den namengebenden Kerguelen.

  - Pterygiosperma O.E.Schulz: Sie enthält nur eine Art:[16]
    - Pterygiosperma tehuelches (Speg.) O.E.Schulz: Sie kommt im südlichen Argentinien vor.[9]

  - Romanschulzia O.E.Schulz (Syn.: Lexarzanthe Diego & Calderón): Die 13 bis 14 Arten[16] sind vom zentralen sowie südlichen Mexiko über Zentralamerika bis Panama verbreitet.[59]
  - Sarcodraba Gilg & Muschl. (Syn.: Grammosperma O.E.Schulz,[60] Ateixa Ravenna[8]): Die etwa vier Arten[16] kommen im südlichen Südamerika, besonders in Patagonien vor.
  - Sibara Greene nom. cons. (Syn.: Machaerophorus Schltdl., Pterygiosperma O.E.Schulz, Werdermannia O.E.Schulz): Von den 12 bis 13 Arten[16] kommen sechs in Kalifornien und Niederkalifornien, sechs im nördlichen Chile und argentinischen Mendoza und Patagonien vor.[61]
  - Stanleya Nutt. (Syn.: Podolobus Raf.): Die etwa sieben Arten[16] kommen in den zentralen sowie westlichen USA vor.
  - Streptanthus Nutt. (Syn.: Agianthus Greene, Cartiera Greene, Caulanthus S.Watson, Disaccanthus Greene, Euklisia (Nuttall ex Torr. & A.Gray) Rydberg, Guillenia Greene, Icianthus Greene, Mesoreanthus Greene, Microsemia Greene, Microsisymbrium O.E.Schulz, Mitophyllum Greene non O.E.Schulz, Pleiocardia Greene, Sibaropsis S.Boyd & T.S.Ross, Stanfordia S.Watson, Streptanthella Rydb.): Die 35 bis 55 Arten[16] kommen in den zentralen sowie westlichen USA und im nördlichen Mexiko vor.[56]
  - Thelypodiopsis Rydb.: Die sieben bis zehn Arten[16] kommen in den westlichen USA und im nördlichen Mexiko vor.[56]
  - Thelypodium Endl. (Syn.: Pachypodium Nutt. non Lindl., Pleurophragma Rydb., Stanleyella Rydb.): Die etwa 16 Arten[16] kommen im westlichen bis westlich-zentralen Nordamerika und im nördlichen Mexiko vor.[56]
  - Thysanocarpus Hook.: Die fünf bis sieben Arten[16] kommen im westlichen Nordamerika bis ins nordwestliche Mexiko vor.[56]
  - Warea Nutt.: Die etwa vier Arten kommen in den südöstlichen USA vor.[56]
  - Weberbauera Gilg & Muschl. (Syn.: Alpaminia O.E.Schulz, Catadysia O.E.Schulz, Pelagatia O.E.Schulz, Stenodraba O.E.Schulz): Sie enthält 16 bis 29 Arten in Südamerika.
  - Zuloagocardamum Salariato & Al-Shehbaz: Sie wurde 2014 aufgestellt und enthält nur eine Art:[16]
    - Zuloagocardamum jujuyensis Salariato & Al-Shehbaz: Sie gedeiht im Andenhochland des nördlichen Argentinien.[62]

- Tribus Thlaspideae DC.: Sie enthält sieben bis zwölf Gattungen[16] mit über 27 Arten in Eurasien:
  - Alliaria Heist. ex Fabr. (Syn.: Pallavicinia Cocc. non Gray): Sie enthält nur zwei Arten:[63]
    - Knoblauchsrauke (Alliaria petiolata (M.Bieb.) Cavara & Grande, Syn.: Alliaria officinalis Andrz. ex M.Bieb., Arabis petiolata M.Bieb., Erysimum alliaria L., Sisymbrium alliaria (L.) Scop.): Sie ist in Europa, Marokko sowie Tunesien, im Kaukasusraum, in Westasien, Mittelasien, in Tibet sowie Xinjiang und auf dem Indischen Subkontinent weitverbreitet. In vielen Gebieten der Welt kommt sie als Neophyt vor.[6]
    - Alliaria taurica (Adams) V.I.Dorof. (Syn.: Parlatoria taurica (Adams) D.A.German & Al-Shehbaz): Sie kommt im Kaukasusraum vor.

  - Didymophysa Boiss. (Syn.: Elburzia Hedge): Die etwa drei Arten sind von Südwestasien bis Zentralasien verbreitet.[63]
  - Graellsia Boiss. (Syn.: Physalidium Fenzl): Die neun Arten kommen in Iran, in der Türkei, im Irak, in Afghanistan, Pakistan, Tadschikistan und Turkmenistan vor.[63]
  - Lysakia Esmailbegi & Al-Shehbaz: Die 2018 neu beschriebene Gattung enthält nur eine Art:[63]
    - Lysakia rostrata (Boiss. & Hohen.) Esmailbegi & Al-Shehbaz (Syn.:  Parlatoria rostrata Boiss. & Hohen.): Sie kommt nur im nördlichen Iran vor.[63]

  - Mummenhoffia Esmailbegi & Al-Shehbaz: Sie wurde 2018 aufgestellt. Von den nur zwei Arten ist eine von Mittel- bis Südeuropa verbreitet und die andere gehört zur Afro-Alpinen Flora;[63] beispielsweise:
    - Lauch-Täschelkraut (Mummenhoffia alliacea (L.) Esmailbegi & Al-Shehbaz, Syn.: Thlaspi alliaceum L.)[63]

  - Pachyphragma (DC.) Rchb. (Syn.: Gagria M.Král): Sie enthält nur eine Art:[16]
    - Pachyphragma macrophyllum (Hoffm.) N.Busch: Sie kommt im Kaukasusraum und in Armenien vor.

  - Parlatoria Boiss.: Sie umfasst nur noch eine Art:[63]
    - Parlatoria cakiloidea Boiss.: Sie kommt in der Türkei, im Irak und in Iran vor.[63]

  - Scheibenschötchen (Peltaria Jacq., Syn.: Bohadschia Crantz): Die nur noch drei Arten[16] kommen vom Mittelmeerraum bis Zentralasien vor.
  - Peltariopsis (Boiss.) N.Busch: Die nur zwei Arten kommen in Transkaukasien vor.[16]
  - Pseudocamelina (Boiss.) N.Busch: Die drei bis vier Arten[16] kommen in Iran vor.
  - Pseudovesicaria (Boiss.) Rupr.: Sie enthält nur eine Art:[16]
    - Pseudovesicaria digitata Rupr.: Sie kommt in Transkaukasien vor.

  - Sobolewskia M.Bieb.: Die drei bis vier Arten[16] kommen vom Mittelmeerraum bis zum Kaukasusraum vor.
  - Hellerkräuter (Thlaspi L., Syn.: Carpoceras (DC.) Link non A.Rich., Thlaspidium Bubani non Mill.): Die sechs bis sieben Arten[16] sind im gemäßigten Eurasien verbreitet.

- Tribus Yinshanieae Al-Shehbaz, Warwick, Mummenh. et M.A.Koch: Sie enthält nur eine Gattung:
  - Yinshania Ma & Y.Z.Zhao (Cochleariella Y.H.Zhang & Vogt, Cochleariopsis Y.H.Zhang, Hilliella (O.E.Schulz) Y.H.Zhang & H.W.Li): Die etwa 13 Arten kommen nur in China vor, zwölf davon nur dort.[64][13]

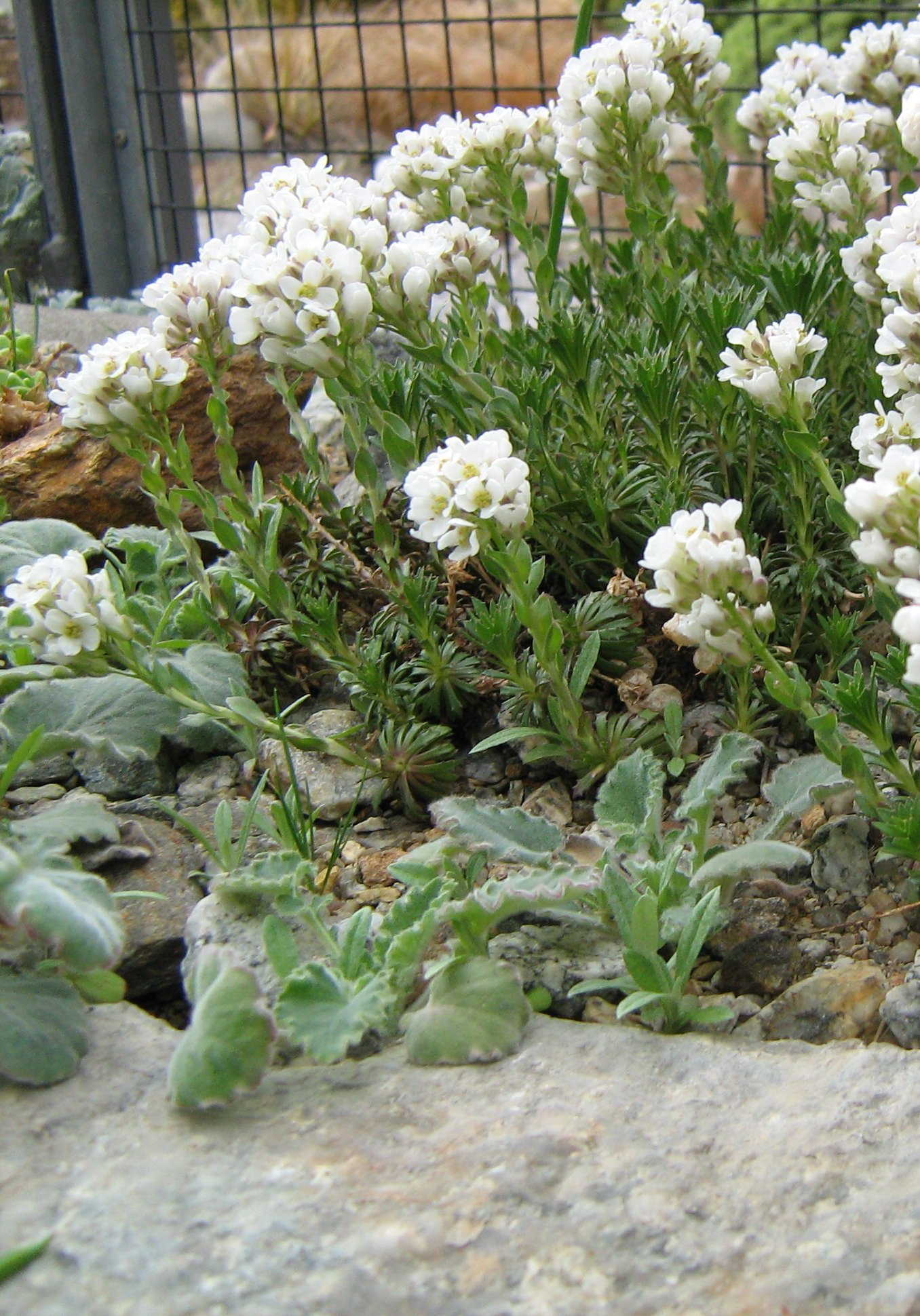
Coluteocarpus vesicaria

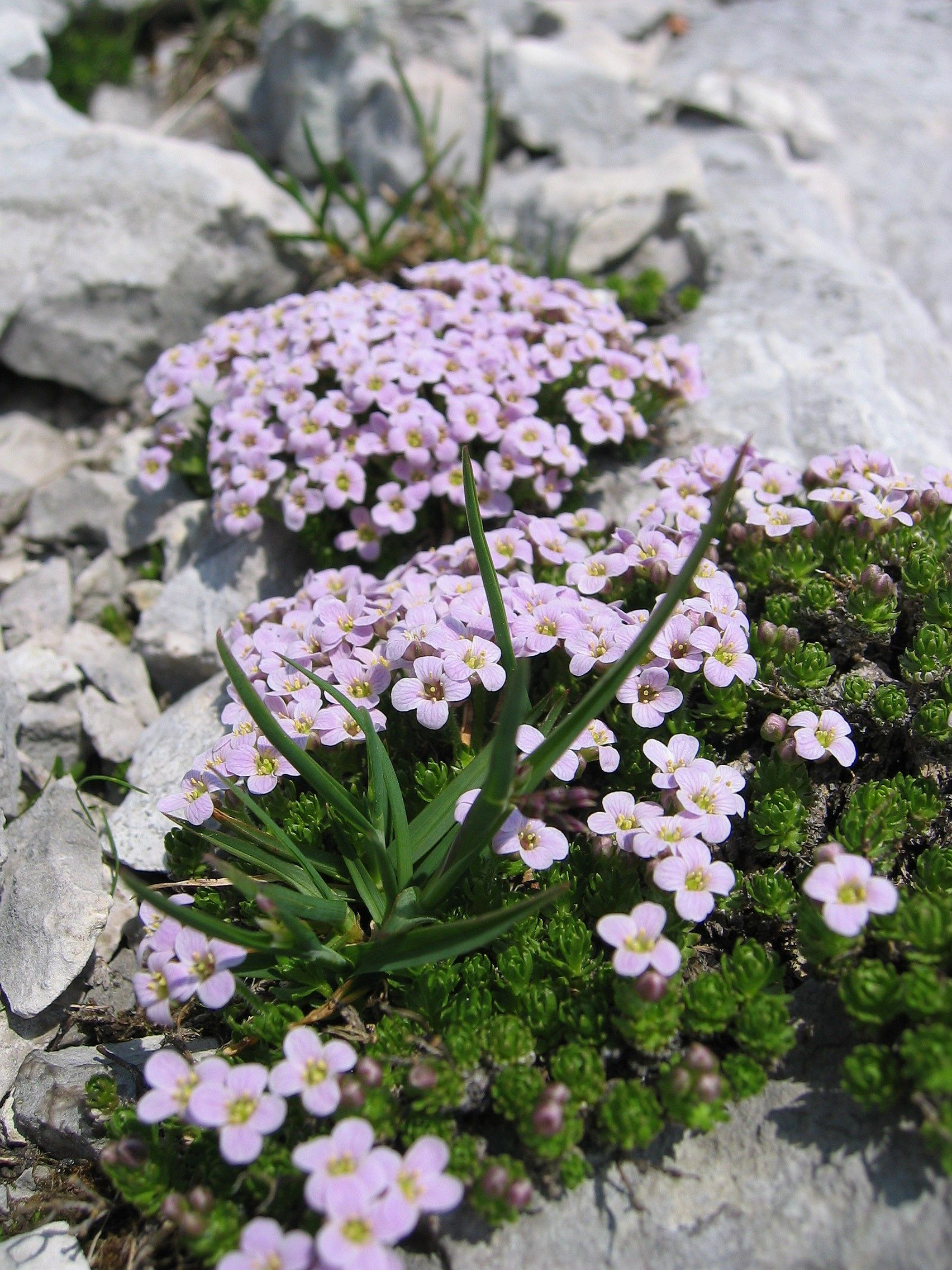
Habitus von Steinschmückel (Petrocallis pyrenaica)

- Noch nicht in einer Tribus eingegliedert (Auswahl):[8]
  - Asperuginoides Rauschert: Sie enthält nur eine Art:
    - Asperuginoides axillaris (Boiss. & Hohen.) Rauschert: Sie kommt in Iran vor.

  - Camelinopsis A.G.Mill.: Sie enthält nur zwei Arten:[16]
    - Camelinopsis campylopoda (Bornm. & Gauba) A.G.Mill.: Sie kommt in Iran und im Irak vor.
    - Camelinopsis kurdica (A.G.Mill.) Al-Shehbaz & A.G.Mill.: Sie kommt im Irak vor.

  - Chamira Thunb.: Sie enthält nur eine Art:
    - Chamira circaeoides (L. f.) Zahlbr.: Sie kommt in Südafrika vor.

  - Christolea Cambess. (Koelzia Rech. f.): Die nur zwei Arten kommen in China vor, eine davon nur dort, die andere auch in Afghanistan, Pakistan, Kaschmir, Nepal sowie Tadschikistan.[13]
  - Coluteocarpus Boiss.: Die etwa zwei Arten kommen in Vorderasien vor.
  - Dactylocardamum Al-Shehbaz: Sie enthält nur eine Art:
    - Dactylocardamum imbricatifolium Al-Shehbaz: Sie kommt in Peru vor.

  - Dipoma Franch.: Sie enthält nur eine Art:
    - Dipoma iberideum Franch.: Sie gedeiht in Höhenlagen von 3000 bis 4600 Metern in den chinesischen Provinzen Sichuan sowie Yunnan.[13]

  - Eurycarpus Botsch. (wird auch zu Solms-Laubachia gestellt): Die nur zwei Arten kommen in China vor, eine davon nur dort, die andere auch in Kaschmir.[13]
  - Heldreichia Boiss.: Die ein bis zwei Arten kommen in Vorderasien vor.
  - Hemilophia Franch.: Die etwa fünf Arten kommen im südwestlichen China vor.
  - Idahoa A.Nelson & J.F.Macbr.: Sie enthält nur eine Art:
    - Idahoa scapigera (Hook.) A.Nelson & J.F.Macbr.: Sie ist in British Columbia und in den USA beheimatet.

  - Petrocallis W.T.Aiton: Sie enthält nur eine Art:[65]
    - Pyrenäen-Steinschmückel oder einfach Steinschmückel (Petrocallis pyrenaica (L.) R.Br.): Er kommt in den europäischen Gebirgen den Pyrenäen, den Alpen und den Karpaten in den Ländern Deutschland, Österreich, Frankreich, Italien, Zentraleuropa, Slowenien, der Slowakei und Kroatien vor.

  - Raphanorhyncha Rollins: Sie enthält nur eine Art:[16]
    - Raphanorhyncha crassa Rollins: Sie kommt in Mexiko vor.

- Tribus Crucihimalayeae German, Al-Shehbaz:[66]
  - Crucihimalaya Al-Shehbaz, O’Kane & R.A.Price (Syn.: Beringia R.A.Price, Al-Shehbaz & O’Kane): Die etwa neun Arten sind in Zentralasien, dem südwestlichen Asien, den Regionen des Himalaya, China, Russland und der Mongolei beheimatet.
  - Ladakiella
  - Pulvinatusia Hong-Liang: Enthält nur eine Art, die in Tibet vorkommt:[66]
    - Pulvinatusia xuegulaensis Hong-Liang

## Weiterführende Literatur
- Shokouh Esmailbegi, Martin A. Lysak, Mohammad Reza Rahiminejad, Mansour Mirtadzadin, Klaus Mummenhoff, Ihsan A. Al-Shehbaz:  A taxonomic revision of the genus Graellsia (Brassicaceae, tribe Thlaspideae). In: Phytotaxa, Volume 313, 2017, S. 105–116. doi:10.11646/phytotaxa.313.1.7
- Shokouh Esmailbegi, Martin A. Lysak, Mohammad Reza Rahiminejad, Mansour Mirtadzadin, Klaus Mummenhoff, Ihsan A. Al-Shehbaz:   A taxonomic revision of the genus Pseudocamelina (Brassicaceae, tribe Thlaspideae). In: Phytotaxa, Volume 313, 2017, S. 117–129. doi:10.11646/phytotaxa.313.1.8